# Québec
Vous lisez un « article de qualité » labellisé en 2005.
« Province de Québec » redirige ici. Pour la colonie britannique du XVIIIe siècle, voir Province de Québec (1763-1791).
Ne doit pas être confondu avec Québec (ville).
Pour les articles homonymes, voir Québec (homonymie).
Le Québec (/keˈbɛk/ ) est une province du Canada dont les frontières correspondent au territoire de la nation québécoise. Vivent également au sein du territoire québécois onze nations autochtones. La capitale du Québec est la ville de Québec et sa métropole est Montréal. La langue officielle du Québec est le français.
Situé dans la région centrale du pays, entre l'Ontario à l'ouest, le territoire du Nunavut au nord-ouest et au nord (le territoire englobe les eaux maritimes de la baie James, de la baie d'Hudson et de son détroit, puis de la baie d'Ungava, à quelques kilomètres de la côte québécoise), Terre-Neuve-et-Labrador au nord-est et le Nouveau-Brunswick à l'est, le Québec a une frontière internationale avec les États-Unis au sud (États de New York, du Vermont, du New Hampshire et du Maine). Le golfe du Saint-Laurent et la baie des Chaleurs cernent les régions maritimes de l'est du Québec.
Deuxième province la plus peuplée du Canada, derrière l'Ontario, le Québec compte, selon son recensement de 2021, une population de plus de 8 600 000 habitants composée d'une grande majorité de francophones avec des minorités anglophones, allophones ainsi que onze nations autochtones. Il s'agit de la seule province canadienne à avoir le français comme seule langue officielle, parlé par 93,7 % de la population en 2021. Cette même année, la population totale de Québécois de langue maternelle française était de 77,8 %, tandis qu'elle était de 10,0 % pour l'anglais. La majorité de sa population vit dans des régions urbaines le long du fleuve Saint-Laurent, entre la ville la plus peuplée, Montréal, et la capitale provinciale, Québec. Avec une superficie de 1 542 056 km2, elle est la plus grande province et la deuxième plus grande subdivision territoriale du Canada, après le Nunavut.
De 1534 à 1763, le Québec est, sous le nom de Canada, la colonie la plus développée de la Nouvelle-France. À la suite de la guerre de Sept Ans, le Québec devient une colonie britannique entre 1763 et 1867, d'abord en tant que Province de Québec (1763–1791), puis comme province du Bas-Canada (1791–1841) avant de devenir le Canada-Est (1841–1867). Elle est finalement unie avec le Canada-Ouest, le Nouveau-Brunswick et la Nouvelle-Écosse en 1867, pour former le Dominion du Canada. Jusqu'au début des années 1960, l'Église catholique joue un rôle prépondérant dans le développement des institutions sociales et culturelles du Québec.
Au cours des années 1960, la Révolution tranquille accroît considérablement le rôle du gouvernement québécois dans la maîtrise du devenir politique, social et économique de l'État québécois. À la même époque, la vie politique québécoise devient animée par un débat sur le statut politique de la province au sein de la Confédération canadienne. Un mouvement souverainiste prône l'indépendance de la province, tandis qu'un mouvement fédéraliste prône son maintien dans la Confédération. Les débats de réformes constitutionnelles ou sur l'indépendance ont joué un rôle important en politique depuis les années 1960.
Le gouvernement du Québec fonctionne dans le cadre du système de Westminster et est à la fois une démocratie libérale et une monarchie constitutionnelle. Le premier ministre du Québec agit à titre de chef du gouvernement. La cohésion et la spécificité de la société québécoise reposent sur trois documents statutaires : la Charte des droits et libertés de la personne, la Charte de la langue française et le Code civil du Québec. De plus, contrairement au reste du Canada, le droit québécois est mixte : le droit privé est d'inspiration civiliste, tandis que le droit public s'inscrit dans la tradition de common law.
L'économie du Québec est principalement soutenue par son important secteur de services et son industrie variée. L'aérospatiale, l'aéronautique, les biotechnologies, l'industrie pharmaceutique, l'industrie culturelle et les technologies de l'information et de la communication figurent parmi les secteurs clés de son économie. La très grande abondance des ressources naturelles, notamment la forêt, l'industrie minière et l'hydroélectricité, constitue aussi un important facteur de création de richesse. Le Québec est connu pour sa production de sirop d'érable, pour son humour et pour avoir fait du hockey sur glace l'un des sports les plus populaires au Canada. Il est également réputé pour sa culture constituant le foyer du Canada français, notamment à travers sa littérature, sa musique, son cinéma, ses émissions de télévision et ses festivals.

## Toponymie
Le vocable Québec — signifiant « là où le fleuve se rétrécit » en langue algonquine — était utilisé par les Algonquins, les Cris et les Micmacs pour désigner le rétrécissement du Saint-Laurent à la hauteur du cap Diamant, lieu de fondation de la ville de Québec (3 juillet 1608) et « commencement de la terre et province de Canada » (7 septembre 1535). En 1632, Samuel de Champlain décrivit ainsi l’endroit : « […] un détroit dans le fleuve, comme le disent les Indiens […],. » Le nom est attesté avec différentes graphies : Qvebecq en 1601; Quebeck, Kébec en 1609; Québec en 1613 et Kebbek.
Le Québec est de genre masculin. Lorsqu’on utilise le mot « province », il est d’usage d’écrire « La province de Québec ». Avec les autres mots, l'article doit être utilisé. On écrira donc, par exemple, « Le gouvernement du Québec ». Son abréviation est « Qc » et il est le second lorsqu'on ne précise pas l'ordre à suivre, étant donné qu'il est la seconde des provinces et territoires à faire son entrée dans la confédération.

## Géographie
Couvrant une superficie de 1 542 056 km2, la province de Québec est la plus grande du Canada ; les deux autres provinces comparables au Québec sont l'Ontario et la Colombie-Britannique,. Le Québec est traversé par le fleuve Saint-Laurent, qui relie les Grands Lacs à l'océan Atlantique.
Situé dans le Nord-Est de l'Amérique du Nord, le territoire québécois s’étend, du sud au nord, sur plus de 2 000 km, depuis le 45e parallèle nord (frontière entre le Canada et les États-Unis) jusqu'au cap Wolstenholme et, d'est en ouest, sur plus de 1 500 km, depuis l'anse Sablon jusqu'à l'embouchure de la rivière Rupert.
Les deux fuseaux horaires du Québec correspondent à l'heure de l'Est, normale et avancée, ainsi qu'à l'heure de l'Atlantique (ou des Maritimes). La ligne de séparation est le méridien du 63e degré de longitude ouest.
Le territoire québécois est subdivisé en treize provinces naturelles, ainsi qu'en trois zones de végétation et dix domaines bioclimatiques.
Le territoire québécois est plus étendu que celui de la Mongolie, mais de taille plus réduite que celui du Mexique, comparable avec une superficie de 1 667 926 km2.
De plus, le territoire québécois est formé de nombreuses îles, dont l'archipel d'Hochelaga, l'archipel du Lac Saint-Pierre et les îles de l'estuaire et du golfe du Saint-Laurent. Aussi, le territoire québécois comprend quelques îles de l'archipel Arctique, au sud du 60e parallèle nord, dans la baie d'Ungava.

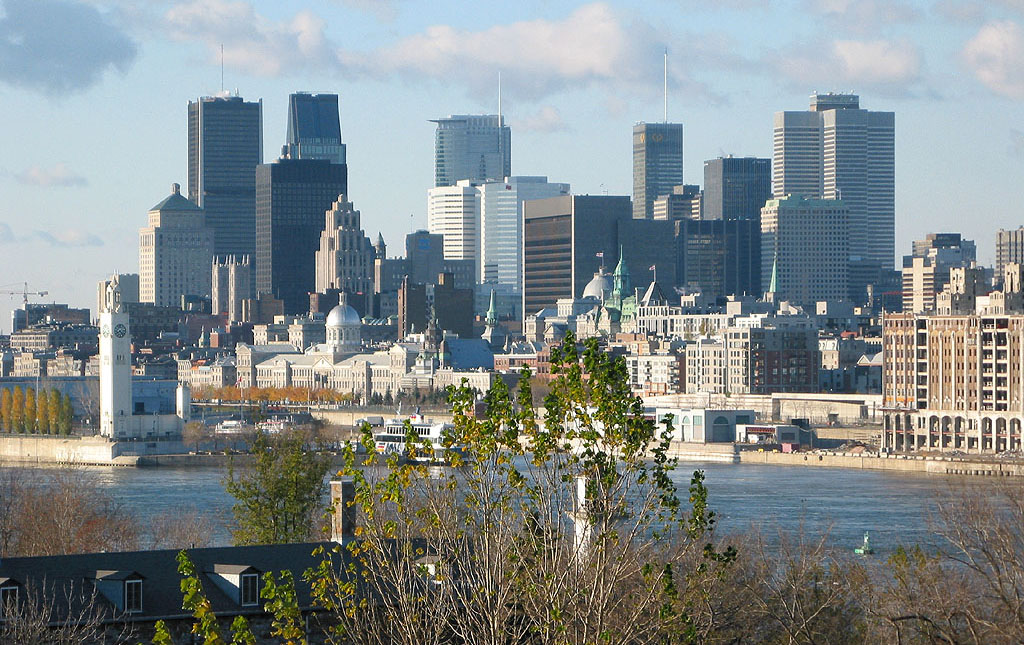
Montréal.
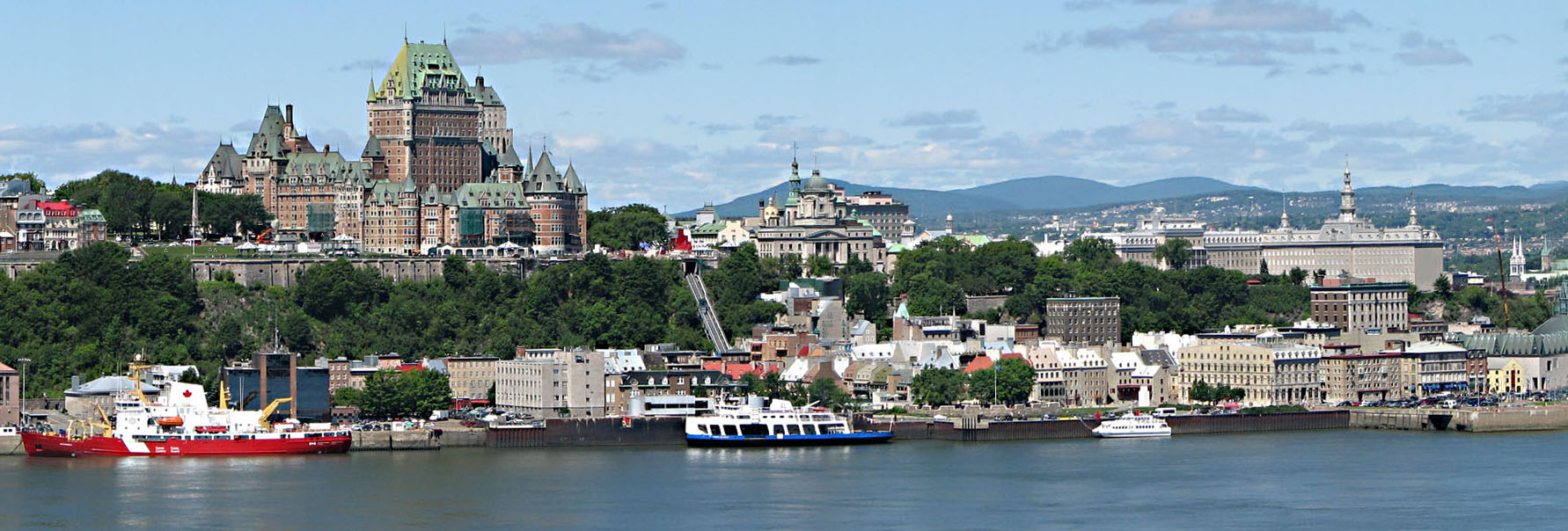
Québec.
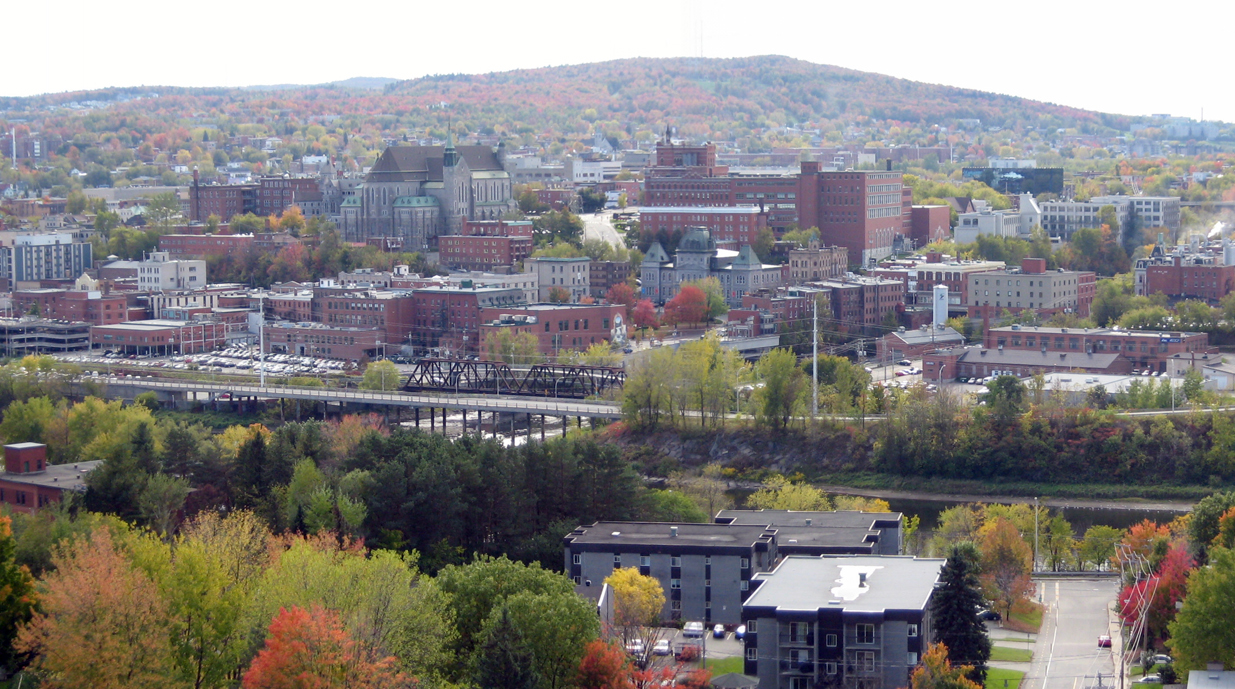
Sherbrooke.
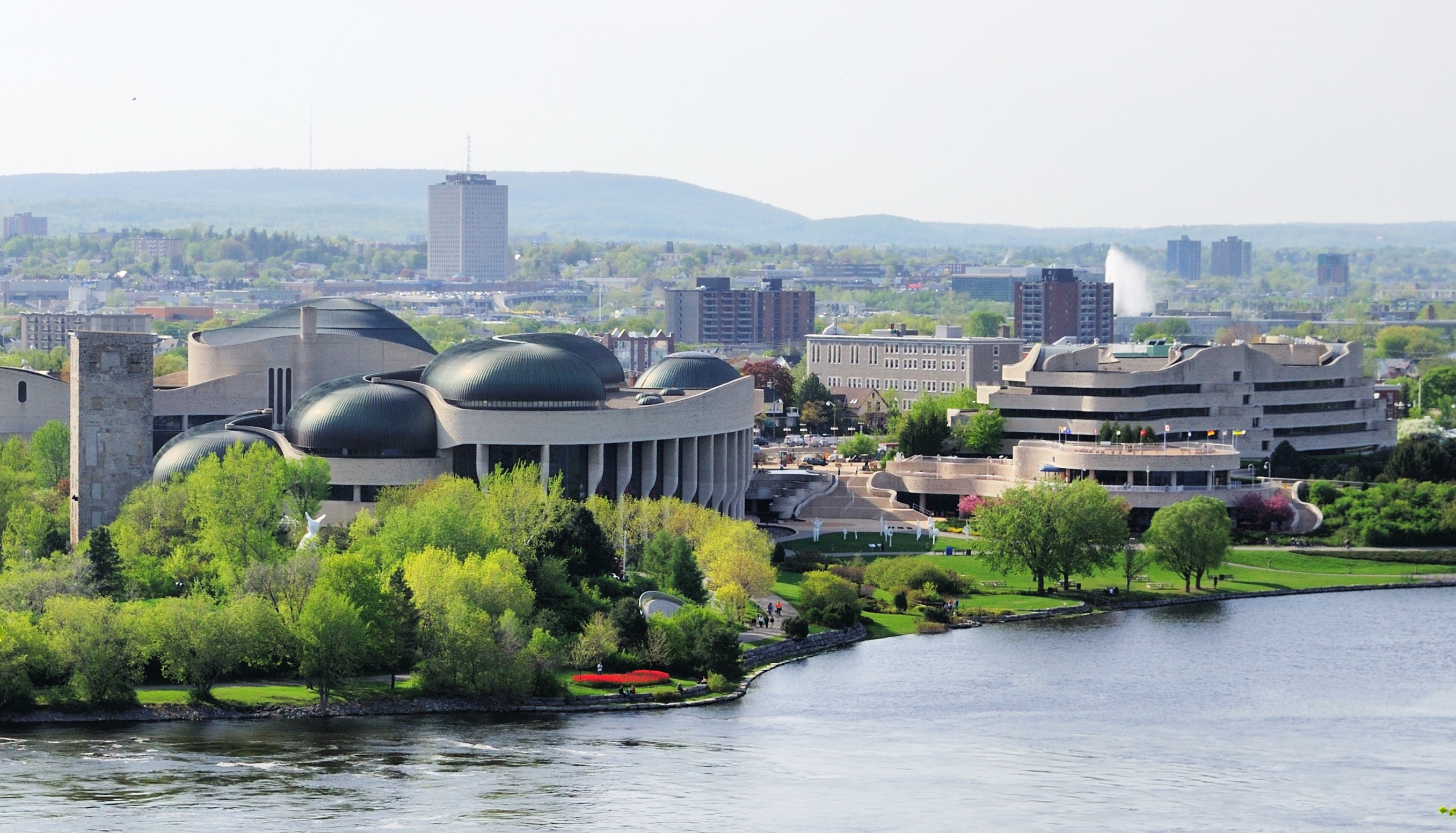
Gatineau.

### Territoire
Le territoire québécois est contigu avec quatre États du nord-est des États-Unis (le Maine, le New Hampshire, l'État de New York et le Vermont), trois provinces canadiennes (l'Ontario, le Nouveau-Brunswick et Terre-Neuve-et-Labrador) et un territoire fédéral (le Nunavut) ; au total, bien que fort incertaine et imprécise — soit la moins précisément délimitée de l'Amérique —, la frontière québécoise circonscrit le Québec sur plus de 12 000 kilomètres et l'enceint d'une périphérie terrestre (environ 50 % du périmètre total), fluviale (environ 12 %) et maritime (jusqu'à 38 %). Ayant pour base territoriale les parties de la province du Canada, qui constituaient autrefois le Bas-Canada, la province de Québec connut trois transformations frontalières depuis 1867 — année de la Confédération canadienne —, à savoir deux extensions participant du district de l'Ungava (création des territoires d'Ashuanipi, Mistassini et Abitibi en 1898, et la création du Nouveau-Québec en 1912), puis une réduction en 1927 (cession d'une partie du Labrador).
Si le point de départ est situé à l'embouchure de la rivière Eastmain, là où elle se jette à la baie James, la frontière suit, sud-ouest, le rivage de cette baie, jusqu'à l'intersection avec la ligne tirée plein nord à partir de la tête du lac Témiscamingue ; de là, la frontière séparant le Québec de l'Ontario suit, plein sud, cette ligne jusqu'à la tête de ce lac ; le fond médian de ce même lac jusqu'à la rivière des Outaouais ; le milieu du lit principal de cette rivière descendant jusqu'à l'intersection avec le prolongement de la limite ouest de l'ancienne seigneurie de Rigaud ; la limite ouest de cette seigneurie jusqu'à son angle sud-ouest ; vers le sud, la limite ouest du canton de Newton jusqu'à l'angle nord-ouest de l'ancienne seigneurie de Nouvelle-Longueuil ; vers le sud-est, la limite sud-ouest de cette seigneurie jusqu'à la rive nord du lac Saint-François, à Rivière-Beaudette ; et, le fond médian de ce lac jusqu'à l’intersection avec la ligne Valentine-Collins, à Akwesasne, point de trijonction Québec–Ontario–New York.
De là, la frontière séparant le Québec des États-Unis longe, vers l’est, la ligne Valentine-Collins — telle qu'adoptée en 1842 par le traité Webster-Ashburton, en vue d'ajuster la frontière aux terres arpentées par erreur en 1774 et sur lesquelles fut basé le traité de Paris de 1783 dans son référencement au 45e parallèle de latitude nord (bornée en partie au nord et en partie au sud du 45e parallèle, elle déborde ce parallèle, d'environ un demi mille en une section du Vermont) —, jusqu'à la rivière Halls Stream, dans le comté de Coaticook ; le milieu du lit principal de cette rivière montant jusqu'à sa source, à Saint-Isidore-de-Clifton ; la ligne de partage des eaux séparant le bassin versant du fleuve Saint-Laurent de celui de l'océan Atlantique jusqu'au Petit lac Saint-Jean, à Sainte-Aurélie ; vers le nord, la rivière Saint-Jean Sud-Ouest jusqu’à l’intersection avec le parallèle de latitude 46 degrés 25 minutes nord, à Saint-Camille-de-Lellis ; vers le nord, la ligne droite jusqu’au point de décharge du lac Frontière, sur la rivière Noire Nord-Ouest ; vers le nord-est, la ligne droite jusqu’au point de décharge du lac Pohénégamook, sur la rivière Saint-François ; le milieu du lit principal de cette rivière descendant jusqu'à la tête du lac Beau ; et, le fond médian de ce lac jusqu'à son émissaire au sud, point de trijonction Québec–Maine–Nouveau-Brunswick.
De là, la frontière séparant le Québec du Nouveau-Brunswick suit, vers l'est, une ligne droite jusqu’au point situé, plein sud, à un mille terrestre du point le plus au sud du lac Long ; une ligne droite jusqu’au point le plus au sud de la seigneurie de Madawaska et de Témiscouata ; la limite sud-est de ces anciens fiefs jusqu’à leur angle sud-est, à Dégelis ; vers le nord, la ligne méridienne jusqu’à l’intersection avec la ligne droite qui est tirée dans l'axe Est-Ouest et qui est tangente à la ligne de partage des eaux séparant le bassin versant de la rivière Rimouski de celui du fleuve Saint-Jean ; vers l’est, cette dernière ligne jusqu’à l’intersection avec la ligne méridienne qui est tangente à la ligne de partage des eaux séparant le bassin versant de la rivière Rimouski de celui de la rivière Ristigouche ; cette ligne méridienne jusqu’au 48e parallèle nord ; vers l'est, ce parallèle jusqu’à la rivière Patapédia ; le milieu du lit principal de cette rivière descendant jusqu’à la rivière Restigouche ; et, le milieu du lit principal de cette dernière rivière descendant jusqu'à un point terminal à l'embouchure de la baie des Chaleurs.
Quant au golfe du Saint-Laurent, hormis que les îles de la Madeleine sont territoire québécois, trois hypothèses s'opposent l'une à l'autre, l'une voulant que le golfe soit soumis à la Convention des Nations unies sur le droit de la mer, une autre soutenant que celui-ci soit territoire exclusivement fédéral depuis le cap des Rosiers et une troisième alléguant qu'en l'absence de délimitation formelle de la frontière, celui-ci constitue un état de fait inter-provincial selon une série de négociations qui eurent lieu entre 1964 et 1972 — quoiqu'il n'existerait encore aucune convention obligatoire à l'effet que fussent établies telles limites extra-côtières —, auquel cas le tracé de la frontière maritime du Québec serait corroboré, mais non entériné, par le gouvernement fédéral et coïnciderait avec la ligne d'équidistance entre les rives québécoises et celles du Nouveau-Brunswick, de l'Île-du-Prince-Édouard, de la Nouvelle-Écosse et de Terre-Neuve-et-Labrador, jusqu'à l'anse Sablon.
De là, la frontière séparant le Québec de Terre-Neuve-et-Labrador suit la côte du Labrador,, savoir :
- plein nord, une ligne jusqu'à l'intersection avec le 52e parallèle nord, y compris l'île d'Anticosti[loi 14], et ;

1. Selon le gouvernement de Terre-Neuve-et-Labrador — qui, depuis 1927, se fonde sur un arrêt du Comité judiciaire du Conseil privé (plus haut tribunal de l'époque) —, vers l'ouest, ce parallèle jusqu'à la rivière Romaine ; et, la rive orientale de cette rivière jusqu'à sa source, ou ;
2. Selon le gouvernement du Québec — qui, depuis 1927, se fonde sur la notion « ultra petita » pour ne pas reconnaître le segment établi par décision du Conseil privé —, la ligne de partage des eaux séparant le bassin versant du golfe du Saint-Laurent et de la baie d'Hudson, de celui de la mer du Labrador[23], jusqu'à la source de la rivière Romaine, et, de même ;

- vraisemblablement établie par reconnaissance tacite du gouvernement du Québec[18], la ligne de partage des eaux, jusqu'au détroit d'Hudson, le point terminal étant le cap Chidley, sur l'île de Killiniq[loi 15]. Cela dit, malgré la délimitation juridique de la frontière séparant le Québec du Labrador, quelques zones frontalières ne peuvent être démarquées sur le terrain et ce, du fait de la réalité géographique du drainage des eaux, qui, dans les hauteurs des terres, coulent, selon les saisons et sous l'effet de divers facteurs, soit alternativement, soit simultanément, dans les deux bassins versants qui définissent, d'une part, le territoire du Labrador et, d'autre part, la province de Québec, rendant ainsi difficile, voire impossible, la mise en place de bornes qui détermineraient une ligne de partage des eaux qui soit stable et permanente[24].

Au Nord et Nord-Ouest, la frontière séparant le Québec du Nunavut suit, au gré des marées, le rivage des baies Ungava, Hudson (ainsi que le détroit du même nom) et James — sur la côte de la péninsule du Québec-Labrador — jusqu'à l'embouchure de la rivière Eastmain.
Enfin, ajoutant à l'incertitude des frontières québécoises, qui ne peuvent être modifiées qu'avec consentement de l'Assemblée nationale du Québec, outre les terres de la Couronne (nommées, aux fins des compétences provinciales, « terres du domaine de l'État » et constituées de plus ou moins 92 % de l'étendue géographique de la province de Québec) et toute autre propriété publique — sous pouvoir législatif du Parlement fédéral, quel que soit l'usage qui en est fait —, telles que les eaux navigables, l'espace aérien, les terres réservées aux Amérindiens et tout autre patrimoine situé hors de la sphère privée, divers mécanismes relativement au partage des compétences législatives ont comme dénominateur commun la possibilité de modifier l'équilibre constitutionnel par un agrandissement des emprises fédérales : théorie des dimensions nationales, pouvoir déclaratoire, prépondérance législative fédérale, exclusivité des compétences, pouvoir d'expropriation, pouvoirs résiduels, pouvoir d'urgence, pouvoirs accessoires ou implicites et pouvoir fédéral de dépenser.

### Topographie

Topographie du Québec.

Situé dans les monts Torngat, le mont D'Iberville est le point culminant du Québec à 1 652 mètres.
La péninsule du Labrador est couverte par le plateau laurentien, parsemé de massifs tels les monts Otish. La péninsule d'Ungava est notamment composée des monts D'Youville, des monts Puvirnituq et du cratère des Pingualuit. Alors que de l'Outaouais au Grand Nord culminent des monts de basse et moyenne altitude, les montagnes à hautes altitudes dessinent le Québec depuis la Capitale-Nationale jusqu'à l'extrême est, sur toute sa longitude.
Au nord du Saint-Laurent, la chaîne de montagnes des Laurentides s'étend de l'Outaouais à la Côte-Nord, mais connaît une dépression dans le graben du Saguenay–Lac-Saint-Jean. Au sud, la chaîne de montagnes des Appalaches dessine les régions depuis l'Estrie jusqu'à la péninsule gaspésienne.
Les basses-terres du Saint-Laurent, limitées au nord par les montagnes Laurentides et au sud par les Appalaches, couvrent principalement les régions du Centre-du-Québec, de Laval, de la Montérégie et de Montréal, le sud des régions de la Capitale-Nationale, de Lanaudière, des Laurentides et de la Mauricie. Anciennement couvertes par les eaux du lac Champlain, de la plaine surgissent les collines Montérégiennes et les collines d'Oka.

### Hydrographie

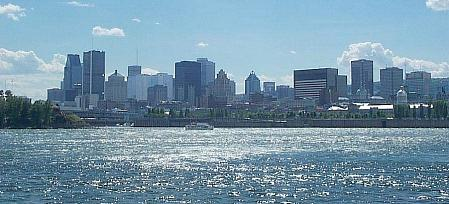
Le fleuve Saint-Laurent est un symbole majeur de l'hydrographie du Québec.

Le Québec possède une des plus importantes réserves d'eau douce de la planète, celle-ci couvrant 12 % de la superficie de son territoire ainsi que 3 % de l'eau douce renouvelable de la Terre.
Plus d'un demi-million de lacs — dont trente, d’une superficie supérieure à 250 km2 — et 4 500 rivières déversent leurs torrents dans l’océan Atlantique, par le golfe du Saint-Laurent, et dans l’océan Arctique, par les baies James, d’Hudson et d’Ungava.
Outre le fleuve Saint-Laurent et son estuaire, plusieurs rivières affluentes témoignent de l'exploration des terres et du développement national au cours de l'histoire : Ashuapmushuan, Assomption, Chaudière, Gatineau, Jacques-Cartier, Malbaie, Manicouagan, Outaouais, Richelieu, Saguenay, Saint-Charles, Saint-François, Saint-Maurice, etc.
Le parc national des Hautes-Gorges-de-la-Rivière-Malbaie compte plusieurs chutes d'eau dont la plus haute s'élève à 160 mètres (trois fois plus haute que les chutes du Niagara, mais loin derrière les chutes James Bruce de Colombie-Britannique à 840 mètres), ainsi que dans le canyon Sainte-Anne sculpté par sept chutes qui dévalent en cascades un escarpement de 128 mètres. Les autres chutes québécoises à dénivellations monumentales comprennent la chute Montmorency (83 mètres), la chute Vauréal (76 mètres), les chutes de Saint-Ursule (72 mètres), la chute Hélène (70 mètres), les chutes Coulonge (48 mètres), les chutes de la Chaudière et la chute Manitou (35 mètres), la chute à Philomène (33 mètres).
Le réservoir de Caniapiscau, créé dans la réalisation du projet de la Baie-James, est la plus grande étendue d'eau intérieure. Le lac Mistassini est le plus grand lac naturel du Québec.

### Climat

Types de classification du climat Köppen du Québec.

Quatre saisons se succèdent au Québec : le printemps, l'été, l'automne et l'hiver, dont les conditions diffèrent selon la région. Elles sont alors différenciées selon la luminosité, la température et les précipitations de neige et de pluie.
Dans le sud du Québec, la durée d'ensoleillement quotidien est de huit heures en décembre, période de l'année où elle est la plus courte. Des zones tempérées aux territoires nordiques du Grand Nord, la luminosité varie selon la latitude, de même que les aurores boréales et le soleil de minuit.
Le Québec est divisé en quatre zones climatiques : arctique, subarctique, continentale humide et maritime de l'Est. Du sud au nord, les températures moyennes varient, en été, entre 5 °C et 25 °C et, en hiver, entre −10 °C et −25 °C mais dans certaines régions du Québec comme la baie James ou la baie d'Ungava la température hivernale peut atteindre les −50 °C,. En période de chaleurs et froids intenses, les températures peuvent atteindre des points de 35 °C en été et de −40 °C durant l'hiver québécois, selon l'indice humidex ou le refroidissement éolien.
Le record de précipitations hivernales fut établi durant l'hiver 2007-2008 avec plus de cinq mètres de neige dans la région de Québec, alors que la quantité moyenne reçue par hiver est de trois mètres. C'est toutefois en 1971 que survint la « tempête du siècle » dans le sud de la province.
D'autre part, l'hiver 2010 a été le plus chaud et le plus sec jamais enregistré en plus de 60 ans.

### Faune

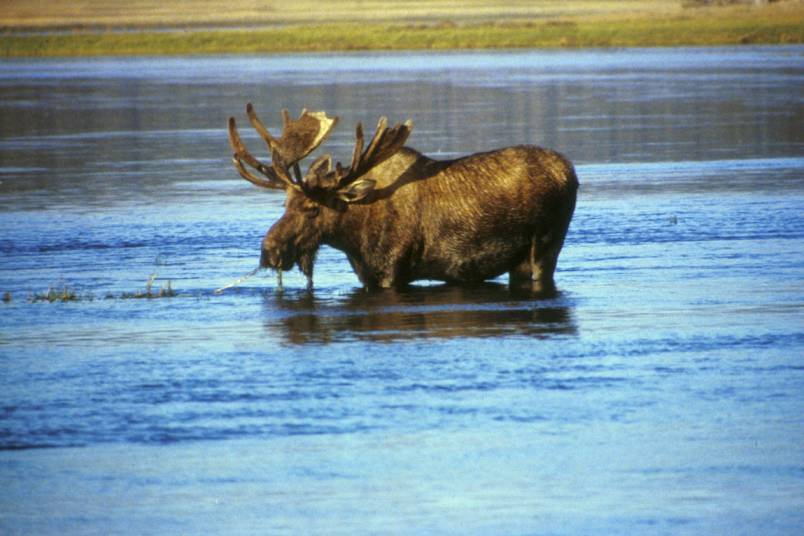
Au Québec, ce n’est que récemment que l’orignal s’est répandu sur la côte nord du golfe du Saint-Laurent.

La faune terrestre de grande taille est principalement composée du cerf de Virginie (chevreuil), de l'orignal, du caribou, de l'ours noir et de l'ours polaire. Les animaux de taille moyenne comprennent le couguar, le coyote, le loup de l'Est, le lynx roux (chat sauvage), le renard polaire, le renard roux, etc. Les petits animaux, qu'on aperçoit plus couramment, comprennent l'écureuil gris, le lièvre d'Amérique, la marmotte commune (siffleux), la mouffette, le raton laveur, le tamia rayé (ou tamia suisse), le castor, etc.
La biodiversité de l'estuaire et du golfe du Saint-Laurent est formée d'une faune aquatique de mammifères, dont la plupart remonte l'estuaire et le parc marin du Saguenay–Saint-Laurent jusqu'à l'île d'Orléans, tels la baleine bleue, le béluga, le petit rorqual et le phoque du Groenland (loup-marin). Parmi les animaux marins nordiques : le morse et le narval. Les eaux intérieures sont peuplées de poissons tels l'achigan, le brochet d'Amérique, le doré jaune, l'esturgeon noir d'Amérique, le maskinongé, la morue de l'Atlantique, l'omble chevalier, l'omble de fontaine (truite mouchetée), la ouananiche, le poulamon atlantique (petit poisson des chenaux), le saumon de l'Atlantique, la truite arc-en-ciel, etc.
Parmi les oiseaux qu'on voit couramment dans le sud habité du Québec, on compte le merle d'Amérique, le moineau domestique, le carouge à épaulettes, le canard colvert, le quiscale bronzé, le geai bleu, la corneille d'Amérique, la mésange à tête noire, certaines parulines et hirondelles, l'étourneau sansonnet et le pigeon biset, ces deux derniers ayant été introduits au Québec et se retrouvant surtout en milieu urbain. La faune aviaire comprend des oiseaux de proie tels l'aigle royal, le faucon pèlerin, le harfang des neiges et le pygargue à tête blanche. Les oiseaux maritimes et semi-aquatiques sont la bernache du Canada (outarde), le cormoran à aigrettes, le fou de Bassan, le goéland argenté, le grand héron, la grue du Canada, le macareux moine, le plongeon huard, etc.
Certains animaux d'élevage portent le titre de « race patrimoniale du Québec », à savoir le cheval canadien, la poule Chantecler et la vache canadienne. De même, en plus des aliments certifiés « biologique », l'agneau de Charlevoix est le premier produit du terroir québécois dont l'indication géographique est protégée. La production animale comprend, en outre, les races porcines Landrace, Yorkshire et Duroc ainsi que de nombreuses races ovines, etc.
La Fondation de la faune du Québec et le Centre de données sur le patrimoine naturel du Québec (CDPNQ) sont les principaux organismes publics travaillant avec les agents de conservation de la faune au Québec.
Le nombre de caribous a considérablement diminué au Québec, notamment en raison de l'activité de l'industrie forestière. Depuis les années 1990, 99 % de la harde la plus nombreuse de caribous migrateurs, qui vit dans la toundra, a été détruite, passant de 800 000 bêtes à un peu plus de 5 000. Le nombre de caribous montagnards, qui vivent dans les hautes sphères de Gaspésie, au nord-est du Québec, a chuté de 60 % pour passer sous les 200 individus. Quant au caribou forestier, son habitat a été pour l'essentiel détruit par industrie forestière. Les gouvernements sont réticents à agir pour des raisons économiques. Philippe Couillard, premier ministre de 2014 à 2018, a ainsi déclaré : « Je ne sacrifierai pas un seul job dans la forêt pour le caribou. » En 2020, les autorités décident la suppression de la protection de plusieurs aires préservées et autorisent des coupes forestières dans ces zones.

### Végétation
Sur le pourtour de la baie d'Ungava et du détroit d'Hudson se trouve la toundra, dont la flore se résume à une végétation herbacée et arbustive basse et de lichens. Plus au sud, le climat devient propice à la croissance de la forêt boréale, dont la limite nord est la taïga.
La superficie de la forêt québécoise est estimée à 750 300 km2. De l'Abitibi-Témiscamingue à la Côte-Nord, cette forêt est composée essentiellement de conifères comme le sapin baumier, le pin gris, l’épinette blanche, l'épinette noire et le mélèze laricin. En se rapprochant du fleuve vers le sud, s’ajoutent graduellement le bouleau jaune et d’autres feuillus. La vallée du Saint-Laurent est composée de la forêt laurentienne avec des conifères tels le pin blanc d'Amérique et le thuya occidental (cèdre) ainsi que de feuillus et d’essences comme l'érable à sucre, l'érable rouge, le frêne blanc, le hêtre d'Amérique, le noyer cendré, l'orme d'Amérique, le tilleul d'Amérique, le caryer cordiforme et le chêne rouge.
L'aire de répartition du bouleau à papier (bouleau blanc), du peuplier baumier, du peuplier faux-tremble et du sorbier décoratif recouvre plus de la moitié du territoire québécois.

## Préhistoire et Protohistoire

### Autochtones

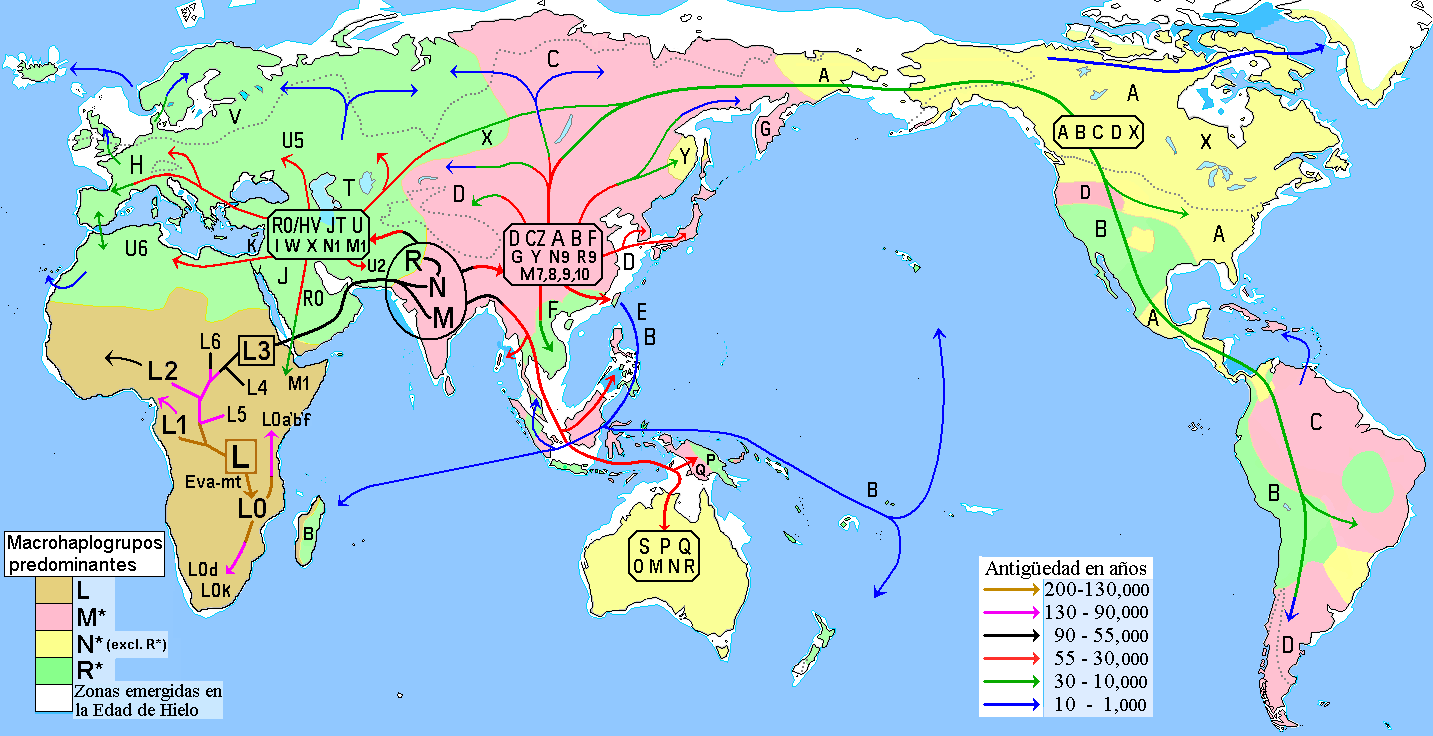
Sur cette carte on voit le premier peuplement de l'Amérique et de la province de Québec.

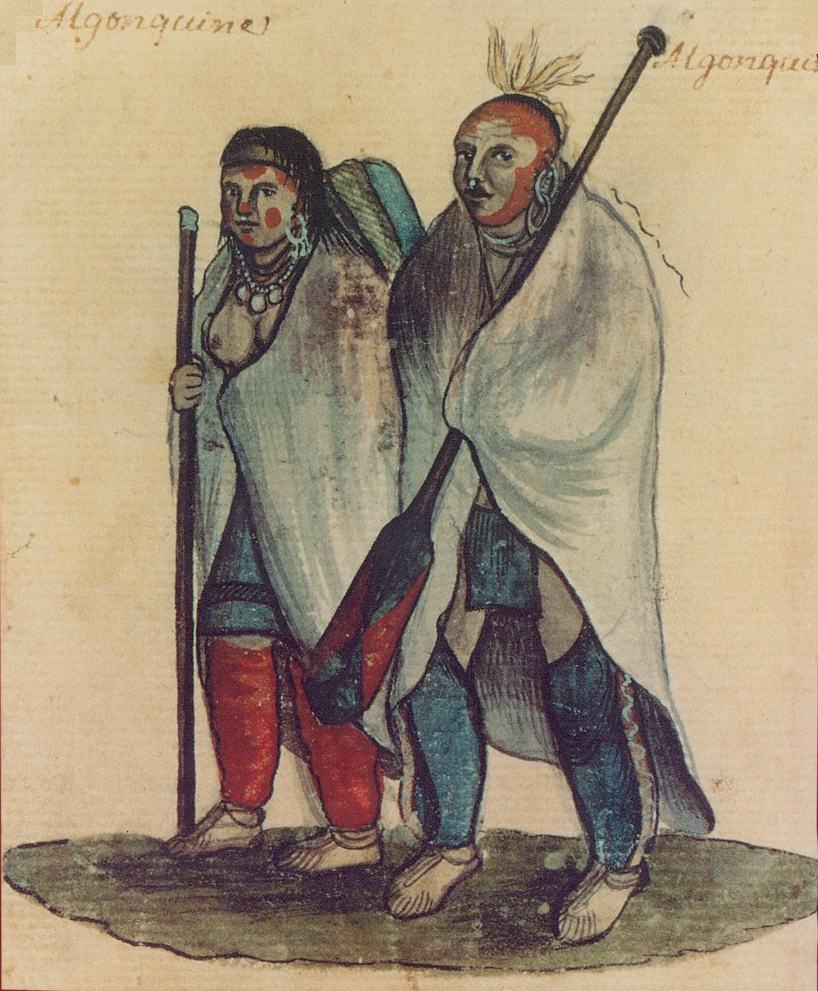
Couple d'Algonquins vers 1700.

L'établissement des premiers humains sur les terres constituantes du territoire québécois commença il y a 10 000  ou   11 000 ans. Au terme d'un périple qui accompagna la dernière ère glaciaire, des nomades partis d’Asie il y a 20 000 ans auraient, selon l’hypothèse acceptée au début du XXIe siècle, atteint l'Amérique par la Béringie — actuel détroit de Béring —, et ensuite peuplé les différentes régions du continent.
De ce premier peuplement de l'Amérique, divers groupes ethnoculturels se groupèrent en trois grandes familles linguistiques (les Iroquoiens, les Algonquiens et les Inuits-aléoutes) réunissant les onze peuples autochtones présents sur le territoire québécois, à savoir les Inuits et les dix nations autochtones,: les Abénaquis, les Algonquins (ou Anichinabés), les Attikameks, les Cris (ou Eeyou), les Hurons-Wendats, les Wolastoqiyik (ou Etchemins), les Micmacs, les Mohawks (ou Agniers, membres iroquois), les Innus (ou Montagnais) et les Naskapis. Autrefois, d'autres peuples étaient également présents, dont les Laurentiens (ou Iroquoiens du Saint-Laurent).

### Explorations européennes

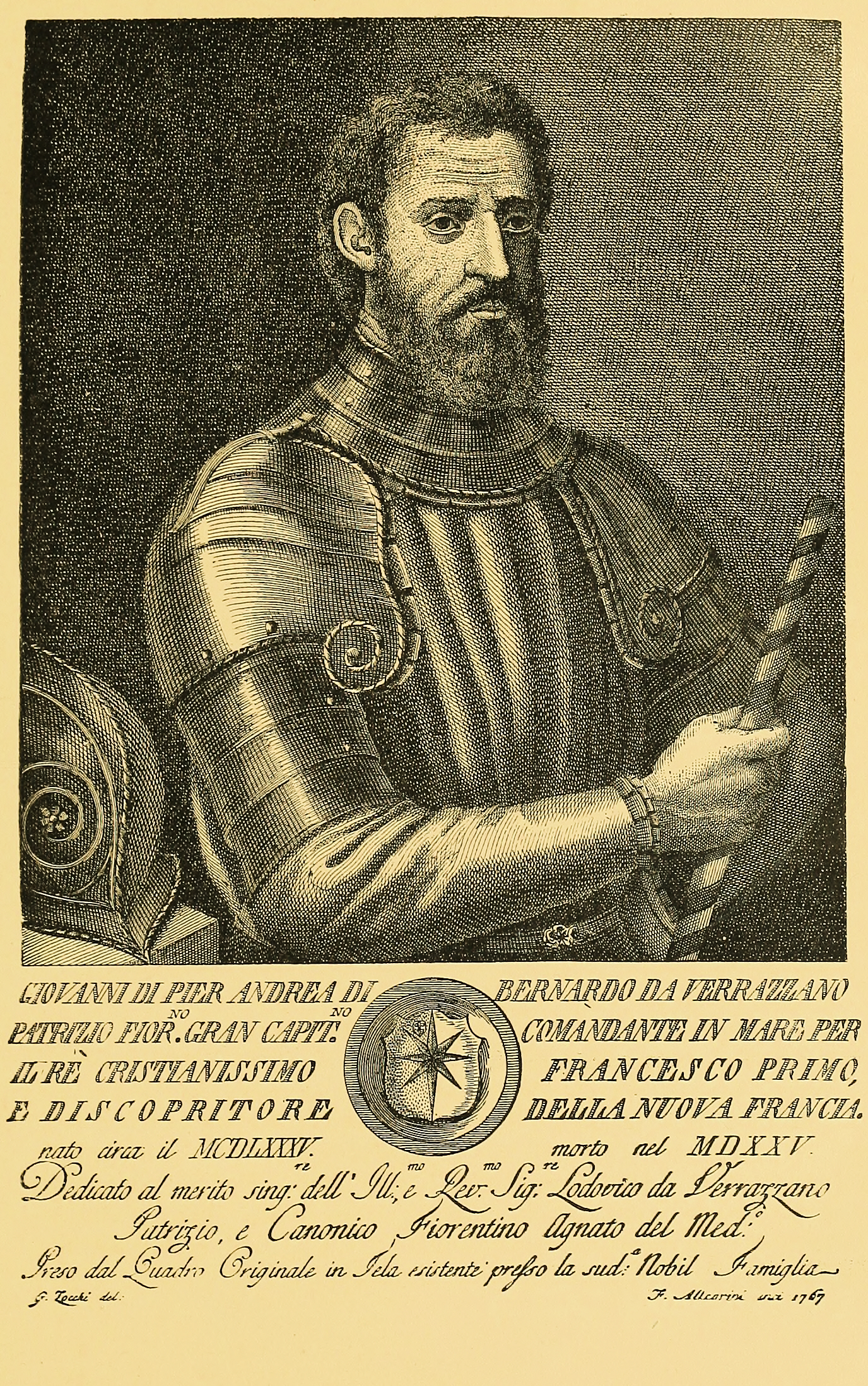
Giovanni da Verrazzano.

Même si des textes latins suggèrent que des moines irlandais auraient fait la dangereuse traversée de l’Atlantique avant le VIIe siècle, le premier contact entre civilisations précolombiennes et explorateurs européens se serait produit au Xe siècle de l'ère chrétienne, alors que le viking islandais Leif Erikson explorait les îles de Terre-Neuve et Baffin ainsi que le Groenland et Labrador. Leif Erikson a exploré la côte de l’Amérique du Nord avec 30 membres d’équipage et il a accosté dans une baie.
Puis jusqu'au début du XVIe siècle, Basques, Bretons et Normands s'occupèrent à l'exploitation des Grands Bancs de Terre-Neuve et des ressources du golfe du Saint-Laurent.
À la chute de Constantinople le 29 mai 1453, la recherche d'une nouvelle route des Indes paraissait nécessaire à l'Occident chrétien pour faciliter la continuation du commerce avec l’Extrême-Orient. Au XVe et XVIe siècles, les Espagnols et les Portugais, puis les Anglais et les Français ont commencé à chercher une nouvelle route maritime vers la Chine et l’Inde orientale. Ils étaient attirés par les épices (utilisées en cuisine et en pharmacie) et l’or. Pourquoi une nouvelle route? Parce que le chemin à pied était long et ardu, et que l’ancienne route maritime vers l’Orient était sous le contrôle des Arabes et de marchands italiens. Deux solutions ont été proposées pour trouver une nouvelle route maritime de l’Europe vers l’Orient : a) contourner l’Afrique; ou b) faire le tour de la terre vers l’ouest. Les Européens savaient que la Terre est ronde mais ils ne connaissaient pas tous les continents de la planète. Les outils des navigateurs étaient la caravelle, la boussole, l’astrolabe et le loch.
Alors au service des rois catholiques, le navigateur génois Christophe Colomb atteignit incidemment l'Amérique en 1492, devenant ainsi précurseur du mouvement d'exploration européen qui fut à l'époque dit des Grandes découvertes. Colomb était convaincu d’avoir atteint les Indes et il a nommé « Indiens » les autochtones qu’il rencontrait. Puis, Jean Cabot, au service de l'Angleterre, a exploré en 1497 les côtes du Labrador, de l'île du Cap-Breton et de Terre-Neuve, au Canada. Son périple est incertain, mais il est sûr qu’il est le premier explorateur européen à découvrir le Canada. En 1500, le Portugais Pedro Alvarez Cabral est arrivé au Brésil. En 1513, l’Espagnol Vasco Núñez de Balboa a franchi l’isthme du Panama et a découvert de l’autre côté l’océan Pacifique. En 1522, Fernand de Magellan est arrivé en Orient en passant au sud du continent américain.
Magellan avait contourné l’Amérique par le sud pour arriver en Orient. Serait-il possible de faire la même chose au nord du continent ? Y trouverait-on de l’or, des épices ? Y trouverait-on des Amérindiens que l'on pourrait convertir au christianisme ? C’est ce que cherchait à savoir la France avec l’aide du navigateur Verrazano. Malgré les guerres d'Italie, le roi très chrétien François Ier lança une expédition maritime en 1524. L'explorateur florentin Giovanni da Verrazzano fut alors chargé de la recherche de ce qui n'allait être découvert qu'au début du XXe siècle : le passage du Nord-Ouest. Néanmoins, celui-ci longea la côte du continent qu'il baptisa du nom de Nouvelle-France (Nova Francia, en latin) et, ainsi, ouvrit la voie à l'établissement du premier espace colonial français (empire royal). Quels étaient les résultats de l’expédition de Verrazano ? C’était de savoir qu’il existe un continent au nord détaché de l’Asie.
Puis en 1532, au manoir de Brion, Jean Le Veneur – abbé du Mont-Saint-Michel – présenta, au roi de France, celui qui, le 20 avril 1534, allait lever l'ancre à Saint-Malo et mettre les voiles en direction du Nouveau Monde.

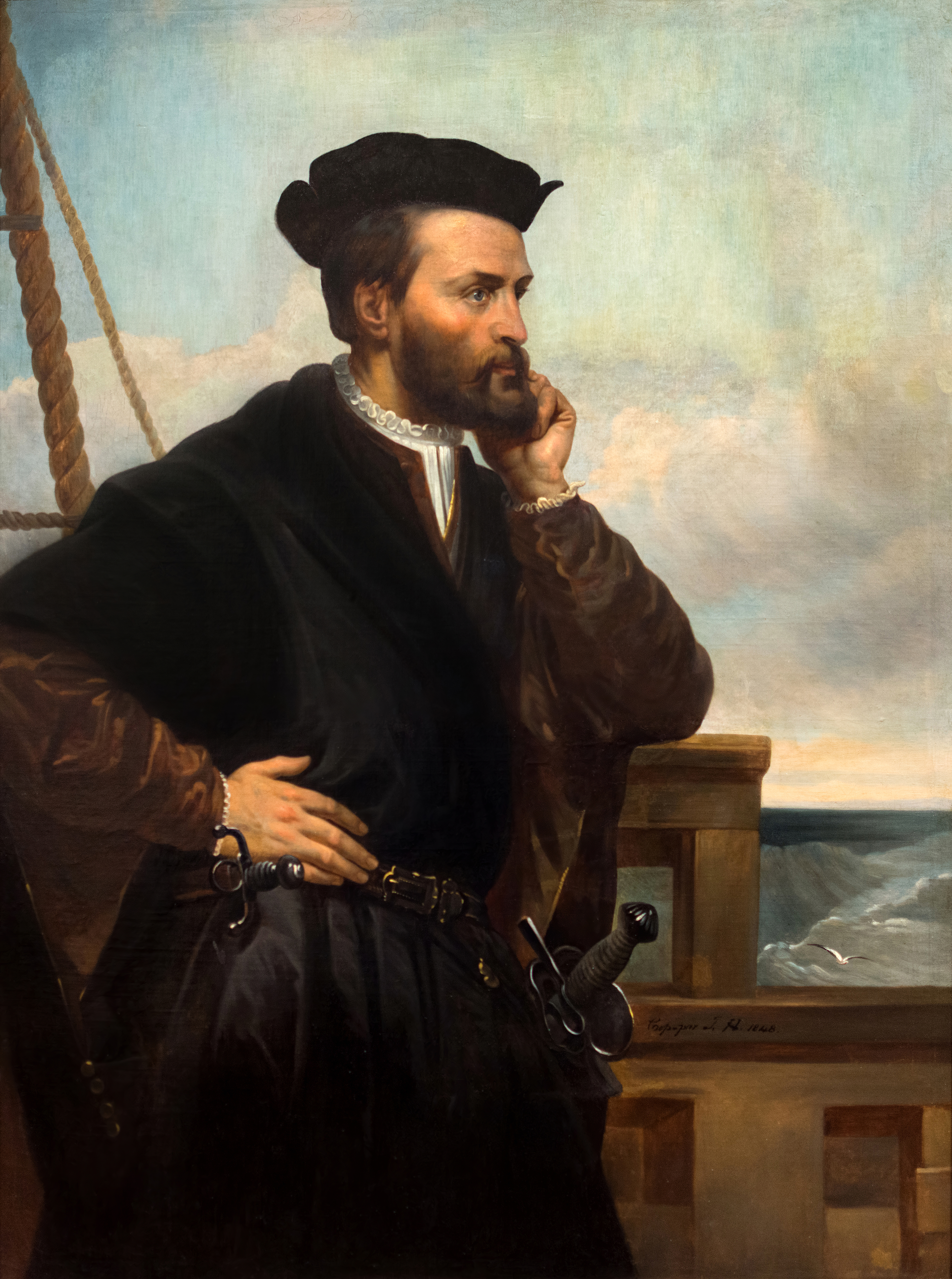
Théophile Hamel, Portrait imaginaire de Jacques Cartier, vers 1844.

Dans une première expédition commandée depuis le royaume de France, Jacques Cartier fut le premier explorateur européen sur les terres constituantes du Québec lors de son débarquement dans la région de l'actuel Gaspé le 24 juillet 1534.
La seconde expédition, celle de 1535, plus importante, comprend trois navires, la Grande Hermine, la Petite Hermine et l'Émérillon, et un équipage de 110 hommes. Cette année-là, il explora une terre qu'il nomma Canada dans la région de Stadaconé (village sis à l'est de l'actuelle ville de Québec). En effet, en août 1535, Jacques Cartier avait entendu deux jeunes autochtones utiliser le mot kanata, qui signifie « village » en langue iroquoienne. Cartier l’a noté dans son journal avec la graphie Canada. Dans ses écrits, Cartier a non seulement utilisé ce nom pour désigner le village, mais aussi le territoire aux alentours. Il écrivait alors province du Canada. Les cartographes européens du XVIe siècle ont rapidement adopté le nom Canada. Puis, il se rendit à la bourgade d’Hochelaga (sis en l'emplacement de l'actuel Montréal) par ce qu'il désignait comme étant le Grand Fleuve. Arrivé aux rapides de Lachine, la navigation est devenue dangereuse et il lui était impossible de poursuivre sa route plus loin vers son but, la Chine, « pays du cuivre et de l’or ». Cartier a alors hiverné avec ses marins à Québec, où vingt-cinq sont morts à cause du scorbut. Les autres ont été guéris grâce à un remède amérindien : une tisane d’écorce. Cartier a capturé une dizaine d’Amérindiens, dont le chef du petit village, Donnacona. Il les a tous amenés en France.
En 1540, par suite de la légende racontée au roi de France par Donnacona – chef des Iroquoiens du Saint-Laurent – Jean-François de La Rocque de Roberval, commanda la troisième expédition, cette fois pour le Royaume de Saguenay. Cartier croyait avoir découvert de grandes quantités d’or et de diamants, en réalité, du quartz et de la pyrite de fer. Cartier mérite de figurer parmi les grands explorateurs du XVIe siècle. Il a découvert l'un des plus grands fleuves au monde, un fleuve qui va devenir l'axe du pouvoir français en Amérique du Nord.
Après les expéditions de Verrazano et Jacques Cartier, la France a abandonné l’idée de l’Amérique pendant 50 ans à cause de sa crise financière ; elle était en guerre contre l’Italie ; il y avait des guerres de religion entre différentes confessions chrétiennes (protestants et catholiques). Ainsi, la colonisation française des Amériques connut une période de vaines tentatives de 1534 à 1603,.
Plus tard, vers 1580, la France s’est intéressée de nouveau à l’Amérique. Le commerce des fourrures est devenu important en Europe. La France est revenue en Amérique pour chercher un animal: le castor. Les commerçants français vendaient la fourrure du castor qui leur rapportait beaucoup d’argent en chapeaux de feutre et en manteaux. La Nouvelle-France est devenue une colonie-comptoir, où la principale activité était le commerce de la fourrure dans ce qu'ils appelaient, alors, les Pays-d'en-Haut.
Puis, en 1600, Pierre de Chauvin, sieur de Tonnetuit, fonda le premier poste de traite permanent à Tadoussac pour les expéditions menées dans le Domaine du roy.
En 1603, sur la pointe Saint-Mathieu, Samuel de Champlain conclut une entente avec les Innus, Wolastoqiyik et Micmacs, qui allait constituer « un facteur décisif dans le maintien d'une entreprise coloniale française en Amérique malgré un désavantage numérique énorme vis-à-vis la colonisation britannique » au Sud. Ainsi, l'on offrit un appui militaire aux peuples algonquiens et hurons en défensive contre les attaques et invasions iroquoises.

## Nouvelle-France (1608-1763)

### Premières implantations européennes (1608-1612)

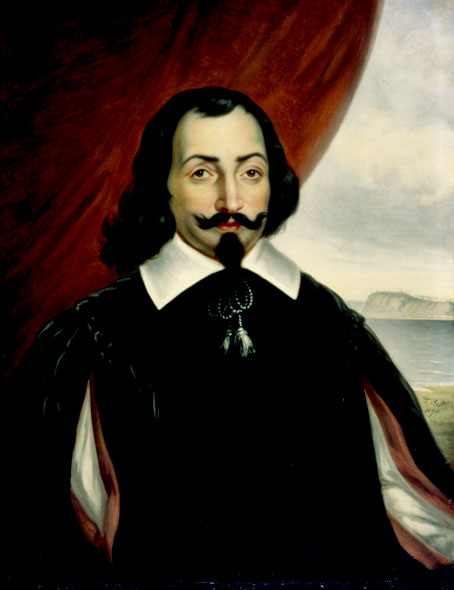
Théophile Hamel, Portrait imaginaire de Samuel de Champlain, basé sur les traits de Michel Particelli d'Émery, XIXe siècle.

La Nouvelle-France, dessinée par Champlain en 1612.

Avec le soutien du roi Henri IV, Samuel de Champlain fonda l'Habitation de Québec le 3 juillet 1608 sur le cap Diamant, puis en fit la capitale de la Nouvelle-France et de l'ensemble de ses régions qui, alors, regroupaient l'Acadie, le Canada et Placentia à Terre-Neuve. Puis en 1616, le site devint le premier établissement permanent des Indes occidentales françaises avec l'arrivée des premiers colons : Louis Hébert et Marie Rollet. Ensuite s'établirent les missionnaires Récollets en 1615, Jésuites en 1625 puis les Sulpiciens en 1657. Champlain a aussi ouvert des postes de traite des fourrures à des endroits stratégiques le long du fleuve Saint-Laurent, organisé plusieurs expéditions pour mieux connaître le territoire et commandé l'ouverture d'un poste de traite par l'officier Laviolette à Trois-Rivières en 1634.

### Compagnies coloniales (1612-1663)

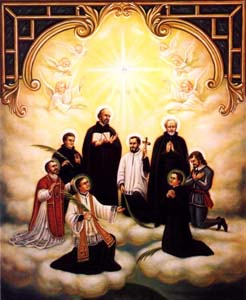
Les martyrs canadiens.

Dès 1612, afin de développer la colonie, la nouvelle Compagnie de Rouen reçut le mandat royal d'assurer le gouvernement colonial en Nouvelle-France. Cependant, en 1621, elle fut remplacée par la Compagnie de Montmorency qui, également, allait œuvrer dans le commerce de la fourrure. Mais en 1627, le cardinal de Richelieu fit substituer la Compagnie des Cent-Associés à cette dernière et, par la même occasion, instaurer la Coutume de Paris et le régime seigneurial en Nouvelle-France.
En 1629, pendant la guerre franco-anglaise qui s'inscrit dans la Guerre de Trente Ans, le gouvernement de Québec capitula aux mains des frères Kirke. Mais par suite du Traité de Saint-Germain-en-Laye, en 1632, le roi Louis XIII recouvra la colonie. Deux ans plus tard, Laviolette établissait le gouvernement des Trois-Rivières à l'embouchure de la rivière Saint-Maurice.
Les Jésuites ont ouvert le Collège des Jésuites à Québec en 1635 et les Ursulines, un collège de filles en 1639. L’hôpital de l’Hôtel-Dieu de Québec a été créé la même année.
En 1642, Paul de Chomedey de Maisonneuve, établit le gouvernement de Montréal sur la Pointe-à-Callière, alors nommée Ville-Marie. Situé sur une île au milieu du fleuve Saint-Laurent, cet établissement devait servir de protection naturelle dans les guerres franco-iroquoises, dont la principale dura depuis la fondation jusqu'en 1667.
En 1657, Marguerite Bourgeoys fonda la Congrégation de Notre-Dame, une communauté religieuse séculière, et mit sur pied la première école de filles à Montréal.
C'est alors que s'élevèrent, au rang des héros de la Nouvelle-France, Dollard des Ormeaux, Guillaume Couture, Madeleine de Verchères et les martyrs canadiens.

En 1663, le roi Louis XIV fait de la Nouvelle-France une province royale et la dote d'une nouvelle administration afin de favoriser son développement démographique. Hyacinthe Rigaud, Portrait de Louis XIV en costume de sacre, 1701.

Sous la régence d'Anne d'Autriche et le gouvernement du Cardinal Mazarin, 1 250 colons français immigrèrent en provenance de l’Anjou, de l’Aunis, de la Bretagne, de l'Île-de-France, du comté du Maine, de la Normandie, du comté du Perche, du Poitou et de la Saintonge. En 1663, Louis XIV fait du territoire une province royale. Entre 1663 et 1673, le roi Louis XIV dota les 770 Filles du Roy pour la colonisation. Dès 1665, le régiment de Carignan-Salières développa la Vallée des Forts contre les invasions iroquoises et contribua au peuplement de la colonie, par l'arrivée de 1 200 hommes originaires du Dauphiné, de la Ligurie, du Piémont et de la Savoie. En 1666, l’intendant Jean Talon organisa le premier recensement, dénombrant alors 3 215 habitants. Talon diversifia aussi l'agriculture et peupla le territoire. C'est ainsi que la population de la colonie passa à 6 700 habitants en 1672, conséquemment aux politiques d’encouragement de la natalité et nuptialité.
En 1663, le secrétaire d'État à la Marine Jean-Baptiste Colbert fit instaurer le gouvernement royal et le système économique du commerce triangulaire. Ainsi, le domaine de la Nouvelle-France devint une véritable colonie de peuplement qui, outre le régime seigneurial, allait désormais être administrée par le Conseil souverain depuis Québec. Un gouverneur général assisté de l'intendant et de l'évêque de Québec allait ainsi pourvoir au gouvernement du Canada, de ses appartenances – Montréal, Québec, Trois-Rivières et les Pays-d'en-Haut – et de ses dépendances administratives : Acadie, Louisiane et Plaisance à Terre-Neuve.

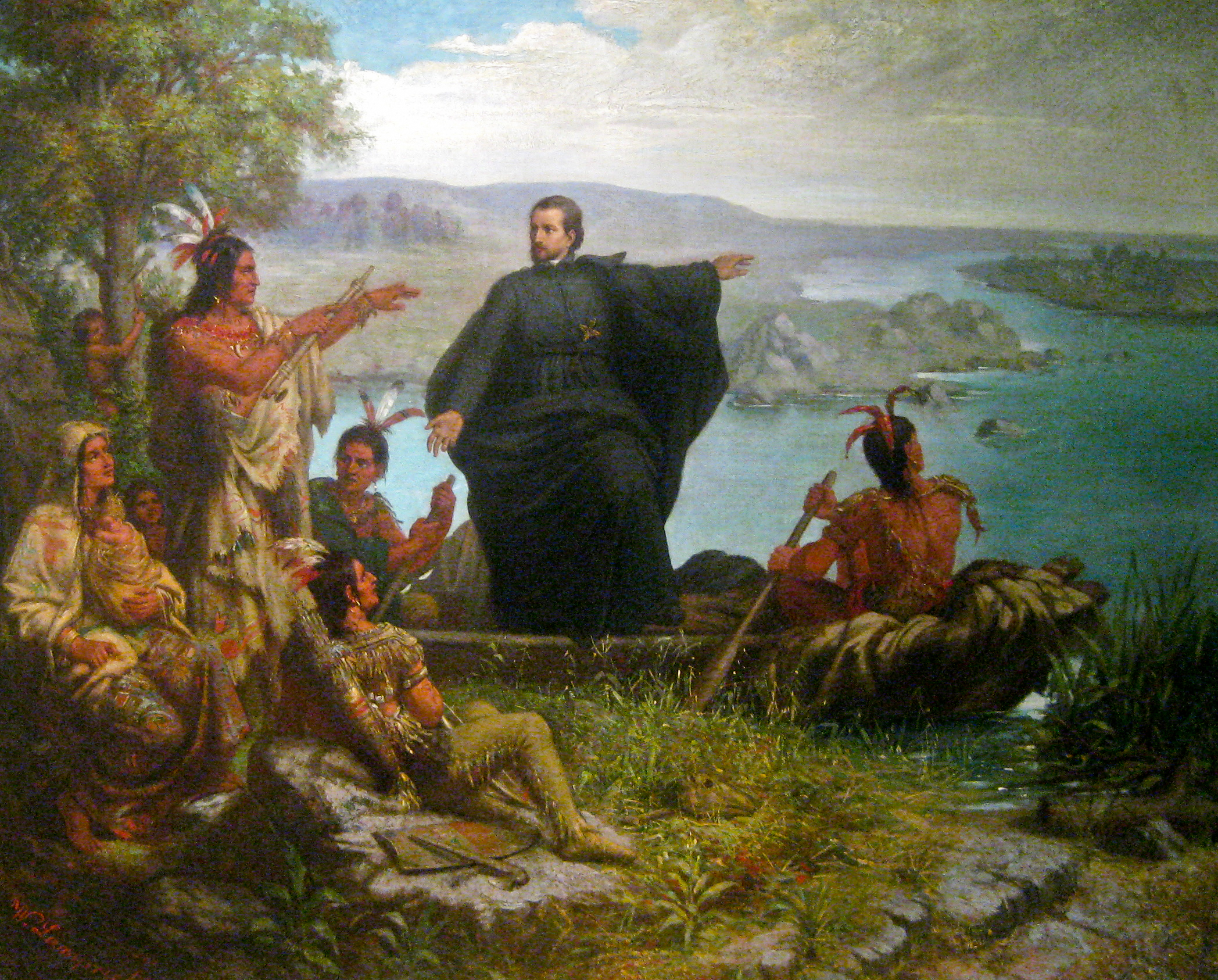
Le père jésuite Jacques Marquette à la découverte du Mississippi.

En 1686, le chevalier de Troyes et les Troupes de la Marine s’emparèrent de trois forts du royaume d'Angleterre érigés sur les terres qu'explora Charles Albanel en 1671, à la baie du Nord. Alors qu'au sud, Cavelier de La Salle prit possession, de par le roi de France, des terres que découvrirent, en 1673, Jacques Marquette et Louis Jolliet, le long du fleuve Mississippi. Dès lors, la colonie de Nouvelle-France repoussait les limites de son territoire jusqu'au golfe du Mexique, depuis les Grands Lacs. Ce n'est toutefois qu'en 1701 que Pierre Le Moyne d'Iberville, fonda le district de la Louisiane, à l'établissement de Biloxi. Ce siège administratif fut ensuite déplacé à Mobile, puis à La Nouvelle-Orléans.

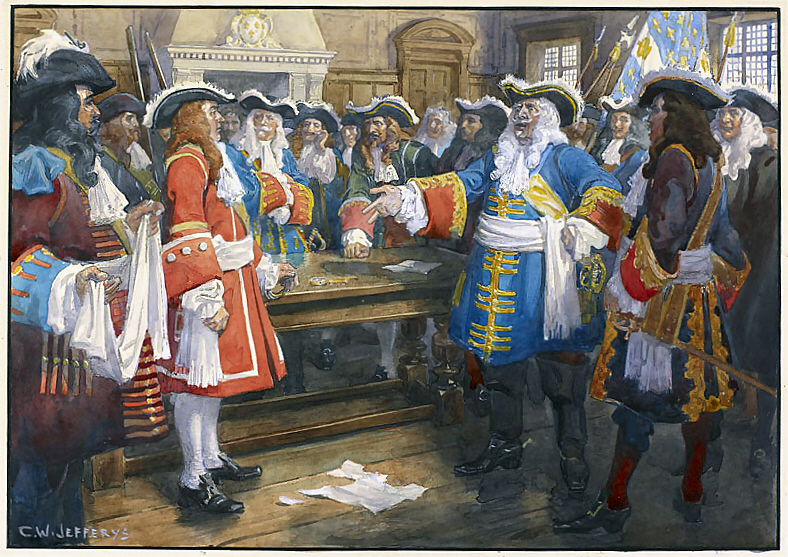
Le gouverneur Frontenac répondant au gouverneur de la colonie de la baie du Massachusetts, à la bataille de Québec de 1690.

Dès 1689, quatre guerres intercoloniales opposèrent la colonie à la Nouvelle-Angleterre, notamment, lors de la bataille de Québec de 1690 et du siège de Louisbourg de 1745, où, néanmoins, la Nouvelle-France fut victorieuse. Cependant, en 1713, à la suite des traités d'Utrecht, le duc d'Orléans céda l'Acadie et la baie de Plaisance au royaume de Grande-Bretagne, et confirma à ce dernier la possession de la Terre de Rupert (cependant il ne la cède pas puisque ce territoire, établi par l'Angleterre en 1670, n'appartenait pas à la France), mais conserva l'île Saint-Jean et l'île-Royale, où fut ensuite érigée la forteresse de Louisbourg. Les pertes du traité d'Utrecht étaient importantes puisque la baie de Plaisance était le moyen de communiquer avec la France, et l’Acadie contenait 5 000 colons français.
Au début des années 1700, le gouverneur Callières conclut la Grande paix de Montréal qui confirmait l'alliance des peuples algonquiens à la Nouvelle-France et, par la même occasion, terminait définitivement les guerres franco-iroquoises. Puis, en 1738, Pierre Gaultier de Varennes et de La Vérendrye, étendit l'influence de la colonie jusqu'au lac Winnipeg, alors qu'en 1742, ses fils voyageurs, François et Louis-Joseph, traversèrent les Grandes Plaines et atteignirent les montagnes Rocheuses par la rivière Missouri.

### Guerre de la Conquête (1754-1760)

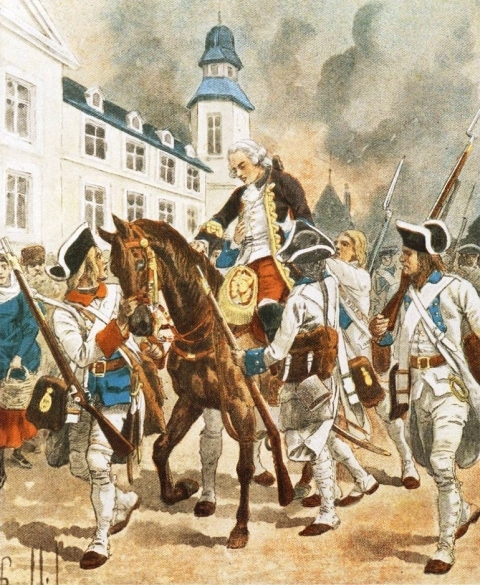
Le décès de Louis-Joseph de Montcalm à la bataille des Plaines d'Abraham.

En 1754, les tensions relatives au contrôle de la vallée de l'Ohio prirent un tournant décisif lors de l'affaire Jumonville qui opposa les forces canadiennes à la colonie de Virginie dans la région du fort Duquesne – site de l'actuelle ville de Pittsburgh. Le monopole de la traite des fourrures étant convoité par les compagnies britanniques, la vallée du Saint-Laurent et les territoires de Nouvelle-France devenaient également une cible idéale pour leur entreprise.
Dès 1755, la déportation des Acadiens de Nouvelle-Écosse fut commandée par le gouverneur Charles Lawrence et l'officier Robert Monckton. Cette même année, les premières troupes régulières françaises arrivent, commandées par Jean-Armand Dieskau. Ce dernier sera blessé et fait prisonnier à la Bataille du lac George. Puis l'année suivante, le lieutenant général des armées Louis-Joseph de Montcalm arriva en Nouvelle-France avec 3 000 hommes en renfort.
En 1758, sur l'île-Royale, le général britannique James Wolfe assiégea et captura la forteresse de Louisbourg, commandant ainsi l'accès au golfe du Saint-Laurent par le détroit de Cabot. Puis, ayant assiégé Québec pendant près de trois mois depuis l'île d'Orléans, ses troupes remportaient la bataille des Plaines d'Abraham le 13 septembre 1759. Cinq jours plus tard, le lieutenant du roi et seigneur de Ramezay concluait les Articles de capitulation de Québec.
Au printemps 1760, le chevalier de Lévis – fort d’une nouvelle garnison en provenance de Ville-Marie – poussa les Britanniques à se retrancher, assiégés, dans Québec, lors de la bataille de Sainte-Foy. Néanmoins, ces derniers bénéficiant de troupes supplémentaires, contrecarrèrent les renforts de la dernière chance à la bataille de la Ristigouche. Puis, après la défaite de Trois-Rivières, le gouverneur Vaudreuil signa les Articles de capitulation de Montréal le 8 septembre 1760.

### Régime militaire (1760-1763)

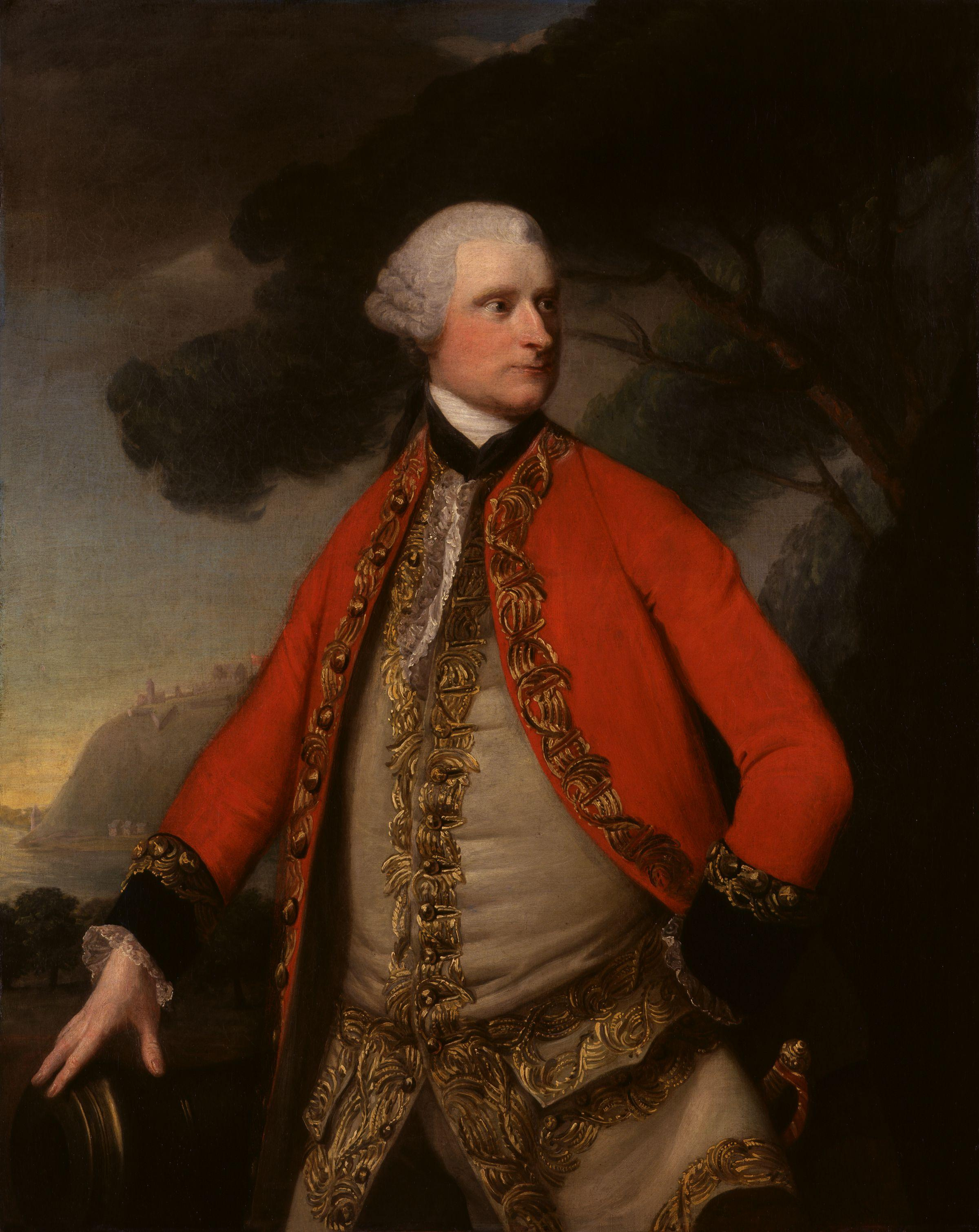
James Murray fut étroitement lié au gouvernement de la Province de Québec à partir de 1760. Il est le premier gouverneur civil du territoire sous le Régime anglais.

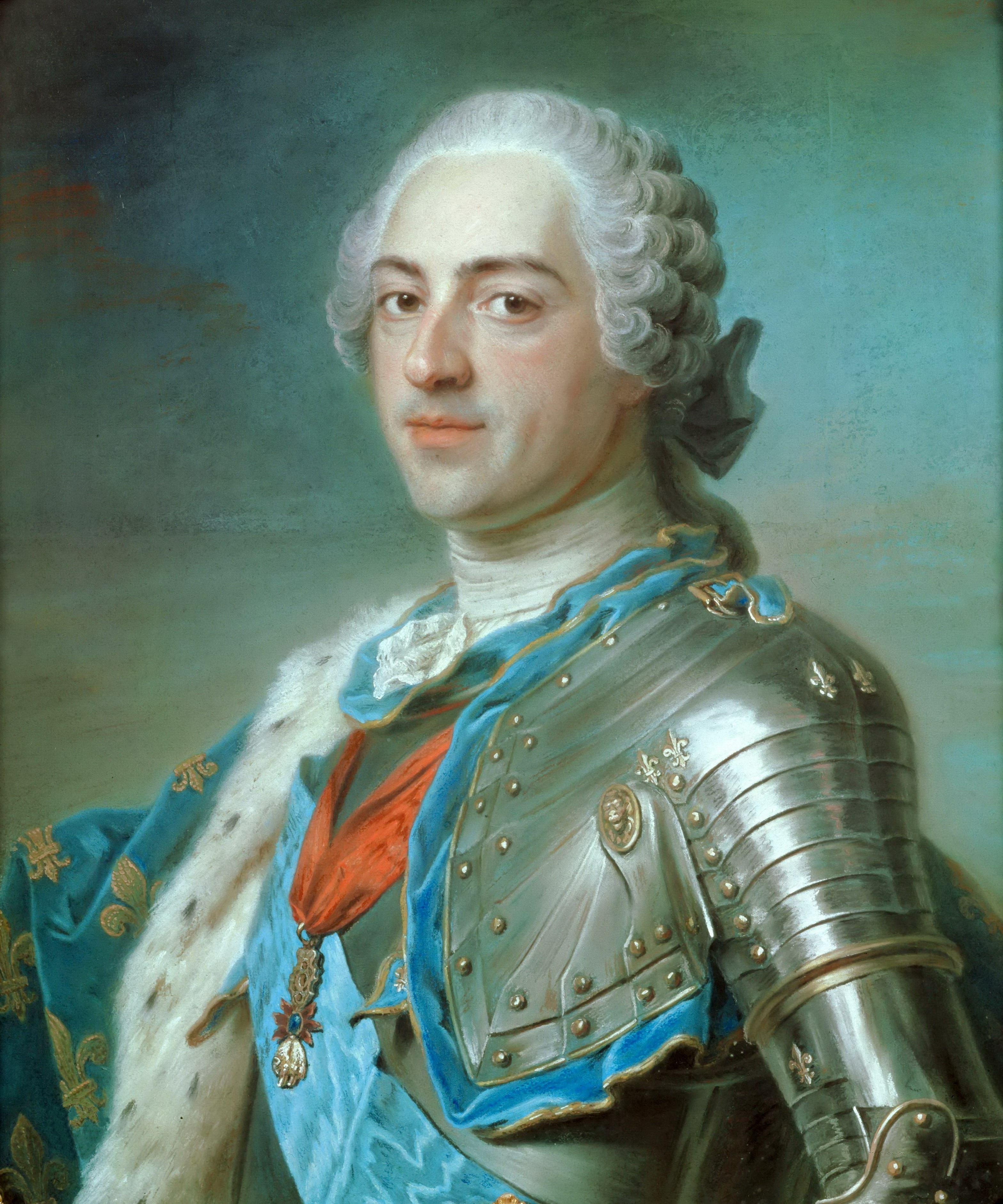
Par le traité de Paris (1763), le roi Louis XV cède la Nouvelle-France à la couronne britannique.

Dans l'attente des résultats de la guerre de Sept Ans qui se déroulait en Europe, la Nouvelle-France fut administrée sous le régime militaire du gouverneur britannique James Murray.
Pendant ce temps, le commandant Jeffery Amherst mit fin à la présence française à Terre-Neuve, lors de la bataille de Signal Hill en 1762. Puis, deux mois plus tard, la partie occidentale de la Louisiane et le delta du fleuve Mississippi furent cédés au royaume d'Espagne par le traité de Fontainebleau, afin de freiner l'expansion britannique vers l'ouest du continent. Néanmoins, les îles de Saint-Pierre-et-Miquelon, qui allaient demeurer sous tutelle française après 1763, deviendraient le seul vestige territorial de cette époque révolue. Par le traité de Paris de 1763 se conclut la guerre de Sept Ans. À partir de cette date, James Murray devient le premier gouverneur civil du territoire sous le régime britannique.
La rupture et le détachement ainsi provoqués entre les descendants de la colonie et la métropole allaient, au cours des siècles à venir, engendrer une profonde transformation de l'Amérique française, et la naissance d'une nouvelle nation dont le développement et le mode de vie propre seraient établis sur des assises ancestrales historiquement ancrées au nord-est de l'Amérique, « terre de nos aïeux ». Ce que le commissaire britannique John George Lambton (Lord Durham) allait décrire dans son rapport de 1839, serait désormais l'esprit qui règnerait entre les « deux solitudes » en Canada : « Je trouvai deux nations en guerre au sein d'un seul État; je trouvai une lutte, non de principes, mais de races ». Car, les colons britanniques allaient constater que les Canadiens furent jadis emplis autant qu'eux de fierté nationale. Et alors que ces nouveaux arrivants allaient considérer les provinces américaines comme formant un vaste terrain pour la colonisation et la spéculation, les Canadiens allaient, pour leur part, considérer la province de Québec comme étant le patrimoine de leur propre race – non comme un pays à coloniser, mais comme un pays déjà colonisé.

## Amérique du Nord britannique (1763-1867)

### Province de Québec (1763-1791)

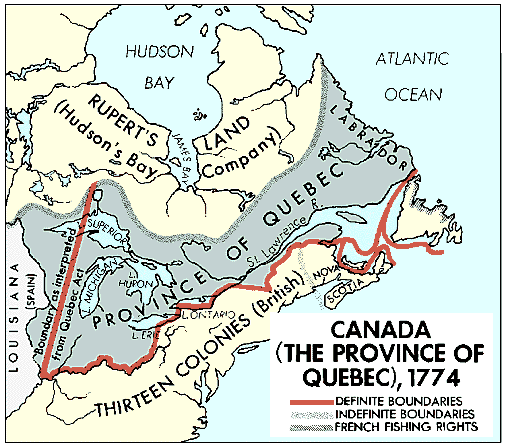
La Province de Québec en 1774.

Après trois ans sous régime militaire, le Canada fut cédé au royaume de Grande-Bretagne par le roi Louis XV, lors de la signature du traité de Paris du 10 février 1763. Ainsi, en échange de la Guadeloupe, la métropole mettait un terme à la Nouvelle-France et abandonnait les 60 000 Canadiens restants qui, en conséquence, se rangèrent au clergé catholique, refusant de prêter serment à la Couronne britannique.
Puis, en cette même année, ladite Couronne remania la constitution du Canada par la Proclamation royale du 7 octobre. De cette ordonnance du roi George III, la collectivité canadienne fut alors subordonnée au gouvernement du premier Empire britannique et circonscrite à la vallée du Saint-Laurent, région désormais désignée sous le nom de Province of Quebec. De même, à la Rébellion de Pontiac, les peuples autochtones luttèrent conjointement pour la conservation de leurs terres et contre le nouvel ordre établi par les forces armées britanniques.
La révolte de Boston de 1773 marquant le point culminant des mouvements protestataires dans les Treize Colonies britanniques, le gouverneur Guy Carleton réussit, en 1774, à faire remplacer la Proclamation royale de 1763 par l’Acte de Québec qui allait encourager la loyauté des Canadiens à la Couronne britannique alors que s'organisait la révolution américaine. Ainsi, les Canadiens retrouvaient leurs coutumes civiles et certains autres droits, dont l'usage de la langue française, la réappropriation du Labrador et du bassin versant des Grands Lacs jusqu'à la Terre de Rupert, ainsi que de la vallée de l'Ohio et du pays des Illinois jusqu'au Territoire indien, et le rétablissement du mode de concession des terres selon le régime seigneurial. De même, le serment d'abjuration de la foi catholique fut remplacé par un serment d'allégeance à la Couronne britannique et le Conseil pour les affaires de la province de Québec fut établi afin d'admettre les Canadiens – soit des fidèles catholiques – à des fonctions civiles et gouvernementales.
Dès 1774, le Congrès continental des Treize Colonies indépendantistes tenta quand bien même de rallier les Canadiens à sa cause insurrectionnelle. Cependant, ses troupes militaires échouèrent face à la contre-offensive britannique lors de l'invasion du Canada en 1775. Sous l’Église catholique, plusieurs Canadiens restèrent en fait neutres, bien que des régiments patriotes s'allièrent aux révolutionnaires à la campagne de Saratoga de 1777. En conséquence à la reconnaissance de l'indépendance des Treize Colonies (devenues les États-Unis) lors de la signature du traité de Paris de 1783, la Province de Québec fut désormais délimitée par les Grands Lacs au Sud-Ouest – le royaume de Grande-Bretagne ayant alors concédé le pays des Illinois et la vallée de l'Ohio aux nouveaux États-Unis – le 45e parallèle nord au Sud et la ligne de partage des eaux séparant le bassin du fleuve Saint-Laurent de celui de l'océan Atlantique au Sud-Est. Puis, dès lors, les loyalistes de l'Empire-Uni migrèrent vers la Province de Québec et peuplèrent différentes régions, dont la péninsule du Niagara et la région des Cantons-de-l'Est et des Mille-Îles.
Il faut aussi noter que les femmes avaient le même droit de vote (des femmes) que les hommes pendant cette période, qui nécessitait d'avoir la qualité de propriétaire terrien, entre autres.

### Province du Bas-Canada (1791-1840)

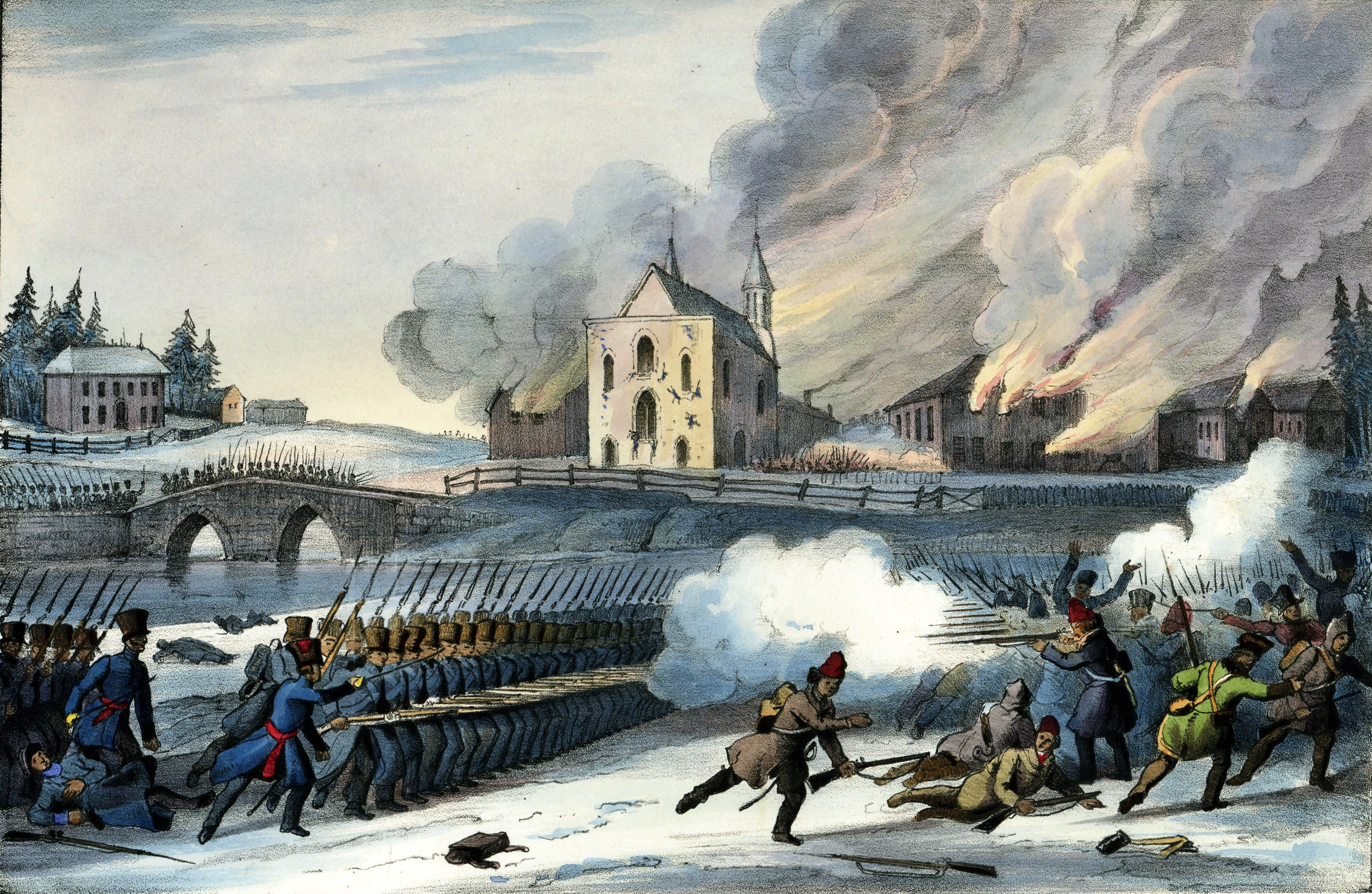
Bataille de Saint-Eustache, décembre 1837.

Insatisfaits des nombreux droits accordés aux Canadiens, les loyalistes immigrants des États-Unis obtinrent gain de cause par l’Acte constitutionnel de 1791 qui divisait la Province de Québec en deux colonies distinctes depuis la rivière des Outaouais : le Haut-Canada à l'ouest (majoritairement anglo-protestant) et le Bas-Canada à l'est (majoritairement franco-catholique), chacune avec un régime parlementaire fondé sur les principes du système de Westminster. Au point de vue de l'aménagement du territoire, le système cantonal est implanté.
En 1813, Charles-Michel d'Irumberry de Salaberry mena les troupes canadiennes à leur victoire lors de la bataille de la Châteauguay, à la guerre anglo-américaine de 1812.
La Chambre élective du peuple étant confrontée au sein du Parlement à l'autorité supérieure de la Couronne et de ses représentants nommés, le gouvernement du Bas-Canada fut très vite critiqué et contesté par le Parti canadien dès 1791. En 1834, des membres Patriotes présentèrent 92 résolutions à titre de programme politique et de revendications, qui exprimaient une véritable perte de confiance dans la monarchie britannique. Mais, en réponse aux 10 résolutions de Russell qui incarnaient le refus de Londres de les considérer, la fronde populaire s'intensifia dans les assemblées publiques de 1837 avec des tribuns tels que Louis-Joseph Papineau. La Rébellion des Patriotes fut ensuite déclenchée, malgré l'opposition des ecclésiastiques, dont Jean-Jacques Lartigue, qui prônaient l'obéissance civile telle que déclarée dans l'encyclique Cum Primum du pape Grégoire XVI.
Mais à la suite de la défaite des Patriotes, le clergé catholique recouvra son autorité morale au sein du peuple pour la cohésion et le développement de la nation, dans les domaines traditionnels de l'éducation, de la santé et de la vie sociale. Tout comme les approvisionnements auprès de la métropole impériale, l’accès aux nouvelles terres demeurait toutefois problématique puisque celles-ci étaient monopolisées par la Clique du Château.
La survivance du peuple devint étroitement liée à l'exode des Canadiens qui allaient se déplacer, sur près de cent ans, vers la Nouvelle-Angleterre et l'Ouest canadien (phénomène communément appelé, la Grande Hémorragie). D'autant plus que se manifesteraient bientôt une immigration massive des îles Britanniques, l'Église adopta en conséquence la politique dite de la revanche des berceaux.

### Province du Canada (1840-1867)

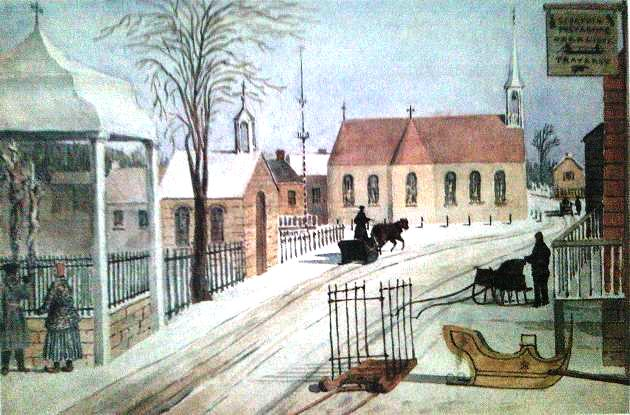
Robert Frederick Mountain, Un village du Bas-Canada, vers 1840.

Dans son Rapport sur les affaires de l'Amérique du Nord britannique, John George Lambton recommanda qu’il fût procédé à l’assimilation culturelle des Canadiens avec l’anglais pour seule langue officielle. Principale source de l'instabilité politique qui allait régner jusqu'en 1867, l’Acte d’Union de 1840 fusionna le Haut-Canada et le Bas-Canada en une seule et unique colonie, la Province du Canada, dont l'étendue allait toutefois différer de celle de la Province de Québec de 1791. En effet, le traité Webster-Ashburton de 1842, dont les dispositions allaient résoudre les questions frontalières qui existaient entre l'Amérique du Nord britannique et les États-Unis depuis 1783, détermina le tracé de la frontière de cette nouvelle colonie dans la région de l'actuel comté des Etchemins, de Montmagny, de L'Islet, de Kamouraska et de Témiscouata, ainsi que dans la région de la rivière Halls Stream.
Il est pertinent de noter que dans cette optique le Canada-Est allait, à la suite du déménagement de la capitale de la Province du Canada de Kingston vers Montréal en 1844, accueillir le Parlement de ce nouveau territoire.
Le Canada-Est, francophone et fort peuplé, et le Canada-Ouest, anglophone et peu peuplé, obtenaient alors un nombre identique de sièges à l’Assemblée législative de la province du Canada. Mais dans la foulée de l'immigration en provenance du Royaume-Uni de Grande-Bretagne et d'Irlande, le poids politique du Canada-Est fut rapidement remis en cause par les débats sur la Rep by Pop, conséquence inéluctable de l'accroissement de la population britannique dans l'ouest de la province. La répartition des deux groupes culturels entre les parties du territoire allait toutefois rendre nécessaire la formation de gouvernements de coalition sous le régime de l'Union.

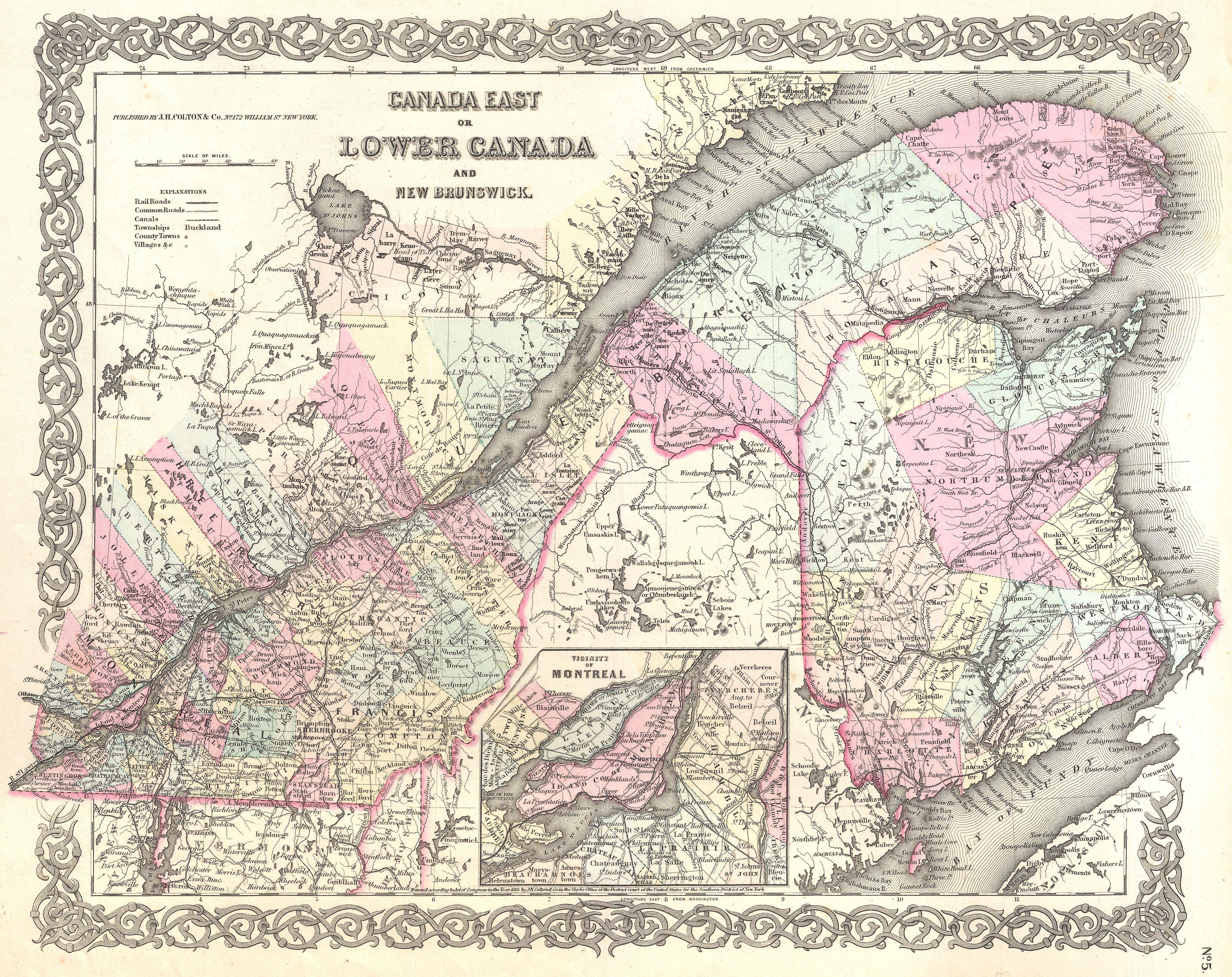
Le Canada-Est désigne le Québec de 1840 à 1867.

Alors que la masse immigrante des îles Britanniques adopta l'identité canadienne dans la désignation de son lieu de résidence, les « Anciens Canadiens » répondirent à la dualité identitaire ainsi créée en s'identifiant désormais à leur communauté ethnique sous le nom de Canadiens français par distinction des Canadiens anglais. Puis, des écrivains entamèrent une réflexion sur la survivance de leur nation (canadienne-française). François-Xavier Garneau écrivit à Lord Elgin : « J'ai entrepris ce travail dans le but de rétablir la vérité si souvent défigurée et de repousser les attaques et les insultes dont mes compatriotes ont été et sont encore journellement l'objet de la part d'hommes qui voudraient les opprimer et les exploiter tout à la fois. J'ai pensé que le meilleur moyen d'y parvenir était d'exposer tout simplement leur histoire ». Ainsi donc, tout comme leurs compatriotes Acadiens qui allaient recevoir l'influence d’Évangéline au même moment, les Canadiens français allaient pouvoir conserver leur conscience collective et se préserver de l'assimilation culturelle grâce à l'épopée nationale de Garneau – monument pour la survivance – malgré le raz-de-marée britannique dans les institutions sociales et politiques du Canada.
Les troubles politiques atteignirent un paroxysme en 1849, alors que des émeutiers britanniques incendièrent l'hôtel du Parlement de Montréal par suite de la promulgation de la loi qui indemnisait les Canadiens français dont les propriétés furent détruites au cours des rébellions de 1837-1838 (Rebellion Losses Bill). Résultat de la coalition des premiers ministres Baldwin et La Fontaine, cette loi devint un pivot législatif dans l'histoire du Canada alors qu'elle instaura la notion de gouvernement responsable.
Outre la construction du Grand Tronc et la mise en œuvre du traité de réciprocité canado-américain, les Canadiens virent également l'abolition du régime seigneurial en 1854 et l'adoption du Code civil du Bas-Canada en 1866. Puis en 1864, en conséquence de l'impasse politique engendrée depuis 1840, la coalition Macdonald-Cartier entama la réforme du système politique.

## Province canadienne (depuis 1867)

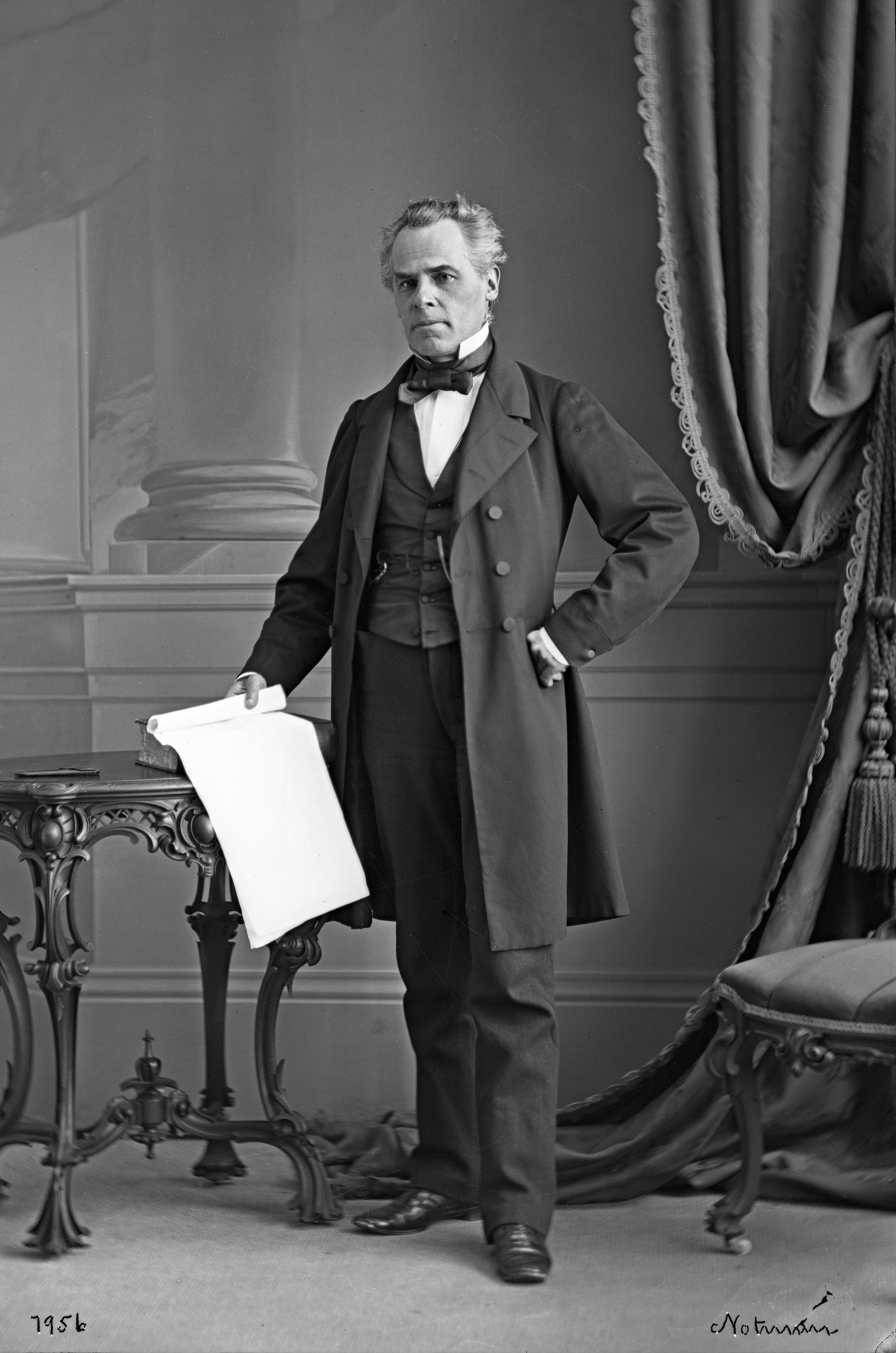
George-Étienne Cartier, protagoniste de la création de l'État québécois, était le premier ministre du Canada-Est.

Le 1er juillet 1867, naissait le Dominion du Canada, à la suite des négociations de la Confédération canadienne conclues entre la province du Canada, le Nouveau-Brunswick et la Nouvelle-Écosse. L'Acte de l’Amérique du Nord britannique créait le Canada et ses quatre provinces fondatrices : le Nouveau-Brunswick, la Nouvelle-Écosse, le Québec et l'Ontario. Ces deux dernières étaient issues de la division en deux de la Province du Canada. Ce système fédéral, dont la Constitution fut fondée sur les mêmes principes que celle du Royaume-Uni, définit alors la répartition fondamentale des pouvoirs législatifs entre le Parlement du Canada et les assemblées provinciales. Chacune de ces nouvelles provinces se voyait ainsi garantir l'autorité souveraine dans la sphère de ses compétences législatives.
La même année naissait aussi le Parti libéral du Québec qui trouve son origine dans le Parti patriote et dans le Parti rouge du Bas-Canada,.
À noter que depuis les années 1970, l'État québécois a délaissé le mot « province », au profit du mot « État », pour se désigner lui-même (voir État au Québec).

### Nationalisme canadien-français

Le drapeau des Patriotes de 1837 est un symbole du nationalisme canadiens français.

À l'instauration de la Confédération, la Province du Canada fut divisée aux fins de la création des provinces de l'Ontario et du Québec, alors délimitées respectivement par les anciennes frontières du Haut et du Bas-Canada. Cependant, les frontières du Québec furent modifiées une première fois dès 1898, afin qu'elles englobent les terres constituantes du district de l'Ungava jusqu'à la rivière Eastmain, puis une seconde fois en 1912, jusqu'à l'extrémité nord de la péninsule du Labrador. Mais en 1927, le comité judiciaire du Conseil privé de Londres retira au Dominion du Canada – par conséquent à la province de Québec – la partie située à l'est du faîte de partage des eaux séparant le bassin de la baie d'Hudson d'avec celui de la mer du Labrador.
La province nouvellement créée était ainsi fondue dans la région constituant le cœur historique de la nation canadienne-française. Précisément, après avoir combattu en tant que Patriotes lors de la bataille de Saint-Denis en 1837, George-Étienne Cartier se classa parmi les pères de la Confédération et fit approuver les 72 résolutions de la conférence de Québec de 1864 pour l'établissement d'un État fédéré dont le territoire allait se limiter à la contrée où les Canadiens français étaient assurés de conserver la majorité populaire. Ainsi, en dépit du sentiment populaire à l'égard de l'identité canadienne, cet organe politique offrirait un soutien de rechange à l'affirmation nationale de la collectivité canadienne-française devant un État canadien qui, d'ores et déjà, allait être conquis par la culture canadienne-anglaise.
Malgré cette forme de garantie contre l'assimilation culturelle, « les impératifs du nouveau régime politique allaient toutefois révéler de grands obstacles à l'affirmation du Québec et de son Parlement. La classe politique du Québec allait découvrir que l'espace politique dévolu aux provinces serait restreint dans ce nouveau système. Québec, affaibli économiquement, devrait affronter la compétition politique d'Ottawa, capitale de l'État fédéral fortement centralisateur ».

### Cléricalisme ultramontain

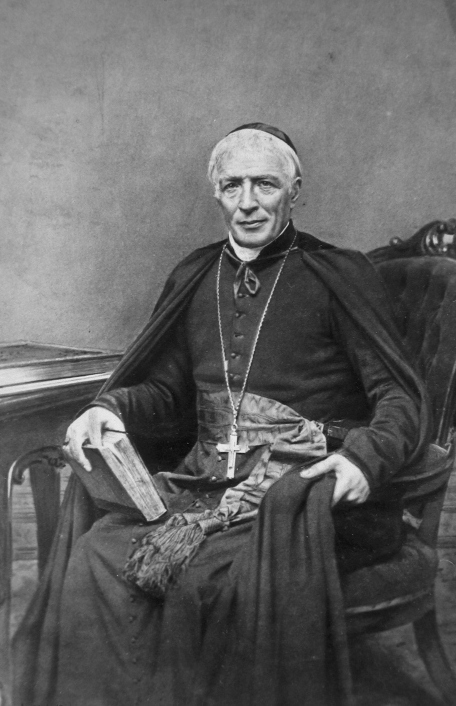
Ignace Bourget, évêque de Montréal et chef ultramontain (droitiste).

À la suite des événements de la rébellion du Nord-Ouest en 1885 ainsi que de la question des écoles du Manitoba en 1896 et de l'Ontario en 1917, la promotion et la défense des droits de la nation canadienne-française devinrent un enjeu important. Sous l’égide de l’Église catholique et l'action politique de Henri Bourassa se développèrent divers symboles de fierté nationale. Outre le Carillon Sacré-Cœur et le Ô Canada – chant patriote composé pour la fête de la Saint-Jean-Baptiste – de nombreuses organisations populaires consacrèrent l'affirmation du peuple canadien-français, à savoir, notamment, le mouvement coopératif des caisses populaires Desjardins en 1900, l'Association catholique de la jeunesse canadienne-française en 1904, le Club de Hockey Canadien (CH) en 1909, le quotidien Le Devoir en 1910, les Congrès de la langue française en 1912, la Ligue des droits du français en 1913, le quotidien L'Action catholique en 1915, la revue mensuelle L'Action nationale en 1917, l’Ordre de Jacques-Cartier en 1926, Jeune-Canada en 1932, l’Union nationale en 1935, le Bloc populaire canadien en 1942, etc.

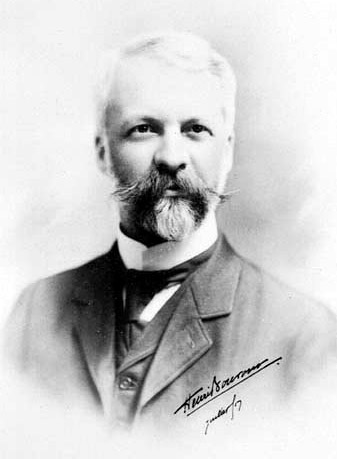
Henri Bourassa, clérico-nationaliste fondateur du quotidien Le Devoir.

À cette époque, l’omniprésence de l’Église se manifestait incontestablement de Saint-Boniface à Gaspé en passant par la Vieille Capitale. Défini par l’autorité ecclésiastique, « l’objectif des clérico-nationalistes consistait alors à promouvoir les valeurs de la société traditionnelle : la famille, la langue française, l'Église catholique et la vie rurale. Ces valeurs, véhiculées notamment par La Bonne Chanson de l’abbé Gadbois et le roman du terroir, évoquaient alors les forces principales sur lesquelles s’appuyait l’idéologie de la survivance canadienne-française ». Mais il va sans dire que l’escouade des mœurs devait également contenir les déviants de l’ordre ecclésial, dont les refuges les plus marquants furent probablement les cabarets montréalais et la maison charlevoisienne du Bootlegger, symboles d'une vie clandestine défiant la Prohibition.
L'Appel de la race réveillant les passions en 1922, l’historien et chanoine Lionel Groulx devint le « successeur » de Bourassa en tant que défenseur des droits de la nation canadienne-française. En cette période de lutte contre l’impérialisme britannique, ses préférences allaient alors à l’action politique de La Fontaine et à l’ultramontanisme de Tardivel, dont le roman Pour la Patrie (1895) projetait l’indépendance du Québec en 1950.

### Essor du gouvernement québécois
Le 15 juillet 1867, Pierre-Joseph-Olivier Chauveau, du Parti conservateur, devint premier ministre. Dès 1868, il créa le ministère de l’Instruction publique dont il devint titulaire. Mais ce ministère fut vite dénoncé par le clergé, qui rejetait ainsi l’école neutre, gratuite et obligatoire, qu’il considérait comme une menace maçonnique depuis que le Parti patriote en avait instauré le premier développement, anéanti par les conséquences de l’échec des Rébellions. Boucherville abolit le ministère en 1875 et le système de 1867 fut rétabli. En 1876, Pierre-Alexis Tremblay, candidat libéral de Charlevoix, défait lors d’une élection partielle fédérale à cause de la pression de l’Église sur les électeurs, réussit, à l’aide d’une nouvelle loi fédérale, à faire annuler l’élection (il perdit toutefois l’élection subséquente). L’année suivante, le Pape envoya son représentant pour forcer l’Église québécoise à minimiser ses interventions dans le domaine électoral. En effet, en 1887, les religieux représentaient 48 % des instituteurs des écoles catholiques.
En 1885, le Parti national naissait de la coalition entre les Libéraux et des députés conservateurs, alors choqués par les mesures politiques du gouvernement John Jones Ross, qui fut accusé de n'avoir intercédé dans le procès d'exécution du chef métis Louis Riel, à la Rébellion du Nord-Ouest dans les Prairies canadiennes. Le gouvernement Honoré Mercier, alors au pouvoir, proposa une série de vaines réformes républicaines qui allaient dans le sens du nationalisme économique et de l’instruction publique. Puis en 1905, le gouvernement Lomer Gouin entreprit une série de réformes plus modestes, mais également destinées à résoudre les défis du sous-développement canadien-français. C’est ainsi qu’il imposa la fondation d’une série d’écoles professionnelles sous l’égide de l’État, dont l'HEC Montréal (1905) fut l’une des plus notables – instrument inestimable au service du nationalisme économique au XXe siècle.
Dès 1899, Bourassa s’opposait vigoureusement à l’implication du Canada dans la seconde guerre des Boers. Puis durant la Première Guerre mondiale, alors que des Canadiens français s’enrôlaient dans le 22e bataillon (canadien-français) – ancêtre du Royal 22e Régiment – d’autres manifestaient à la crise de la conscription qui mena à l'émeute de Québec. Des 400 000 militaires canadiens envoyés outre-mer, plus de 60 000 moururent au combat.
La génération Bourassa des nationalistes mit fin à son aventure politique après les élections fédérales canadiennes de 1911 qui, malgré son succès à renverser Laurier et à faire élire un grand nombre de députés, fut considérée comme un fiasco puisque la seule alternative était un gouvernement conservateur encore plus impérialiste et anglophone, dirigé par Borden, orangiste reconnu. Cependant, elle pouvait mettre quelques réussites à l’actif de son militantisme politique, obtenu non pas à Ottawa, mais lorsque les mêmes, Armand Lavergne et Henri Bourassa notamment, se firent élire à Québec. Lavergne réussit à faire passer une loi en faveur des droits du français dans l’espace public, exigeant notamment des services publics bilingues des compagnies au Québec – à cette époque, le train, le téléphone, etc. ne reconnaissaient pas la langue majoritaire du Québec. Les nationalistes obtinrent également du gouvernement Gouin une loi obligeant à transformer sur place le bois et la pâte à papier du Québec : ce qui multiplia les centres industriels du type Shawinigan. L’espoir étant que le Québec exporterait désormais davantage ses produits finis que sa main-d’œuvre aux États-Unis.

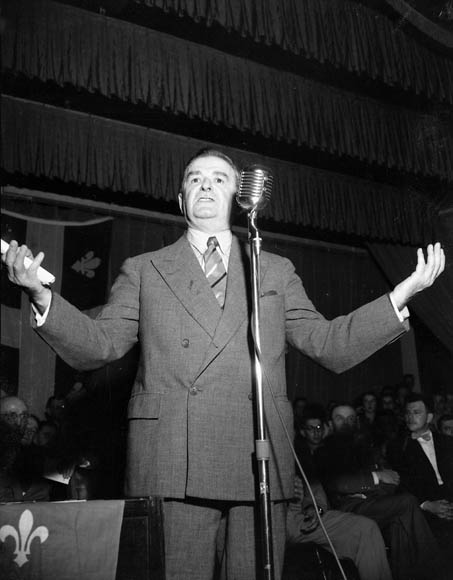
Maurice Duplessis, premier ministre droitiste du Québec de 1936 à 1939 et lors de la Grande Noirceur (1944-1959).

À la suite de la déclaration de Balfour à la conférence impériale de 1926, le Statut de Westminster de 1931 confirma l'égalité d'autonomie entre le Royaume-Uni et les dominions – y compris le Canada et ses provinces – et, par la même occasion, officialisa leur libre association au sein d'un Commonwealth.
En réaction au gouvernement Louis-Alexandre Taschereau, une aile dissidente du Parti libéral du Québec créa l'Action libérale nationale, qui s'allia ensuite au Parti conservateur du Québec pour former l’Union nationale. Son chef Maurice Duplessis fut au pouvoir de 1936 à 1939. Dès 1937, il adopta la Loi du cadenas, jugée anticonstitutionnelle, afin de contrer le syndicalisme et le communisme. De 1939 à 1944 cependant, le gouvernement Adélard Godbout affirma le droit à la syndicalisation des travailleurs et donna le droit de vote aux femmes en 1940.

### Grande noirceur (1944-1959)
Dans la foulée de la crise de la conscription de 1944, Maurice Duplessis reprit le pouvoir jusqu'en 1959. Il se voulut alors défenseur d'une autonomie provinciale – réfractaire à l'assujettissement de la province au pouvoir fédéral – fiduciaire de l'héritage catholique et français du Québec, et plus près de ce libéralisme du laisser-faire de la fin du XIXe siècle que de l'État-providence alors émergent.
Or, dès 1948, le manifeste Refus global – puis la revue Cité Libre – s'imposa en tant que précurseur et instigateur d'un nouvel espace idéologique dans la société canadienne-française, alors frappée de plein fouet par le changement social: apparition de la télévision, baby-boom, conflits ouvriers – dont les grèves d'Asbestos, de Louiseville et de Murdochville – électrification des campagnes, émergence de la classe moyenne, exode rural, expansion des universités et bureaucraties, naissance d'une nouvelle intelligentsia et d'un système autoroutier, prospérité économique, renaissance intellectuelle du roman et de la poésie et urbanisation.
Plus la société canadienne-française était secouée par le changement social, plus les élites traditionnelles – groupées autour des milieux cléricaux et de la figure de Duplessis – durcissaient leur réflexe conservateur et nationaliste canadien-français. À mesure que le mécontentement progressait à l'intérieur de la province de Québec, plus ces élites traditionnelles maintenaient un « couvercle vissé de force sur notre société convertie en marmite de Papin[réf. souhaitée]».

### Québec moderne (1960 à 2012)

#### Révolution tranquille (1960-1980)

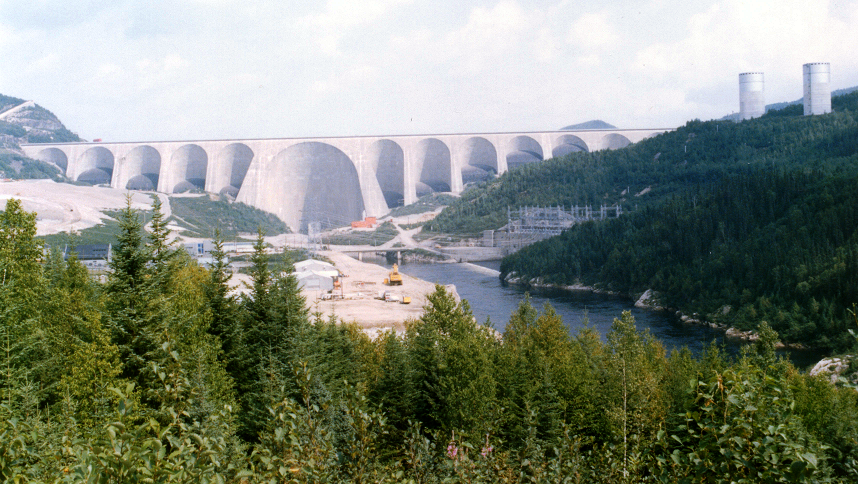
Le barrage Daniel-Johnson et la centrale Manic-5 sur la rivière Manicouagan.

Les « Cent jours de Paul Sauvé » furent une courte période où le premier ministre intérimaire de l'Union Nationale adopta le slogan « Désormais » en 1959. Suivant son décès, son successeur Antonio Barrette parvint à établir certaines réformes annoncées, mais perdit les élections générales québécoises de 1960. Ayant fait campagne sous le slogan « C'est l'temps qu'ça change », le Parti libéral du Québec était alors porté au pouvoir avec une majorité de deux sièges à l'Assemblée législative. Formée de l’équipe du tonnerre – dont étaient membres René Lévesque, Paul Gérin-Lajoie, Georges-Émile Lapalme et Marie-Claire Kirkland-Casgrain – le gouvernement Jean Lesage mena une série de réformes dans les domaines de la politique sociale, de l’éducation, de la santé et du développement économique : Caisse de dépôt et placement, Code du travail, ministère des Affaires sociales, ministère de l'Éducation, Office de la langue française, Régie des rentes et Société générale de financement.
Marquée particulièrement par la seconde phase de nationalisation de l'hydroélectricité et le démantèlement du syndicat financier de la rue Saint-Jacques de Montréal, cette période décisive se caractérisa par le slogan de 1962 : « Maîtres chez nous », qui, devant la mainmise des conglomérats anglo-américains sur l'économie et les ressources naturelles du Québec, déterminait alors une volonté collective de liberté du peuple canadien-français.
Pour favoriser le Québec dans cette situation, le Canada, par le biais de son premier ministre, Lester B. Pearson, adopta un fédéralisme d’ouverture, : une attitude politique garantissant au Québec un minimum de considération(s) face à toutes les implications de la Révolution tranquille. En 1965, la commission royale d'enquête sur le bilinguisme et le biculturalisme, dont le rapport préliminaire souligne le caractère distinct du Québec, fait la promotion d'un fédéralisme d'ouverture dans lequel le Québec occuperait une place particulière.
L'ampleur de ce mouvement social suscita confrontations entre bas clergé et laïcat, en référence à la décléricalisation et déconfessionnalisation des institutions de l'État, ainsi qu'à la désacralisation de sphères de la société civile. Mais en cette période du IIe concile œcuménique du Vatican, la réforme des institutions québécoises fut devancée par le Saint-Siège : le pape Jean XXIII proclama effectivement en 1963 l'encyclique Pacem in Terris établissant les droits de l'homme,, puis en 1964, la Constitution dogmatique Lumen Gentium confirmant le rôle particulier des laïcs dans la « gérance des choses temporelles ». Néanmoins, la population québécoise délaisse alors très rapidement l'Église catholique. En effet, entre 1968 et 1975, l'assistance hebdomadaire à la messe passe de 80 % à seulement 30 %.

Reporté au pouvoir en 1966 bien que le vote populaire soit favorable aux libéraux de Jean Lesage, le gouvernement unioniste de Daniel Johnson continue les importantes réformes du gouvernement précédent jusqu'à sa mort en 1968.
Dans une prise de conscience collective, les Canadiens français manifestaient clairement leur inquiétude et leur insatisfaction face à l'assimilation culturelle des minorités francophones dans les provinces anglophones et à la situation d'infériorité des Canadiens de langue française,, y compris les Acadiens, qui se manifestaient de Gravelbourg à la baie Sainte-Marie.
D'une commission d'enquête à l'autre, ce mouvement prit une ampleur sans précédent dans la seconde moitié des années[1960, car pour la première fois, les Canadiens français de la province de Québec dénonçaient à haute voix l'« état des choses établi en[1867 »,.
Déjà en 1963, les membres de la Commission Laurendeau-Dunton établie par le Gouvernement du Canada, « constataient que, contrairement à ce que pensait une majorité de Canadiens anglais, la culture française du Québec n'était pas près de céder la place à la culture anglo-américaine, mais qu'elle était plutôt en train de passer à l’« étape de la « survivance » pure et simple » à un mode spécifique de fonctionnement et de vie, avec une langue qui s'enrichissait chaque jour. Ils constatèrent du même coup le bien-fondé des doléances des Canadiens français : leur langue et leur culture n'occupaient pas la place qui leur revenait dans l'ensemble confédéral canadien. » Du côté canadien, ces conclusions ouvraient la porte à une redéfinition du Canada dans une perspective culturelle désormais axée sur la dualité linguistique et culturelle afin de considérer équitablement les Canadiens français.
En parallèle à ce débat, la lutte des classes apparaissait véritablement avec des mouvements sociaux vers 1968. En même temps que s'intensifiait le changement des mentalités, la société canadienne-française voyait poindre une ère nouvelle où, à la suite de la réforme du Parlement du Québec, allaient être confrontées les mœurs politiques de ce passé vécu sous l'empire de considérations coloniales moins favorables aux francophones.

#### Débat sur la souveraineté du Québec
Entre 1966 et 1969, les États généraux du Canada français confirmèrent populairement l'État québécois dans sa qualité de milieu politique fondamental de la nation, limitant ainsi l'action gouvernementale du Québec au seul service de la province de Québec,.
Les assises nationales des États généraux de novembre 1967 marquent une rupture dans les rapports entre les francophones d'Amérique et particulièrement entre les francophones du Canada. Ainsi, les États généraux deviennent un point de repère qui expliquent la transformation des paramètres qui définissent désormais la société québécoise.
Mais en 1968, Option Québec suscita un débat constitutionnel sur l'avenir politique de la province où, parallèlement, allaient être confrontées les doctrines fédéraliste et souverainiste, dans leur conception particulière de l'émancipation culturelle et sociale des pays québécois et canadien-français. Car, devant la fronde qui s'organisait depuis la fin des années 1950, Charles de Gaulle – premier chef d'État français en visite officielle depuis la Conquête – avait déjà encouragé l'essor des ralliements populaires à l'idée de sécession en déclamant : « Vive le Québec libre ! », lors de l'Expo 67. Par suite, se développèrent divers groupes civils, parfois jusqu'au point d'affronter la puissance publique dans des manifestations comme à la crise d'Octobre de 1970.

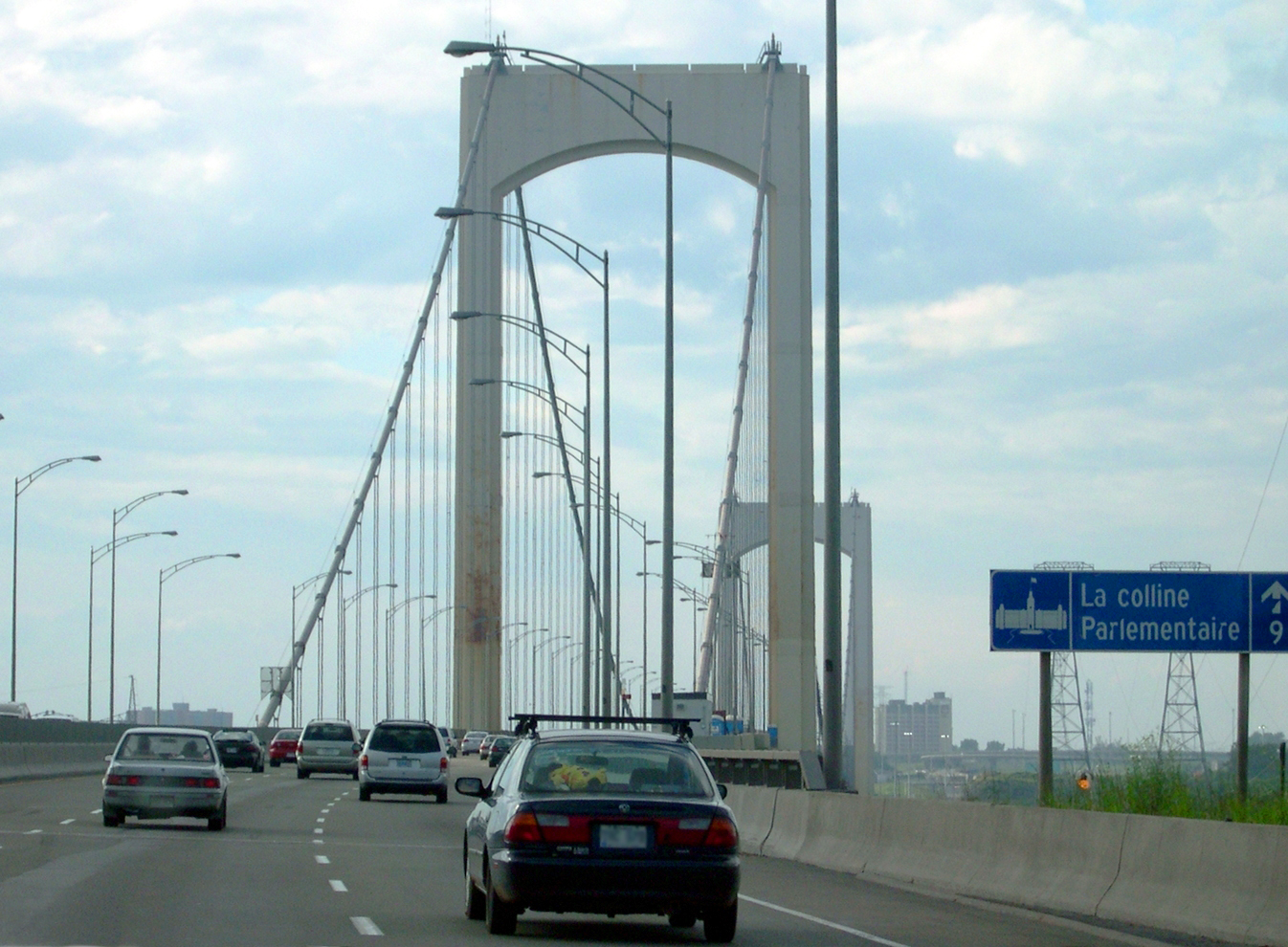
Le pont Pierre-Laporte. L’assassinat de Pierre Laporte est un des faits marquants de la Crise d'Octobre 1970.

En 1973, le premier gouvernement libéral de Robert Bourassa amorça le projet du siècle sur La Grande Rivière. L'année suivante, il consacra le statut officiel de la langue française au sein de l'État québécois par la Loi 22, puis en 1975, instaura la Charte des droits et libertés de la personne et la Convention de la Baie-James et du Nord québécois. Enfin en 1976 étaient tenus les jeux de la XXIe olympiade de l'ère moderne, alors que se poursuivait la dynastie des Canadiens de Montréal au temple de la renommée du hockey et les gains de la coupe Stanley.

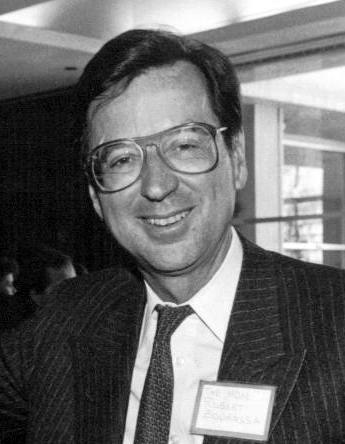
En 1974, le premier ministre du Québec Robert Bourassa, d'allégeance libérale (PLQ), consacre le statut de la langue française au Québec.

Dirigé par René Lévesque, le premier gouvernement souverainiste se matérialisa alors qu'était porté au pouvoir le Parti québécois, aux élections générales québécoises de 1976. Renforçant les droits linguistiques des Québécois, notamment en matière d'affichage et de travail, la Charte de la langue française entra en vigueur l'année suivante.
Vint ensuite le référendum de 1980 où la majorité des votants québécois se prononcèrent contre l'option de la souveraineté-association, telle que proposée par le Parti québécois,.

##### Débat constitutionnel des années 1980-1990

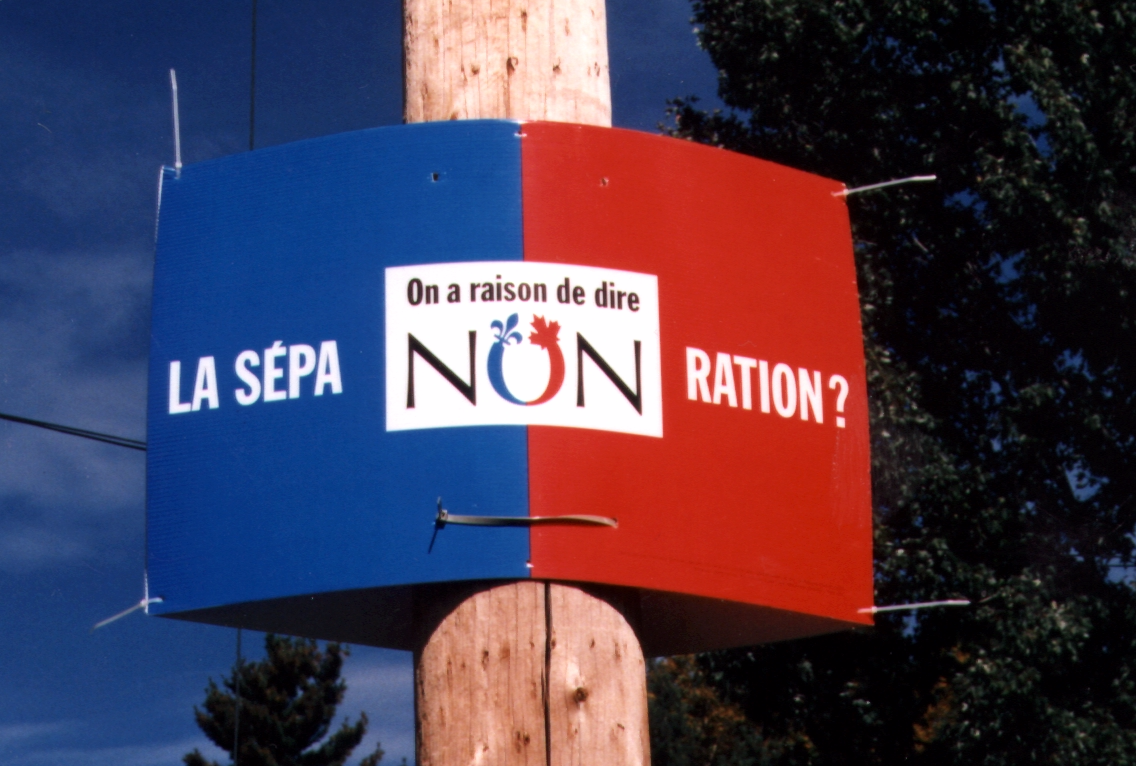
Daniel Johnson est le chef du camp du NON au Québec en 1995.

À la suite des négociations constitutionnelles canadiennes de 1981 marquées par l'Accord constitutionnel du 5 novembre 1981, l'Assemblée nationale du Québec refusa de reconnaître expressément la nouvelle Loi constitutionnelle de 1982, qui rapatria la Constitution du Canada et y apporta de nombreuses modifications. L'attitude du Québec sera alors de tenter de progresser vers un fédéralisme renouvelé, comportement qualifié par René Lévesque de beau risque. C'est avec le Parti progressiste-conservateur du Canada que cette tendance se confirmera.
Les tentatives de ratification constitutionnelle par les gouvernements Mulroney et Bourassa se soldèrent par l'échec de l'Accord du lac Meech en 1987 et en 1992 par l'échec de l'Accord de Charlottetown.
Par la suite, Daniel Johnson (fils) du Parti libéral du Québec prit brièvement le pouvoir en tant que 25e premier ministre du Québec en 1994,. Il perdit rapidement les élections générales québécoises suivantes qui établirent Jacques Parizeau au poste de premier ministre.

##### Deuxième référendum et après (1995 à aujourd'hui)
Par conséquent, en 1995, dans un esprit politique influencé par les conclusions de la commission sur l'avenir politique et constitutionnel du Québec, Jacques Parizeau prit l’initiative de déclencher un deuxième référendum sur la souveraineté du Québec. Cette consultation se solda par un nouvel échec des souverainistes et donc par le maintien de la province au sein de la fédération canadienne. Il s'agissait alors de la victoire du camp du NON au Québec qui était dirigé par l'ex-premier ministre du Québec Daniel Johnson,.
En 1998, par suite de l'arrêt de la Cour suprême du Canada portant sur le renvoi relatif à la sécession du Québec, le Parlement du Canada et du Québec définirent chacun le cadre juridique à l'intérieur duquel s'opèrerait désormais l'action politique de leur gouvernement respectif. Mais les irrégularités relatives au scandale des commandites et à Option Canada ravivèrent l'option souverainiste en 2005, selon quelques sondages populaires alors réalisés.
Cependant, aux élections fédérales canadiennes de 2011, après avoir repoussé en mars 2007 le Parti québécois au rang de deuxième groupe d'opposition à l'Assemblée nationale du Québec, le peuple québécois récusa le Bloc québécois, souverainiste et membre de la Chambre des communes du Canada. Ce mouvement plaça le Nouveau Parti démocratique (NPD), parti politique de la scène fédérale, en premier plan au Québec puisque ce vote de mécontentement à l'égard du Bloc allait accorder la majorité des votes provinciaux à ce parti fédéral. Comme le logo du NPD utilise la couleur orange, on appela ce mouvement la vague orange.

## Histoire contemporaine (2012 - aujourd'hui)
Après trois mandats de gouvernement libéral continus, Pauline Marois, chef du Parti québécois, devient la première femme à occuper le poste de premier ministre du Québec le 19 septembre 2012. Conséquence d'un concours multipartite rarement considéré auparavant dans l'histoire électorale de la province, le gouvernement Marois devient cependant le troisième gouvernement minoritaire de l'histoire politique de la province (un premier, le Joly de Lotbinière de 1878 à 1879, et un second, le Charest, de 2007 à 2008).
Le Parti libéral du Québec reprend ensuite le pouvoir dès avril 2014 à la suite des élections générales,. En 2018, le parti politique Coalition avenir Québec, dirigé par François Legault, remporte les élections générales provinciales, récoltant une majorité de sièges à l'Assemblée nationale.
Le 17 octobre 2022, Paul St-Pierre Plamondon (PSPP) réitère son refus de prêter serment d’allégeance au roi Charles III tel que prescrit par l'article 128 de la Loi constitutionnelle de 1867. Cette décision l'empêche d'entrer en fonction en tant que député et de siéger à l'Assemblée nationale durant la première courte session.
Le gouvernement décide cependant d'adopter un projet de loi rendant facultatif le serment au monarque qui fait que tous les députés du Québec, après PSPP, peuvent siéger en chambre sans avoir à prêter serment,.
Depuis 2023, les sondages place PSPP en tête du classement des premiers ministres potentiels favoris des Québécois. Il est le seul à dépasser François Legault dans ce classement depuis 2018.

## Droit
Le droit québécois est l’ensemble des règles de droit qui s’appliquent sur le territoire du Québec. Il est sous la responsabilité partagée du gouvernement fédéral et du gouvernement provincial. De par la Constitution du Canada, chacun des gouvernements est responsable du droit relativement à ses sphères de compétences. Le gouvernement fédéral est responsable notamment du droit criminel, des affaires étrangères, des lois relativement à la régulation du commerce canadien et aux télécommunications. De son côté, le gouvernement québécois est responsable du droit privé en général, de l'administration de la justice et de plusieurs domaines sociaux (santé, éducation, etc.).
Le droit au Québec est influencé par deux traditions juridiques : la tradition civiliste et la common law. De façon générale, on peut dire que le droit privé répond à la tradition civiliste, tandis que le droit public est davantage influencé par la common law. Toutefois, les nombreuses influences que les deux traditions ont eues les unes à travers les autres amènent le Québec à avoir un système juridique mixte. La présence de la tradition civiliste remonte à la Nouvelle-France où le roi Louis XIV avait imposé dans sa colonie l'utilisation de la Coutume de Paris. Lors de la cession de la Nouvelle-France à la Grande-Bretagne à la suite de la guerre de Sept Ans (1756-1763), celle-ci a d'abord imposé le droit anglais, avant de se raviser et de permettre, par l'Acte de Québec (1774), l'utilisation du droit civil pour les relations privées entre individus dans toute la province de Québec.
Le droit québécois provient des quatre sources classiques en droit : la loi, la jurisprudence, la doctrine et la coutume. La loi est la principale source du droit québécois. Elle comprend la Constitution, les lois du Parlement du Québec et les règlements associés aux lois. En droit privé, le Québec étant de tradition civiliste, la jurisprudence y occupe une place théorique mitigée, mais tout de même importante,.

### Droit positif
Le droit québécois peut être divisé en deux sphères : le droit privé et le droit public. Le droit privé touche les relations entre individus, alors que le droit public traite des règles qui régissent le gouvernement québécois.
Le droit privé au Québec touche l’ensemble des relations entre les individus (personnes physiques ou morales). Il est en grande partie sous la juridiction du Parlement du Québec. Le droit civil québécois est une composante du droit privé. Il s'agit du droit qui régit les relations entre individus. Le droit civil est principalement codifié au sein du Code civil du Québec. Le Code civil du Québec comprend ainsi les règles de droit régissant la personnalité juridique, le droit des biens, la famille, les obligations, la responsabilité civile, le droit international privé, etc. Il constitue ainsi le principal texte régissant le droit commun du Québec. Cela n'empêche pas le droit civil québécois d'être régi par un grand nombre d'autres lois spécifiques. Pour des raisons historiques, le droit civil québécois a été grandement influencé par le droit civil français.
À l'inverse du droit privé, le droit public québécois est grandement issu de la tradition de la common law. Le droit constitutionnel québécois est le domaine du droit qui régit les règles entourant le gouvernement québécois, le Parlement du Québec et les différents tribunaux. Le droit constitutionnel québécois est régi en grande partie par la Constitution du Canada, notamment par la Loi constitutionnelle de 1867, mais aussi par diverses lois du Parlement du Québec. Le droit administratif québécois est le domaine de droit qui régit les relations entre les individus et l'administration publique québécoise. Le Québec a aussi juridiction sur le droit pénal, mais de façon restreinte, puisque le Parlement du Canada est responsable du droit criminel. Le droit pénal québécois comprend tout de même un vaste éventail d’infractions (Code de la sécurité routière, Code du travail, etc.). Finalement, le Québec, tout comme le gouvernement fédéral, possède un pouvoir de droit fiscal.
Certaines portions du droit québécois sont considérées comme mixtes. C'est le cas par exemple des droits et libertés de la personne qui sont régis par la Charte des droits et libertés de la personne, Charte qui s'applique à la fois au gouvernement et aux citoyens,.

### Tribunaux

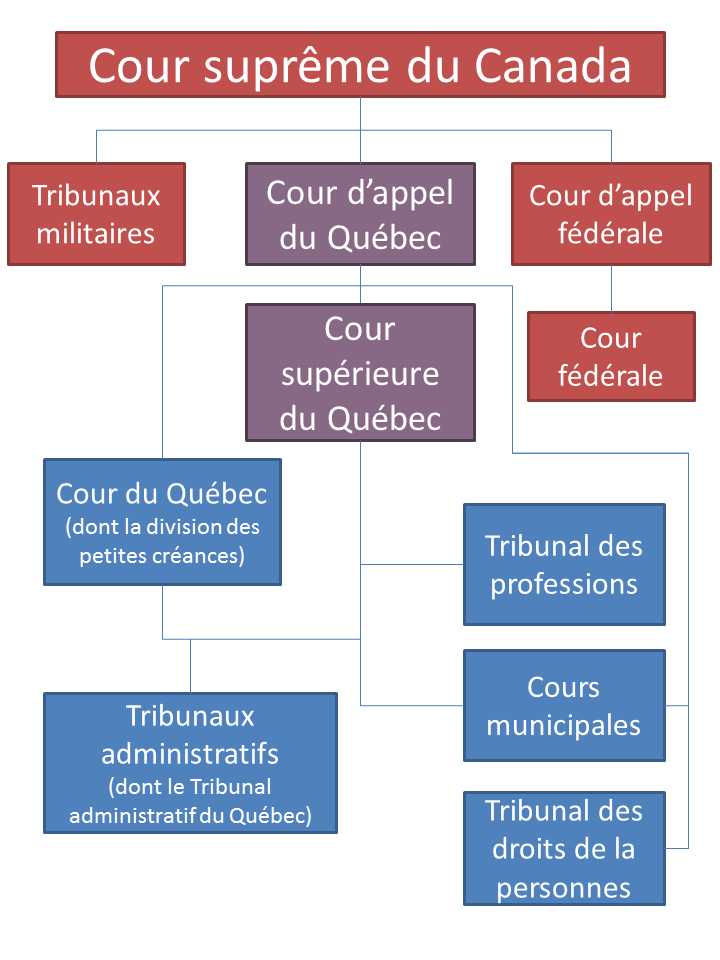
Fonctionnement et nomination des juges sous juridiction du gouvernement fédéral.
Fonctionnement sous juridiction du Québec, mais nomination des juges par le gouvernement fédéral.
Fonctionnement et nomination des juges sous juridiction du gouvernement du Québec.

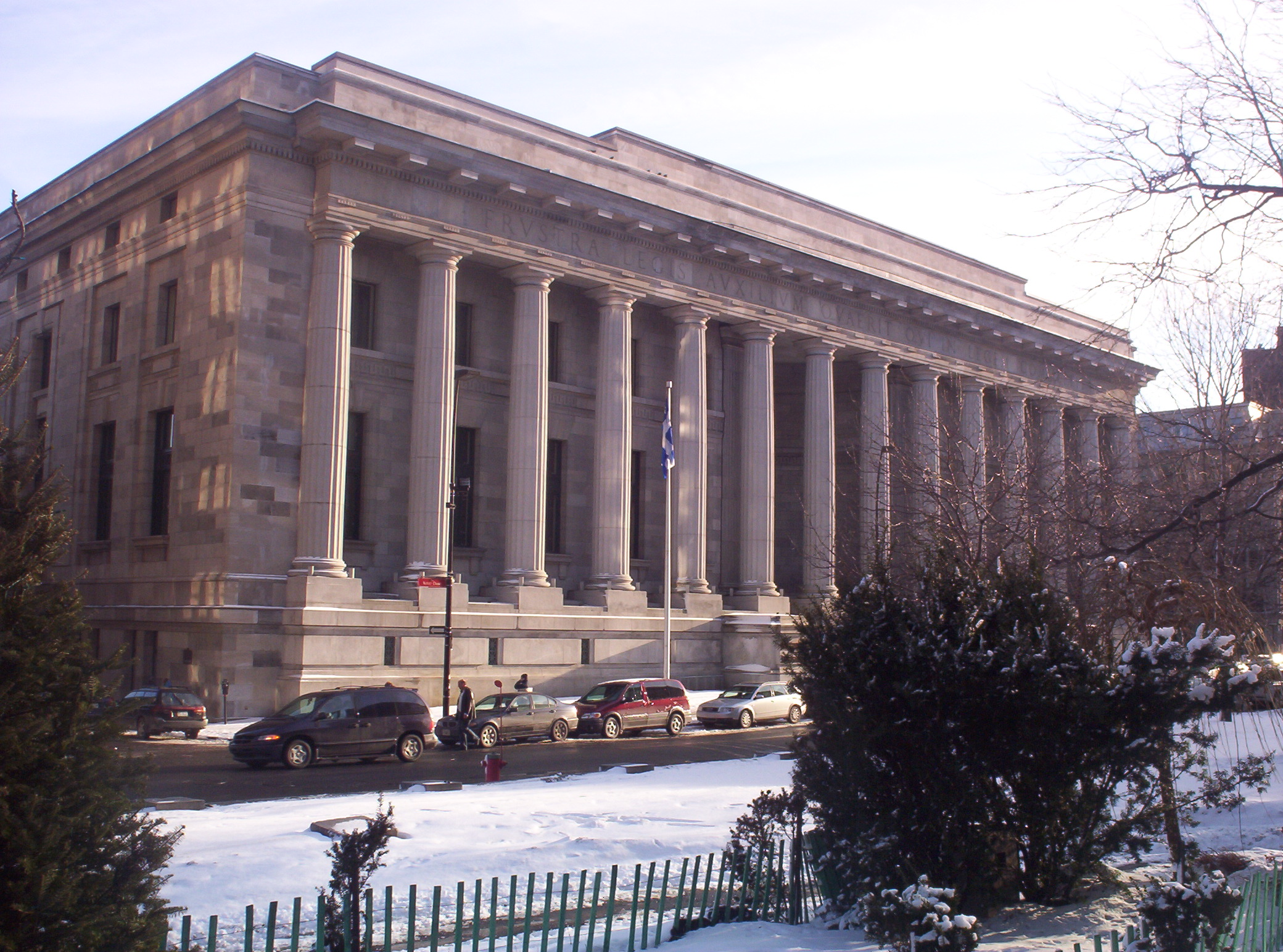
La Cour d'appel du Québec est le plus haut tribunal au Québec.

Les tribunaux qui ont un pouvoir sur le droit québécois sont organisés en une pyramide dont le sommet est comblé par la Cour suprême du Canada. Il est important de savoir qu'au Canada, il n'existe pas de division du système judiciaire comme dans plusieurs autres pays. À quelques exceptions près, les tribunaux peuvent entendre autant des recours basés sur le droit provincial que sur le droit fédéral, de même que des recours de droit civil, pénal ou constitutionnel,. Ainsi, pour un recours en droit au Québec, le tribunal général est la Cour supérieure du Québec. Un appel de cette décision pourrait, selon les cas, être fait à la Cour d'appel du Québec et finalement, si la cause est d’une grande importance, à la Cour suprême du Canada.
Le Parlement du Québec est responsable de l’administration des tribunaux québécois. Les principaux tribunaux québécois sont :
- Cour d'appel du Québec
- Cour supérieure du Québec
- Cour du Québec

Le Parlement du Canada, pour sa part, a autorité sur les tribunaux qu’il a lui-même créés (Cour suprême du Canada, Cour fédérale, etc.). Toutefois, bien que le Québec en ait la gestion, le gouvernement fédéral nomme et rémunère les juges à la Cour supérieure et à la Cour d'appel.
La Cour d'appel a deux mandats. Elle est d'abord le tribunal général d'appel pour les jugements de première instance au Québec. C'est-à-dire qu'elle entend des appels provenant de la Cour supérieure, de la Cour du Québec et parfois de tribunaux administratifs. De plus, la Cour d'appel possède le pouvoir de répondre à des renvois formulés par le gouvernement du Québec. La Cour d'appel rend plus de 1 500 jugements par année.
La Cour supérieure du Québec possède, quant à elle, le pouvoir inhérent de statuer sur toutes causes autres que celles dont les compétences sont assignées à une autre instance. De par cette compétence, la Cour supérieure possède le pouvoir, notamment, de trancher tout litige de plus de 75 000 $, prononcer les divorces, surveiller la légitimité des décisions des tribunaux administratifs, prononcer des injonctions, entendre des actions collectives, etc..
La Cour du Québec, les cours municipales, le Tribunal des droits de la personne et le Tribunal des professions sont tous des cours de première instance, ou des cours inférieures, c'est-à-dire dont les compétences sont limitées aux pouvoirs qui leur sont expressément dévolus par l'autorité les ayant créées. De plus, la Cour du Québec est constituée de trois chambres : la Chambre de la jeunesse, la Chambre criminelle et pénale ainsi que la Chambre civile. Cette dernière comprend en plus la division des petites créances.
Finalement, le Québec compte un grand nombre de tribunaux administratifs chargés de voir à l'application d'une ou plusieurs lois.
Au total, le système judiciaire québécois compte plus de 500 juges. Près de 300 d'entre eux œuvrent dans les cours provinciales, 25 à la Cour d'appel et près de 200 à la Cour supérieure.

### Sécurité publique et système pénal
Il existe quatre types de corps policiers ayant le pouvoir de maintenir la paix et de prévenir le crime au Québec. De façon générale, la Sûreté du Québec est responsable de l’application de la loi sur l’ensemble du territoire québécois,. Elle agit aussi dans les municipalités qui n’ont pas de corps policiers municipaux,. Elle possède aussi un rôle de soutien et de coordination auprès d’autres corps policiers. Les corps de police municipaux, tels le Service de police de la Ville de Montréal et le Service de police de la Ville de Québec, sont, quant à eux, les premiers responsables de l’application de la loi dans leur municipalité. Toutefois, dans 1 038 municipalités, ce rôle est confié directement à la Sûreté du Québec, vu la difficulté de maintenir un corps policier dans des municipalités de plus petite taille.
Pour l’application de certaines lois fédérales, la Gendarmerie royale du Canada conserve un pouvoir sur le territoire du Québec. Toutefois, vu l'existence de la Sûreté du Québec, son rôle est plus restreint que dans les autres provinces. Finalement, il existe des corps policiers sur les territoires des communautés autochtones.
Lors d’infractions aux lois provinciales ou fédérales (dont le Code criminel), le Directeur des poursuites criminelles et pénales est responsable, par le biais des procureurs de la Couronne, d’engager des poursuites devant les tribunaux. Lors d’infractions à certaines lois fédérales spécifiques (par exemple dans les affaires de stupéfiants), le ministère de la Justice du Canada conserve le pouvoir de poursuivre les contrevenants.
Finalement, le Québec est responsable de la tenue de prisons (peine de moins de deux ans) alors que le gouvernement fédéral tient des pénitenciers (peine de deux ans et plus).

## Politique

### Organisation politique

#### Monarchie canadienne
Fondé sur le système de Westminster, le Québec est à la fois une démocratie libérale et une monarchie constitutionnelle à régime parlementaire. État membre de la fédération canadienne, son chef est Charles III qui est l'incarnation de la Couronne du Canada et titulaire du gouvernement et du pouvoir exécutif dans la province de Québec.

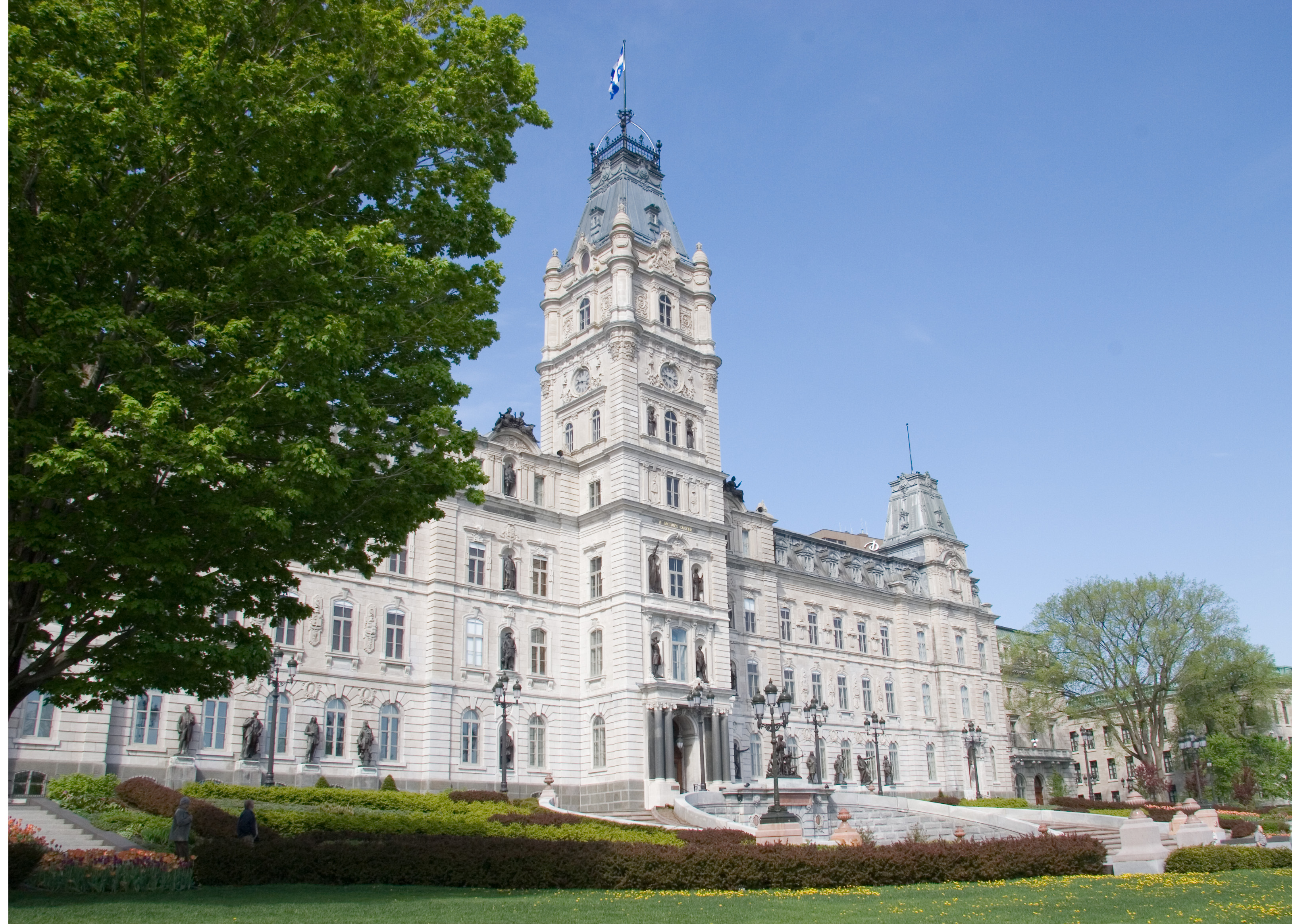
Le Parlement du Québec est le siège du pouvoir législatif au Québec.

#### Parlement provincial
Le Parlement du Québec est l'organe législatif du Québec. Il est composé du lieutenant-gouverneur (représentant de la Couronne) et d'une chambre élective portant le nom d'Assemblée nationale (représentante du peuple). Chaque législature est d'une durée maximale de cinq ans, cependant, à moins d'exception, le Québec procède maintenant à des élections à date fixe au mois d'octobre à tous les quatre ans.

#### Premier ministre et Conseil exécutif
Présidé par le premier ministre, le Conseil exécutif (ou Conseil des ministres) est l'organe directeur de gouvernement en tant que ses membres sont les principaux conseillers du lieutenant-gouverneur dans l'exercice du pouvoir exécutif. Il est généralement composé de députés élus à l'Assemblée nationale.

Le drapeau du lieutenant-gouverneur du Québec, un symbole du pouvoir exécutif dans la province.

#### Lieutenant-gouverneur
Le lieutenant-gouverneur du Québec est le représentant du roi au sein de l'État au Québec. Il détient des pouvoirs spécifiques et/ou symboliques.

#### Représentation fédérale
Le Québec compte pas moins de 78 députés au parlement fédéral (Parlement du Canada). Au niveau du Sénat du Canada, le Québec est représenté par 24 sénateurs. Les députés sont élus lors des élections fédérales. Les sénateurs sont nommés par le premier ministre du Canada.

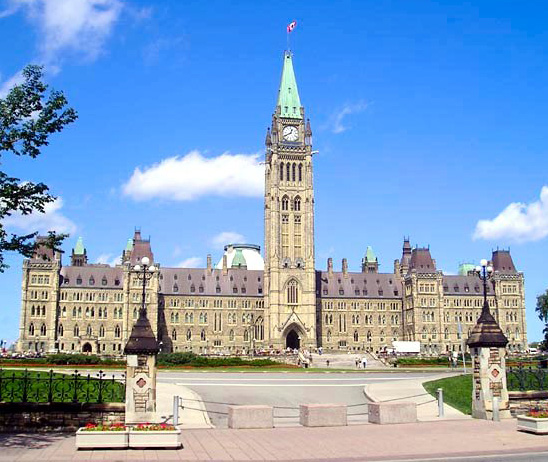
Le Québec est représenté au Canada par 78 députés et 24 Sénateurs.

#### Administration publique
L'État québécois est dépositaire de l'autorité administrative et de police dans les domaines de compétences exclusives dont il est titulaire dans le cadre des lois et des conventions de nature constitutionnelle.
Le Conseil du trésor soutient le ministère du Conseil exécutif dans sa fonction d'intendance de l'État.

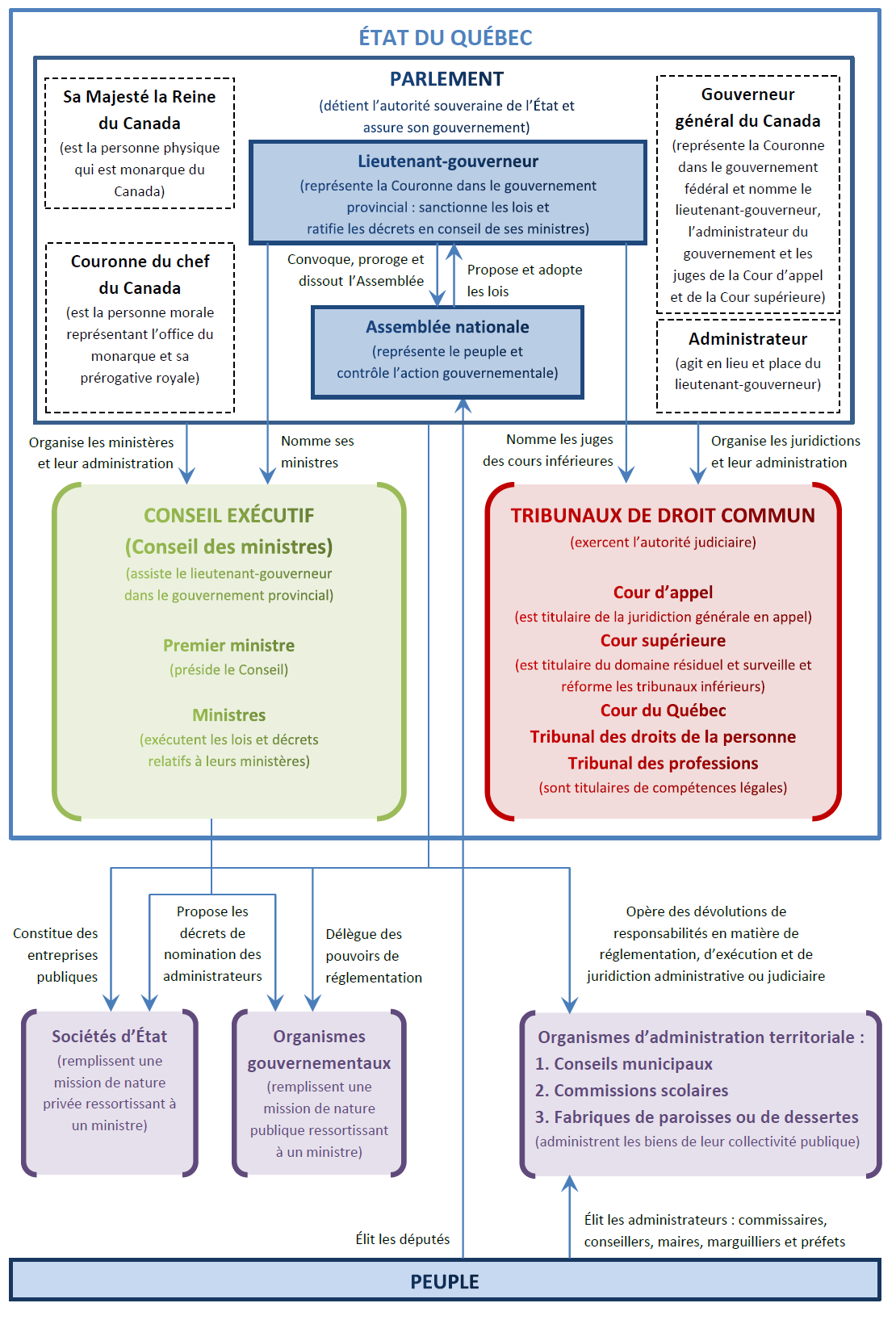
Appareil gouvernemental du Québec.

L'échiquier québécois comprend, entre autres dimensions, le thème du statut politique et constitutionnel du Québec,. Le Parlement de la 40e législature est composé des partis suivants : Parti libéral du Québec (PLQ), Parti québécois (PQ), Coalition avenir Québec (CAQ) et Québec solidaire (QS), ainsi que d'un député indépendant.

### Partis politiques
On compte 22 partis politiques officiels dans la province de Québec, :
1. Alliance Provinciale
2. Bloc Pot
3. Changement intégrité pour notre Québec
4. Citoyens au pouvoir du Québec
5. Coalition avenir Québec - L'équipe François Legault
6. Droit des sans droits
7. Équipe autonomiste
8. Nouveau Parti démocratique du Québec
9. Parti 51
10. Parti conservateur du Québec
11. Parti culinaire
12. Parti équitable
13. Parti libéral du Québec/Quebec Liberal Party[185]
14. Parti libre
15. Parti marxiste-léniniste du Québec
16. Parti nul
17. Parti québécois
18. Parti vert du Québec/Green Party of Québec
19. Québec cosmopolitain
20. Québec en marche
21. Québec solidaire
22. Voie du Peuple

Parmi ceux-ci, cinq sont représentés en 2021 par des députés à l'Assemblée nationale: la Coalition avenir Québec (CAQ), le Parti conservateur du Québec (PCQ), le Parti libéral du Québec (PLQ), le Parti québécois (PQ) et Québec solidaire (QS).

### Administration territoriale

#### Organisation municipale

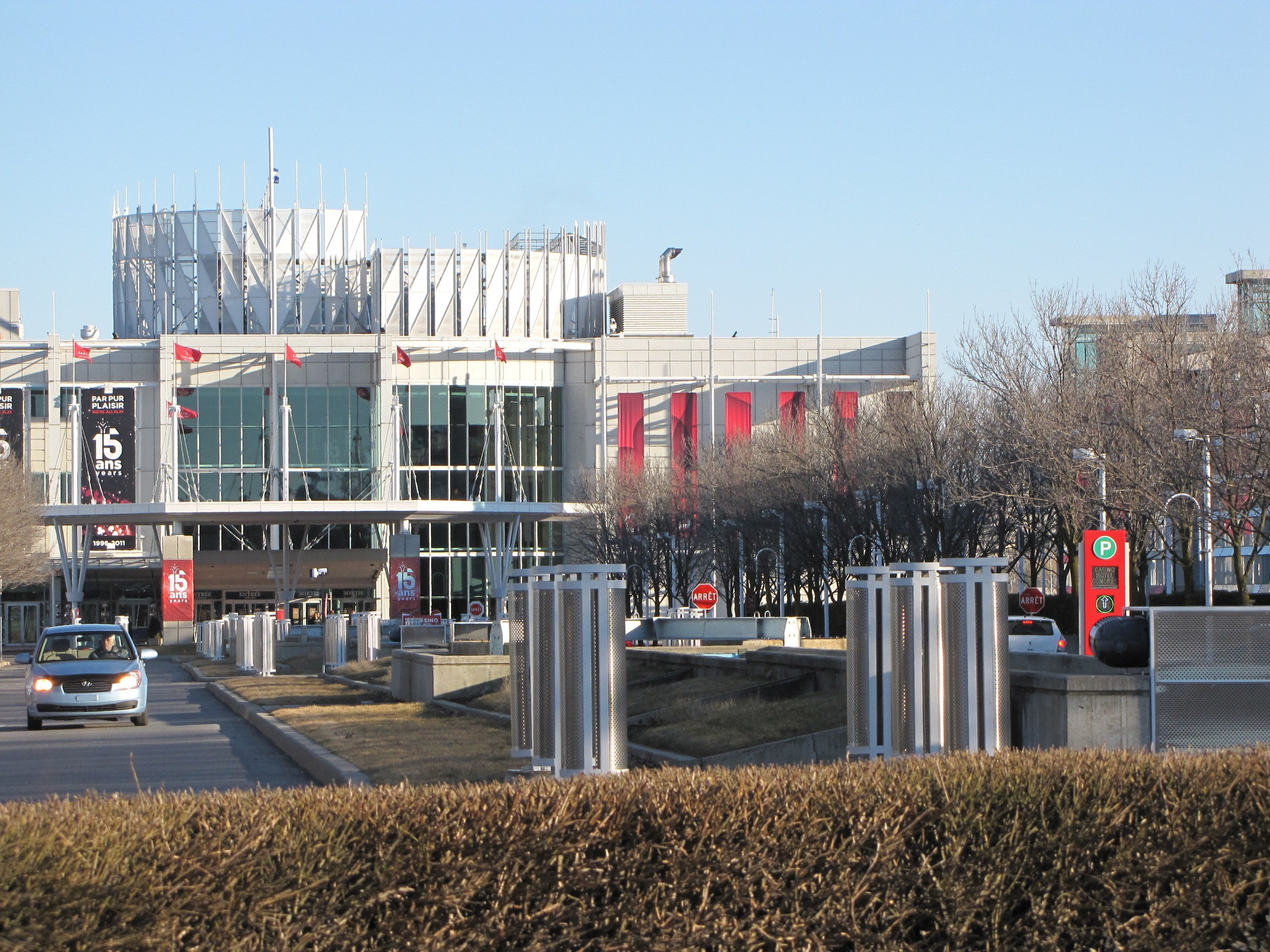
Le casino de Gatineau, dans la région administrative de l'Outaouais, en face d'Ottawa.

Aux fins municipales, le territoire du Québec comprend :
- 1 112 municipalités locales,
- 89 municipalités régionales de comté (MRC),
- 2 communautés métropolitaines (Montréal et Québec)
- l'administration régionale Kativik.
- les territoires non organisés[loi 30].

L'intermunicipalité au Québec est une forme de coopération relevant d'une entente d'association en vue d'un projet commun – soit par délégation de compétence ou par gestion commune via une régie intermunicipale – afin de répondre aux particularités locales et régionales des collectivités municipales qui sont parties prenantes à la convention. Le Québec compte au total quelque 2 292 municipalités.

#### Division territoriale
Pour certaines fins, le territoire du Québec est divisé en :
- 4 territoires (Abitibi, Ashuanipi, Mistassini et Nunavik) qui regroupent les terres de l'ancien district de l'Ungava;
- 17 régions administratives[loi 32] :
  - Bas-Saint-Laurent
  - Gaspésie–Les Îles-de-la-Madeleine
  - Saguenay–Lac-Saint-Jean
  - Côte-Nord
  - Nord-du-Québec
  - Capitale-Nationale
  - Chaudière-Appalaches
  - Mauricie
  - Lanaudière
  - Estrie
  - Centre-du-Québec
  - Montréal
  - Laval
  - Outaouais
  - Abitibi-Témiscamingue
  - Laurentides
  - Montérégie
- 36 districts judiciaires;
- 73 circonscriptions foncières;
- 125 districts électoraux[188].

#### Terres du domaine privé

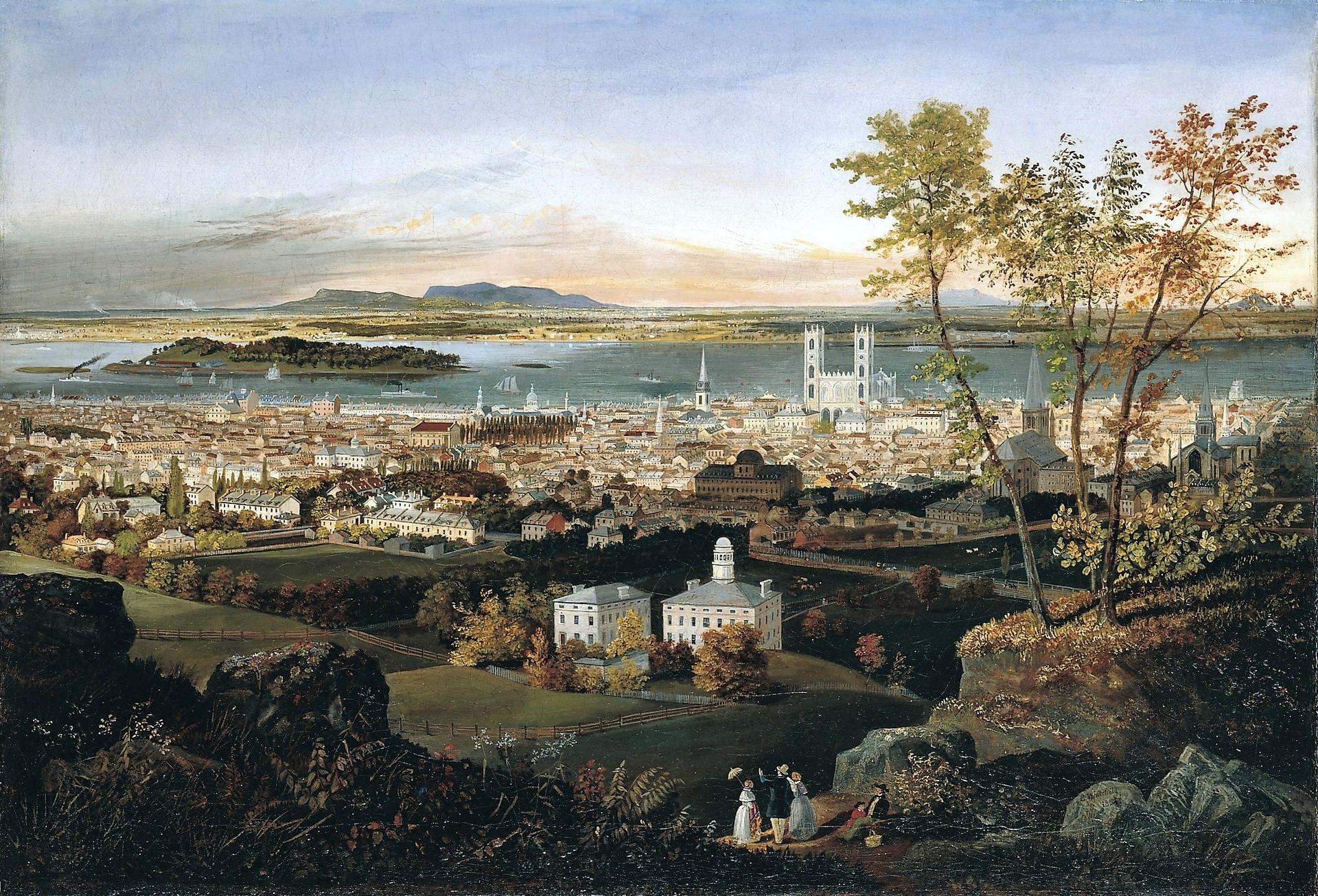
Edwin Whitefield, Montréal vu du mont Royal, vers 1853.

Les terres du domaine privé composent environ 8 % du territoire québécois. Elles sont publiées au registre foncier et divisées en 1 606 cadastres.
Depuis l'abolition du régime seigneurial de la Nouvelle-France en 1854, les domaines fonciers sont détenus selon un mode de tenure du franc-alleu roturier. La pleine propriété (en) n'est ainsi limitée que par les pouvoirs publics de déshérence, expropriation pour bien commun, police et taxation, ainsi que par les engagements du propriétaire.
« Depuis 1966, aucune proclamation n'a été émise à l'effet d'ériger de nouveaux cantons même s'il existe toujours de vastes étendues du Québec qui n'ont été partagées ni en seigneuries ni en cantons. Aujourd'hui, il ne s'agit plus tellement d'ouvrir de nouvelles régions à la colonisation que de répondre à des besoins très spécifiques de gestionnaires de l'État ».

#### Terres du domaine de l'État
Les terres du domaine de l'État constituent une vaste étendue de terres publiques couvrant environ 92 % du territoire québécois, y compris la quasi-totalité des plans d'eau, lesquels forment 21 % de la superficie totale. Elles sont publiées au Registre du domaine de l'État (jusqu'en 2005, le Terrier du Québec).
Elles comprennent des aires protégées divisées en une vingtaine de désignations : écosystème forestier exceptionnel, milieu marin protégé, parc national, refuge faunique, réserve de biodiversité, réserve faunique, pourvoirie, zone d'exploitation contrôlée (ZEC), etc.

#### Terres des peuples autochtones
Le tableau suivant mentionne les territoires traditionnels des peuples autochtones et inuits qui vivent sur le territoire québécois dans le bassin de la vallée du Saint-Laurent et baie James, ainsi que sur la péninsule du Labrador.

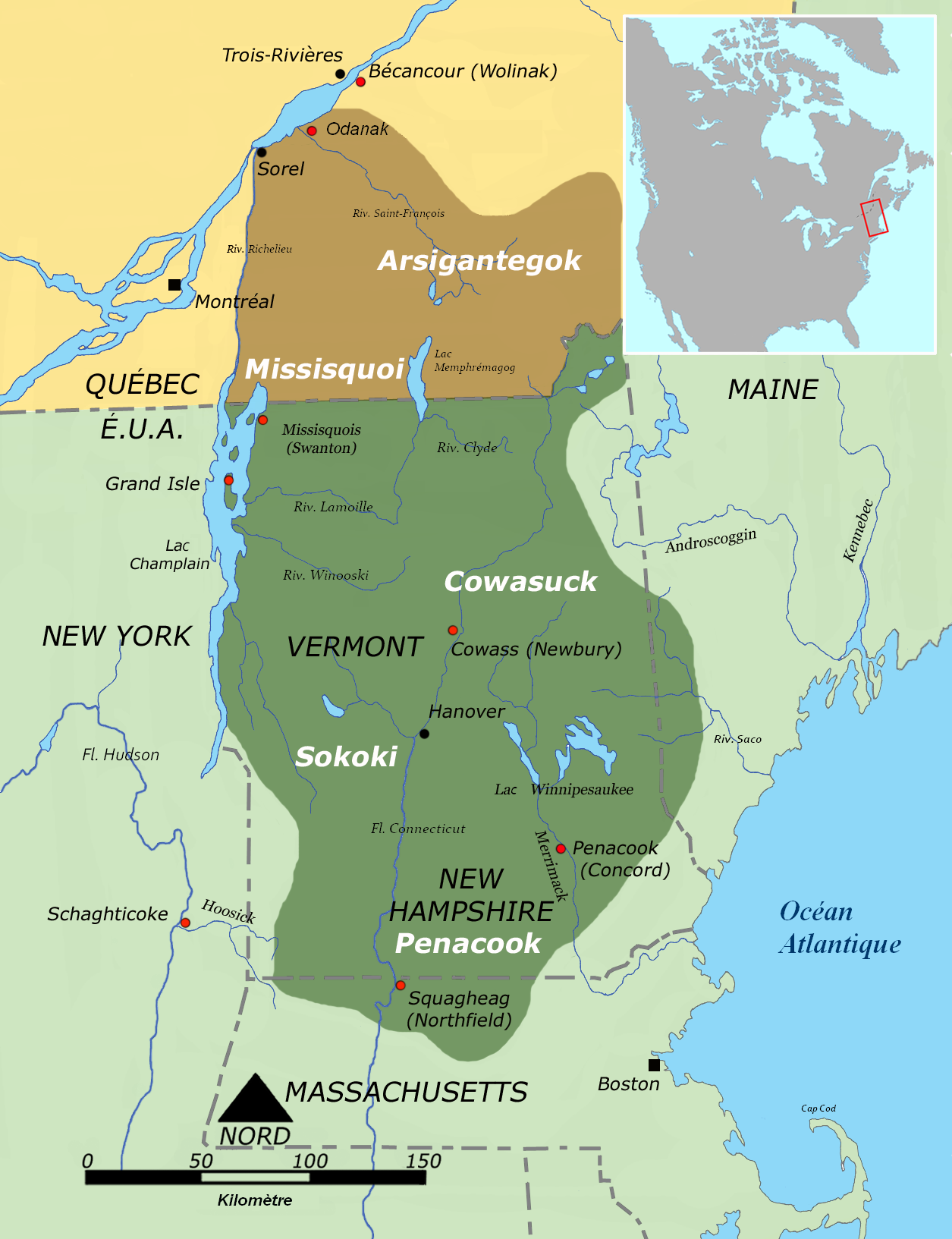
Aire co-territoriale des Abénaquis.

| Groupes                 | Sous-groupes    | Noms de territoire | Divisions territoriales | Autres noms de territoire    |
| ----------------------- | --------------- | ------------------ | ----------------------- | ---------------------------- |
| Ojibwés                 |                 | Anishinaabewaki    | Osogonek                | Anishinaabe Ahiki            |
|                         | Algonquins      | Osogonek           |                         |                              |
| Attikameks              |                 | Kitaskino          |                         | Nehirowisi Aski / Nitaskinan |
| Confédération iroquoise |                 | Haudenosauneega    | Kanienkeh               | Aquanishuonigy               |
|                         | Mohawks         | Kanienkeh          |                         |                              |
| Confédération Wabanaki  |                 | Wabanaki           | ***                     |                              |
|                         | Abénaquis       | Ndakinna           |                         | N'dakina                     |
|                         | Wolastoqiyik    | Wolastokuk         |                         |                              |
|                         | Micmacs         | Mi'kma'ki          |                         | Migmagi                      |
| Cris                    |                 | Eeyou Istchee      |                         |                              |
| Hurons-Wendats          |                 | Wendake            |                         |                              |
| Innus-Montagnais        |                 | Nitassinan         | Innu Assi               |                              |
| Inuits                  |                 | Inuit Nunangat     | Nunavik                 |                              |
|                         | Nunavimmiutitut | Nunavik            |                         |                              |
| Naskapis                |                 | Nutshimiu-Aschiiy  |                         | Nuchimiiyu - chhiiy          |

### Politiques publiques

#### Politique nationale
La politique nationale du Québec recouvre l'intégralité des domaines relatifs à la nation québécoise. Plus particulièrement, elle établit les valeurs et fondements sur lesquels la société québécoise fonde sa cohésion et sa spécificité. La constitution québécoise est ainsi enchâssée dans une série de traditions sociales et culturelles, définies par un ensemble de jugements judiciaires et documents législatifs, dont la Loi sur l'Assemblée nationale, la Loi sur l'exécutif et la Loi électorale du Québec. D'autres exemples notables comprennent :
- la Charte des droits et libertés de la personne[loi 34] ;
- la Charte de la langue française[loi 35] ;
- le Code civil du Québec[loi 36].

De plus, elle s'appuie sur un ensemble d'énoncés clarifiant et renforçant les pratiques sociales déjà établies. Par exemple, dans son communiqué du 8 février 2007 créant la Commission de consultation sur les pratiques d'accommodement reliées aux différences culturelles (Commission Bouchard-Taylor), le premier ministre du Québec Jean Charest réaffirme les trois valeurs fondamentales de la société québécoise, qui « ne peuvent faire l’objet d’aucun accommodement (…) [ni] être subordonnées à aucun autre principe »,[réf. incomplète] :
- l’égalité entre les hommes et les femmes ;
- la primauté du français ;
- la séparation entre l’État et la religion.

En outre, le Québec se définit comme un État de droit, libre et démocratique.

L'Assemblée nationale du Québec a d'ailleurs adopté, le 30 octobre 2003, une résolution réaffirmant que le peuple québécois forme une nation, ainsi qu'une motion, le 22 mai 2008, citant : 

« Que l'Assemblée nationale réitère sa volonté de promouvoir la langue, l'histoire, la culture et les valeurs de la nation québécoise, favorise l'intégration de chacun à notre nation dans un esprit d'ouverture et de réciprocité et témoigne de son attachement à notre patrimoine religieux et historique représenté par le crucifix de notre Salon bleu et nos armoiries ornant nos institutions. »

 En 2006, la Chambre des communes du Canada a voté une motion symbolique reconnaissant, à une quasi-unanimité, que « les Québécois forment une nation au sein d'un Canada uni »,.

#### Politique fédérale
Le Québec participe de différentes façons à la vie politique fédérale.
Depuis 1969, la Loi canadienne sur les langues officielles permet au Québec une meilleure intégration à la communauté canadienne en plus de garantir un contexte légal et linguistique fédéral propice au développement de la province,.
De plus, le Québec fait partie du Conseil de la fédération, ce qui lui permet une participation pro-active à la vie quotidienne de la fédération.
Enfin, les deux bureaux représentant le Québec au Canada qui ont pour mandat d'assurer une présence institutionnelle du gouvernement du Québec auprès des autres gouvernements au Canada permettent au Québec d'interagir efficacement avec les autres provinces du pays,.

#### Politique internationale
La politique internationale du Québec fonde sa cohérence sur la doctrine Gérin-Lajoie, formulée en 1965. Alors que le ministère des Relations internationales du Québec en coordonne les principes directeurs, les délégations générales du Québec en sont les principaux interlocuteurs dans les pays étrangers. Dans les dossiers relevant du droit québécois, le fondement de la diplomatie québécoise affirme ainsi que seuls les corps politiques du Québec possèdent le pouvoir d'y négocier entièrement, avec les chefs d'État, gouvernements, ambassades et consulats étrangers, et d'y conclure, indépendamment de toute influence externe, des accords, ententes, programmes et traités. Dans l'état de droit, toute entente convenue à l'étranger, par le gouvernement fédéral ou québécois, n'est applicable en politique intérieure que du consentement de l'autorité populaire dont relève la compétence.
Le Québec est d'ailleurs la seule province canadienne qui a mis sur pied un ministère qui assume exclusivement les compétences de l'État en matière de relations internationales. La tendance générale au sein des autres provinces consiste plutôt à confier ce type de mandat à un ministère qui assume déjà d'autres responsabilités, notamment les relations intergouvernementales, c'est-à-dire les relations avec le gouvernement fédéral et les gouvernements provinciaux et territoriaux.
Le Québec est membre de l'Assemblée parlementaire de la francophonie et de l'Organisation internationale de la francophonie.

#### Politique environnementale et énergétique
Depuis 2006, le Québec s’est doté d’un plan vert dans le but d’atteindre les objectifs du protocole de Kyoto relativement aux changements climatiques. Le ministère de l'Environnement et de la Lutte contre les changements climatiques est le principal responsable de l'application de la politique environnementale. Pour sa part, la Société des établissements de plein air du Québec (SEPAQ) est le principal organisme responsable de la gestion des parcs nationaux, réserves fauniques, etc.
Le 23 novembre 2009, le premier ministre Jean Charest annonçait les cibles de réduction de gaz à effet de serre en vue de la conférence de Copenhague. En effet, le Québec compte réduire ses émissions de 20 % d'ici 2020 et ce par rapport à l'année internationale de référence, soit 1990. Le gouvernement compte ainsi agir dans le secteur transport qui représente 40 % des émissions de GES au Québec. À la suite de cette cible, le gouvernement a pris rapidement les moyens pour pouvoir tenir ses promesses. Ainsi, le 14 janvier 2010, une nouvelle loi entre en vigueur visant à réduire les GES au niveau du parc automobile. Cette loi prévoit que les constructeurs automobiles desservant le territoire du Québec devront respecter un plafond d'émission de 187 g de GES/km. Ce niveau doit être abaissé annuellement jusqu'à 127 g de GES/km en 2016. Les constructeurs devront obtenir une moyenne équivalente au niveau en vigueur, donc ils pourront toujours vendre des véhicules dépassant ce seuil. Ces normes sont aussi sévères que celles de la Californie (États-Unis), selon le gouvernement du Québec.
L’hydroélectricité constitue la principale source d'énergie au Québec. La société d'État Hydro-Québec est la principale garante de cette énergie renouvelable et peu polluante. De son fait, elle a donc participé aux projet Manic-Outardes et projet de la Baie-James, et, depuis le 13 mai 2009, au projet de la Romaine sur la Côte-Nord. En parallèle, l'Agence de l'efficacité énergétique du Québec et l'énergie éolienne au Québec font partie d'une approche du développement durable qui tend vers l'optimisation des dépenses ainsi que l'indépendance énergétique du Québec.
La population du Québec semble plus sensible aux questions environnementales que celle des autres provinces. Selon une étude universitaire, 67 % des habitants sont conscients de l'impact humain sur le réchauffement climatique, alors que le chiffre s’abaisse à 47 % en Saskatchewan et à 42 % en Alberta. La structure de l'économie pourrait en être une explication : « Le Québec ne produit pas de pétrole, produit majoritairement de l’hydroélectricité. Comparé à l’Alberta… Il y a toute la structure de l’économie qui pourrait venir expliquer ce phénomène », analyse l'universitaire Erick Lachapelle. Près de 500 000 personnes ont pris part à la manifestation pour le climat dans les rues de la ville de Montréal, en septembre 2019.
La conciliation entre les préoccupations environnementales et économiques polarise les Québécois, principalement entre villes et régions. Selon un sondage Ipsos, 58 % des habitants du Saguenay considèrent que « les actions de certaines organisations environnementales empêchent un trop grand nombre de projets créateurs d’emplois au Québec d’aller de l’avant », contre 45 % dans les régions de Montréal. Dans le même sondage, 62 % des Saguenéens et 57 % des résidents de Chaudière-Appalaches prioriseraient la création d’emplois plutôt que la diminution des émissions de GES, alors que 57 % des habitants de Montréal et 58 % des habitants de la ville de Québec prioriseraient plutôt la diminution des GES. De plus, la moitié des Québécois croient que la province devrait exploiter ses propres ressources pétrolières, alors que 34 % de la population préfère continuer à importer tout le pétrole consommé au Québec.

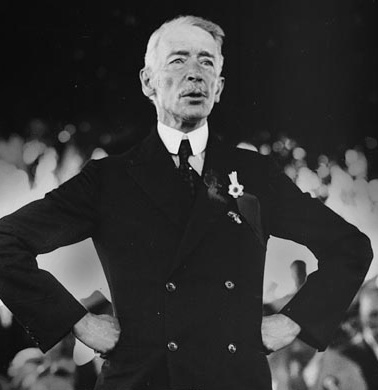
Louis-Alexandre Taschereau (PLQ), premier ministre libéral du Québec de 1920 à 1936, réussit à ralentir l'émigration massive vers les États-Unis, appelée la Grande Hémorragie, et fut le premier à voir le potentiel hydroélectrique du Nunavik.

#### Politique agro-alimentaire et forestière
L'agriculture au Québec fait l'objet d'une réglementation sur le zonage agricole, depuis 1978. Devant l'expansion de l'urbanisation, des zones furent alors créées afin d'assurer la protection des terres fertiles qui composent environ 2 % de la superficie totale du territoire québécois. La Commission de protection du territoire agricole du Québec (CPTAQ) en est la principale garante. Avec ses nombreuses institutions, la ville de Saint-Hyacinthe est la technopole agricole du Québec et Cité de la biotechnologie agroalimentaire, vétérinaire et agro-environnementale.
Les forêts du Québec sont, quant à elles, essentiellement de propriété publique. Alors que le calcul des possibilités annuelles de coupe relève de la compétence du Bureau du forestier en chef, la Société de protection des forêts contre le feu (SOPFEU) travaille en partenariat public-privé (PPP) avec le gouvernement québécois. L'Union des producteurs agricoles (UPA) assure, pour sa part, les intérêts de ses membres, y compris les travailleurs de la foresterie, et travaille conjointement avec le ministère de l'Agriculture, des Pêcheries et de l'Alimentation (MAPAQ) et le ministère de l'Énergie et des Ressources naturelles.

#### Politique de l'emploi et de l'immigration
Le ministère de l'Emploi et de la Solidarité sociale du Québec veille au développement social et de la main-d'œuvre, par les organismes d'Emploi-Québec et ses centres locaux d'emploi (CLE). De plus, il est responsable de la gestion du Régime québécois d'assurance parentale (RQAP) ainsi que du soutien financier de dernier recours aux familles et personnes démunies.

Chapeautées par le ministère du Travail du Québec, la Commission des normes du travail du Québec et la Commission des relations du travail du Québec voient au respect des conditions minimales pour tous les travailleurs ainsi que des conventions collectives conclues entre syndicats d'employés et patronaux. 

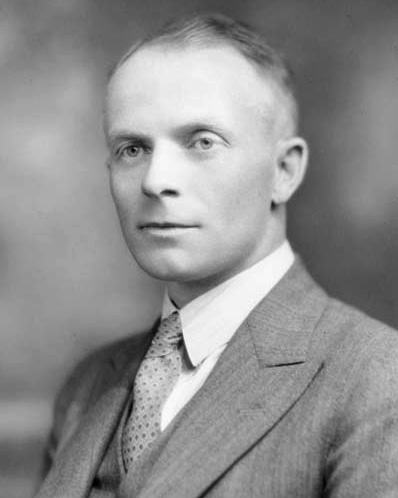
Adélard Godbout (PLQ), premier ministre libéral de 1939 à 1944, accorda le droit de votes aux femmes en 1940, rendit obligatoire les études jusqu'à l'âge de 14 ans, instaura la gratuité scolaire au primaire et affirma le droit à la syndicalisation des travailleurs.

L'immigration au Québec est soutenue par des programmes d'intégration favorisant le français, comme langue commune de tous les Québécois, ainsi que les principes de pluralisme et d'interculturalisme. Alors que le ministère de l'Immigration et des Communautés culturelles du Québec est responsable de la sélection et intégration des nouveaux arrivants au Québec, la politique d'immigration privilégie le respect des valeurs québécoises et caractéristiques d'ordre culturelles, historiques et sociales,.

#### Politique des affaires sociales et de l'éducation
Le réseau québécois de la santé et des services sociaux est administré par le ministère de la Santé et des Services sociaux. Composé de 95 réseaux locaux de services (RLS) et 18 agences de la santé et des services sociaux (ASSS ou communément, régie régionale), il est supporté par la Régie de l'assurance maladie du Québec (RAMQ) qui travaille à maintenir l'accessibilité des services pour tous les citoyens du Québec. Les soins pré hospitaliers et missions de sauvetage sont assurés par des fondations et organisations à but non lucratif.
Le système de santé du Québec est souvent cité en exemple en Amérique du Nord. Il présente néanmoins des faiblesses, notamment le manque de lits d’hôpitaux et de médecins généralistes. En 2022, environ 10 % de la population québécoise est dans l'attente d’un médecin de famille. L'entretien de ce système de santé est en outre onéreux en raison du poids de la rémunération des médecins, pouvant aller jusqu’à 300 000 dollars par an. « Ils constituent un groupe d’intérêt très puissant qui absorbe l’essentiel des dépenses de santé, et toute tentative des pouvoirs publics de baisser leur rémunération se heurte à un front du refus », relève ainsi Olivier Jacques, professeur au département de politique de santé de l’université de Montréal. Au début de l’année 2022, à la suite des difficultés encourues par le système de santé pendant la pandémie de la Covid-19, plusieurs voix se sont fait entendre, réclamant des réformes du système de santé au Québec.
Les centres de la petite enfance (CPE) sont des institutions alliant la politique familiale à l'éducation. Ils sont administrés par le ministère de la Famille et des Aînés du Québec.
Le système éducatif au Québec est administré par le ministère de l'Éducation et le ministère de l'Enseignement supérieur, conjointement avec le Conseil supérieur de l'éducation. Il est composé d'un réseau de 61 centres de services scolaires et 11 commissions scolaires, qui regroupent des écoles publiques financées par l'État et des écoles privées,. Les études postsecondaires comprennent, outre l'Université du Québec, des établissements du niveau collégial, soit des centres de formation professionnelle et des cégeps, ainsi que des universités.
En 2012, avec un coût annuel pour les étudiants de 2 168 dollars canadiens – soit moins de la moitié de la moyenne nationale –, les universités du Québec figurent, en 2012 parmi les moins onéreuses du pays. La relative démocratisation des études supérieures a été mise en œuvre durant la Révolution tranquille dans les années 1960, quand le gouvernement provincial avait gelé les frais de scolarité à un niveau relativement bas, et créé les collèges d’enseignement général et professionnel (cégeps). Le gouvernement de Jean Charest décide en 2012 de fortement augmenter les frais universitaires, provoquant des manifestations massives d'étudiants.
Les étudiants étrangers représentent une manne financière non négligeable pour le Québec (hormis les Français et les Belges, les étudiants paient jusqu’à cinq fois plus cher leurs frais de scolarité que les étudiants canadiens). Les étudiants sont cependant confrontés, comme l'ensemble des Canadiens, au problème de la pénurie de logements et de la hausse des prix, ce qui conduit le gouvernement à envisager de réduire leur nombre.

## Armée
Les Forces armées canadiennes s'assurent de la défense du territoire québécois.

### Bases militaires
Le Québec possède deux bases des Forces armées canadiennes. La première est la base Valcartier, qui fait partie de l'armée terrestre. Cette base a aussi une garnison à Montréal, officiellement nommée « Base de soutien de la 2e Division du Canada Valcartier, détachement Montréal ». La deuxième est la base Bagotville, qui fait partie de l'Aviation royale canadienne.

### Héros de guerre
Plusieurs héros de guerre ont émergé du Québec au fil de son histoire, incluant :
- Pierre Le Moyne d'Iberville, qui est considéré comme le plus grand héros de la Nouvelle-France, car il a lutté efficacement contre l'armée anglaise durant une grande partie de sa vie, fondé des forts et villes, exploré l'Amérique et fondé la Louisiane.
- Charles-Michel d'Irumberry de Salaberry, qui est responsable pour des batailles décisives remportées lors de la guerre britanno-américaine de 1812 et était le militaire canadien-français le plus respecté de son temps.
- Léo Major, qui a libéré à lui seul la ville néerlandaise de Zwolle (alors occupée par les troupes allemandes) en 1945.

### Histoire militaire
Le Québec a été impliqué dans plusieurs guerres et campagnes militaires depuis la fondation de Québec en 1608 :
| Canada de la Nouvelle-France (1608-1763) - Guerres franco-iroquoises - Guerre franco-anglaise (1627-1629) - Première guerre intercoloniale - Deuxième guerre intercoloniale - Troisième guerre intercoloniale - Guerre de la Conquête | Amérique du Nord Britannique (1763-1867) - Invasion du Canada - Guerre britanno-américaine de 1812 - Rébellion des Patriotes - Raids féniens | Dominion du Canada (1867-aujourd'hui) - Première Guerre Mondiale - Deuxième Guerre Mondiale - Guerre froide |

## Économie

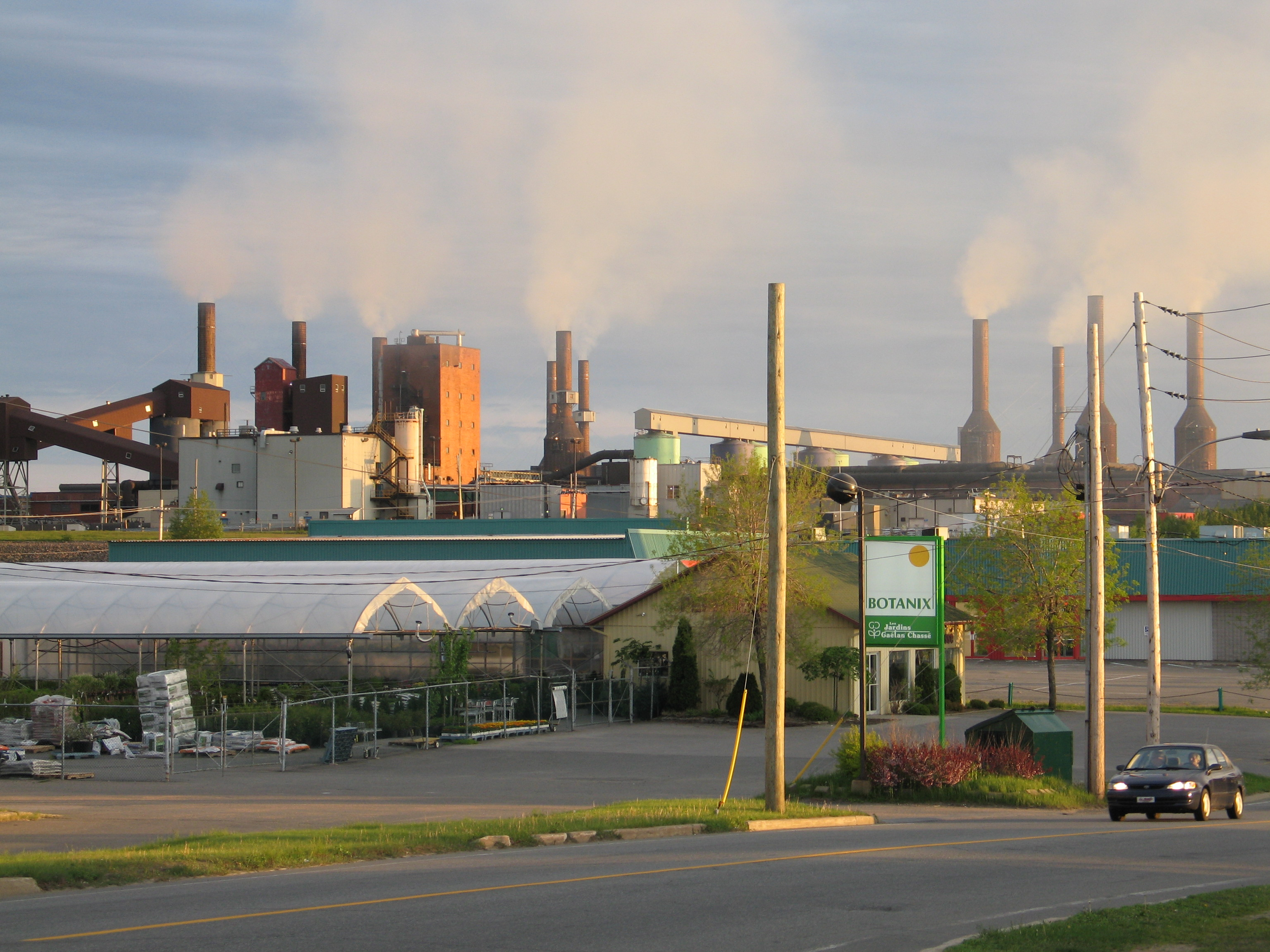
Fonderie d'aluminium de Rio Tinto Alcan à Shawinigan.

Autrefois concentrée dans les mains du syndicat financier de la rue Saint-Jacques de Montréal, l’économie québécoise est, aujourd'hui, qualifiée de postindustrielle diversifiée. Elle repose sur un système d'économie mixte, joignant des monopoles publics, comme Hydro-Québec et la Société des alcools du Québec à une économie de marché. Au capitalisme sont combinés divers leviers d'intervention économique, soucieux des pratiques sociales et libertés de choix individuelles. La prospérité économique du Québec est assurée par la coordination de tous les ministères du gouvernement québécois, dans leurs compétences respectives, dont les principaux en la matière sont le ministère de l’Économie, de l’Innovation et des Exportations, le ministère des Finances du Québec ainsi que le ministère du Revenu du Québec.
Bien que le Québec possède une quantité substantielle de ressources naturelles, le secteur tertiaire génère 70 % de son produit intérieur brut (PIB). Le taux de chômage se situe aux alentours de 7 % (juillet 2011), sensiblement égal à la moyenne canadienne.
Le Québec est doté de plusieurs institutions financières, dont le mouvement coopératif des caisses Desjardins, la Banque Laurentienne, la Banque nationale du Canada, la société de capital de risque du Fonds de solidarité FTQ, le cabinet de services financiers de l'Industrielle Alliance, etc. À celles-ci s'ajoutent en outre des institutions gouvernementales, telles l'Autorité des marchés financiers (AMF), la Caisse de dépôt et placement du Québec, Investissement Québec et la Société générale de financement (SGF).

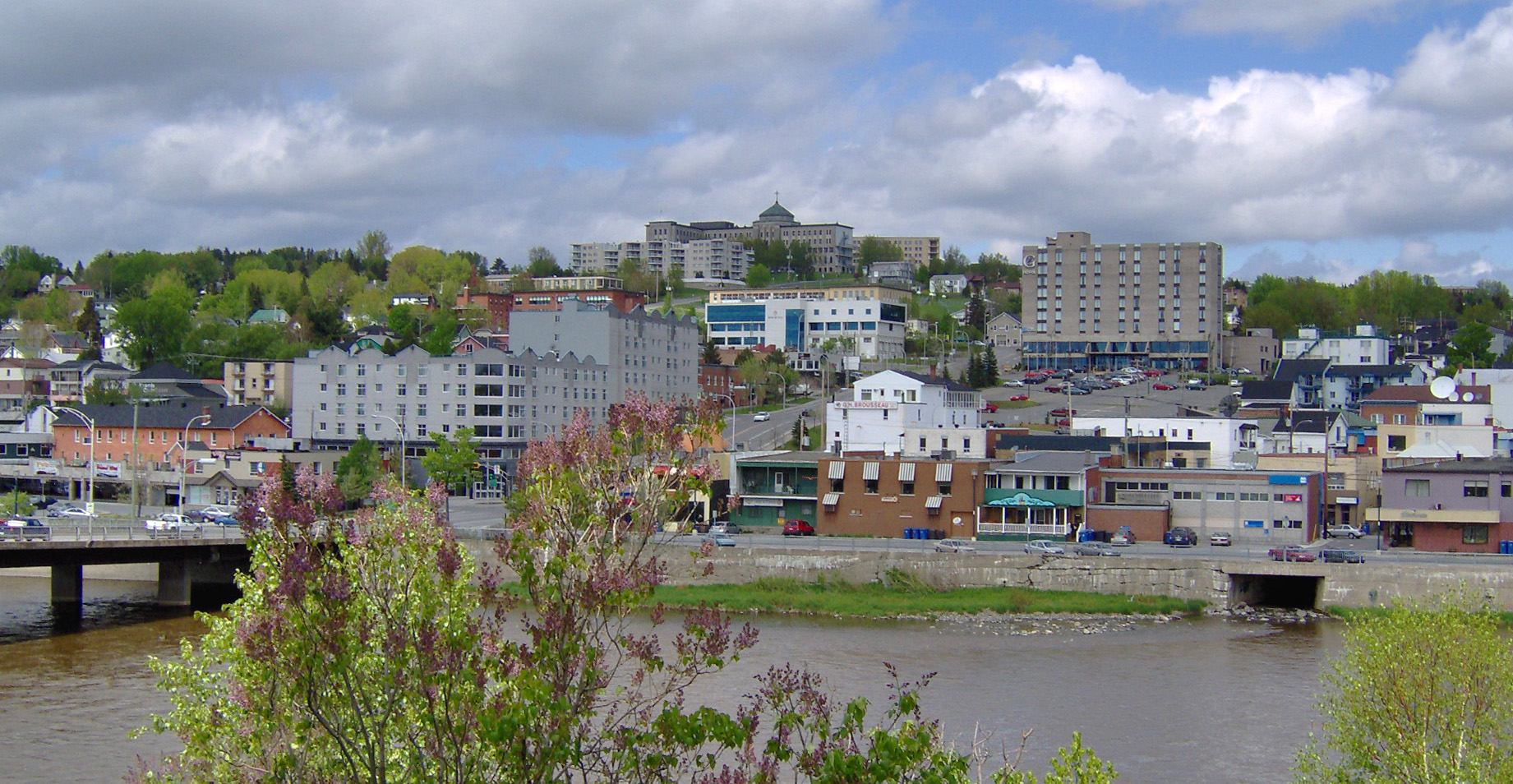
Saint-Georges, au cœur de la Beauce, reconnue pour sa multitude de petites et moyennes entreprises (PME).

Parmi les entreprises québécoises possédant un marché considérable à la grandeur du Québec, le dénombrement inclut le réseau des pharmacies Jean Coutu, les dépanneurs Couche-Tard, les distributeurs en alimentation du groupe Metro Inc., le distributeur en produits de rénovations et de quincaillerie RONA, les rôtisseries St-Hubert, etc. D'autres entreprises ont, par ailleurs, développé une présence marquée au niveau de certaines économies locales et régionales.
De plus, étant donné qu'il produit de l’énergie en grande quantité et à un bas coût, le Québec produit près de 10 % de l’aluminium sur la planète et se classe au quatrième rang en rapport à la production mondiale d'aluminium, grâce à l'aluminerie Alcan (rachetée par le groupe britanno-australien Rio Tinto en 2007) et à son concurrent américain, Alcoa.
En 2007, l’économie québécoise doit faire face à plusieurs embûches : hausse fulgurante du dollar canadien, féroce concurrence étrangère (Asie), hausse du prix de l'énergie, crise dans le secteur forestier et ralentissement de l'économie américaine. La croissance a été de 2,2 % en 2006, inférieure à la moyenne canadienne de 3 %. Le PIB québécois est de 230,6 milliards $US en parité de pouvoir d’achat (PPA), et celui par habitant est de 30 143 dollars américains (en PPA), un montant qui se compare à celui de la France ou de l’Italie. Cependant, l’écart entre le PIB/Habitant avec l'Ontario et la moyenne canadienne est d’environ 15-20 %, la moyenne canadienne se situant à 35 875 $US (en PPA). De par sa taille, l’économie du Québec se compare à celle de la Norvège. L'économie du Québec se classe parmi les cinquante plus importantes dans le monde et au 21e rang dans l'Organisation de coopération et de développement économiques.

### Exportations et importations

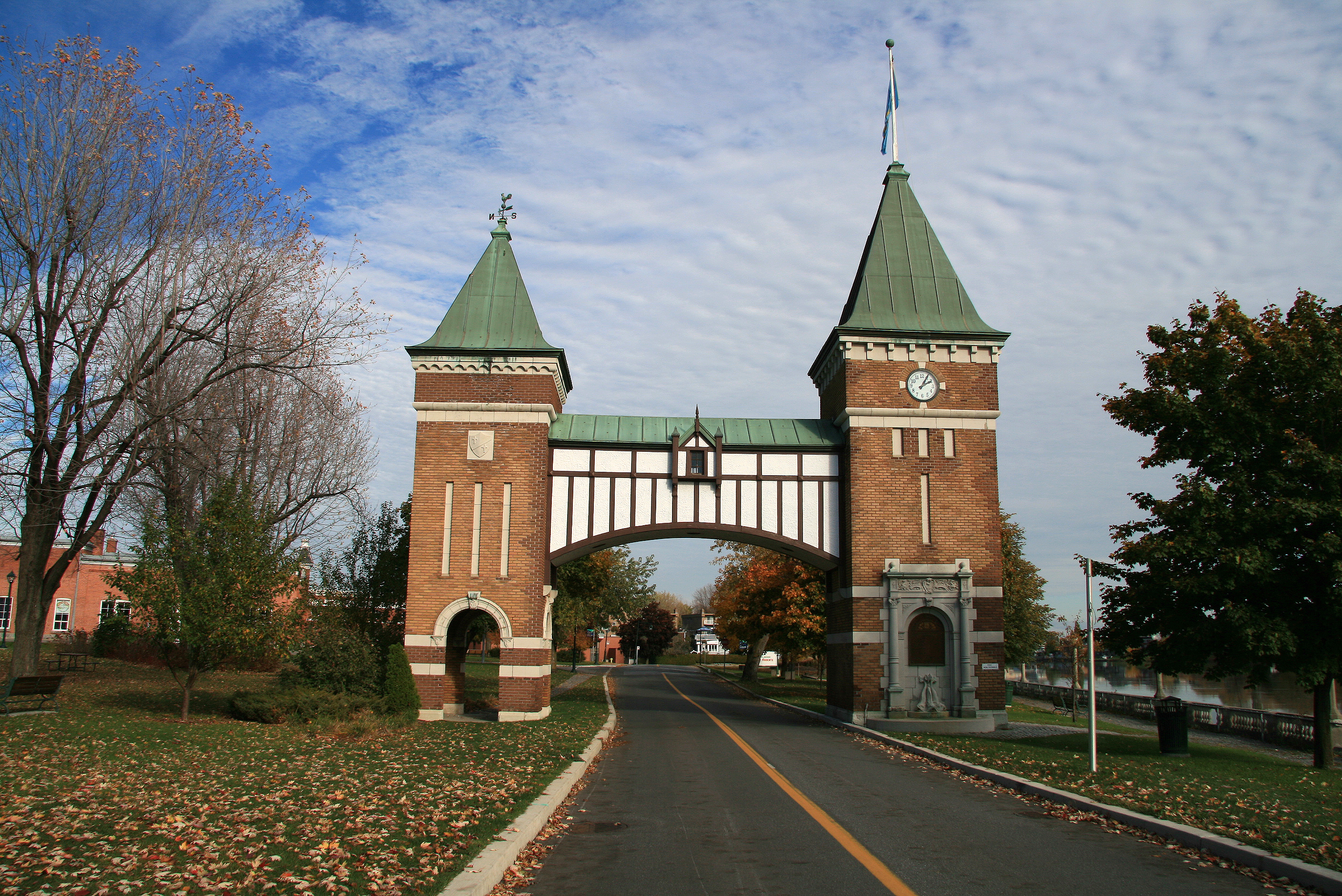
Saint-Hyacinthe, en Montérégie, est la plaque tournante des marchés nord-américains dans le secteur des biotechnologies agroalimentaires, vétérinaires et agroenvironnementales.

Grâce à l'Organisation mondiale du commerce (OMC) et à l'Accord de libre-échange nord-américain (ALÉNA), le Québec connaît une augmentation de sa capacité à concurrencer le marché international. À la suite de ces accords, ses relations commerciales avec les autres pays se sont dynamisées. Par conséquent, le Québec a vu ses exportations s’accroître de manière importante. Ces échanges internationaux contribuent à la vigueur de l’économie québécoise, notamment en matière d’emploi. Environ 60 % de ses exportations sont réalisées ailleurs qu’au Canada.

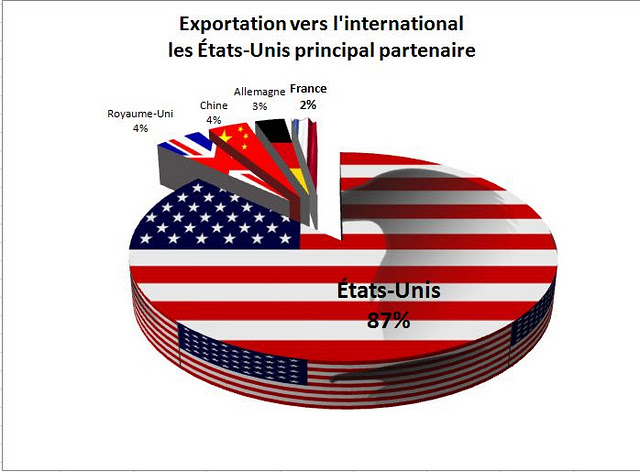
Exportations du Québec à l'international en fonction des pays.

En 2008, les exportations québécoises ailleurs au Canada et à l'étranger totalisent 157,3 milliards de dollars canadiens, soit 51,8 % de son produit intérieur brut (PIB). De ce total, la part des exportations internationales est de 60,4 % par rapport à 39,6 % pour les exportations interprovinciales. La répartition par destination des exportations internationales de marchandises est la suivante : États-Unis (72,2 %), Europe (14,4 %), Asie (5,1 %), Moyen-Orient (2,7 %), Amérique centrale (2,3 %), Amérique du Sud (1,9 %), Afrique (0,8 %) et Océanie (0,7 %). En 2008, le Québec importe 178 milliards de dollars canadiens de biens et de services, soit 58,6 % de son PIB. Les importations internationales constituent 62,9 % du total par rapport à 37,1 % pour les importations interprovinciales. La répartition par provenance des importations internationales de marchandises est la suivante : États-Unis (31,1 %), Europe (28,7 %), Asie (17,1 %), Afrique (11,7 %), Amérique du Sud (4,5 %), Amérique centrale (3,7 %), Moyen-Orient (1,3 %) et Océanie (0,7 %). L'Accord de libre-échange nord-américain (ALENA) donne au Québec, entre autres, l'accès à un marché de 130 millions de consommateurs dans un rayon de 1 000 kilomètres.
| Rang | Pays        | Dollars (2011) |
| ---- | ----------- | -------------- |
| 1    | États-Unis  | 40 127 700 000 |
| 2    | Royaume-Uni | 2 036 600 000  |
| 3    | Chine       | 1 687 800 000  |
| 4    | Allemagne   | 1 256 600 000  |
| 5    | France      | 1 133 300 000  |

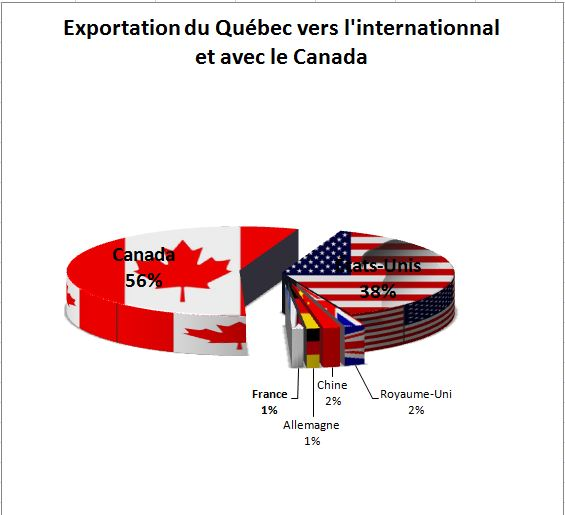
Exportations du Québec au Canada et à l'international.

Cependant le principal partenaire économique du Québec est le Canada avec plus de 59 milliards de dollars d'exportation en 2009. Ce qui représente plus de la moitié des exportations du Québec.
Plusieurs entreprises québécoises de renom œuvrent sur le marché international : les producteurs de pâte et papiers Cascades et AbitibiBowater, le producteur de lait Agropur, le constructeur des transports Bombardier, la compagnie des technologies de l'information CGI, le Cirque du Soleil, les dépanneurs Couche-Tard, la Corporation de Sécurité GardaWorld, le distributeur énergétique Gaz Métro, la firme mercatique Groupe Cossette Communication, la compagnie de médias et télécommunications Québecor, la firme comptable Raymond Chabot Grant Thornton, la fromagerie Saputo et la boulangerie Vachon, le groupe d'ingénierie et de construction SNC-Lavalin, etc.

### Entreprises nationales
Bombardier, Desjardins, La Banque nationale du Canada, Le groupe Jean Coutu, Transcontinental média, Québecor, les épiceries Métro, Hydro-Québec, la Société des alcools du Québec, la Banque de Montréal, Saputo, le Cirque du Soleil, la Caisse de dépôt et placement du Québec, les restaurants Normandin et le groupe Vidéotron représentent brièvement quelques entreprises nationales québécoises parmi les plus importantes.
Le gouvernement du Québec se déclare en faveur du nationalisme économique. Cette position a été critiquée par certaines personnes comme étant néfaste pour l’économie québécoise, et poussant d’autres entreprises à la faillite.

### Ressources naturelles

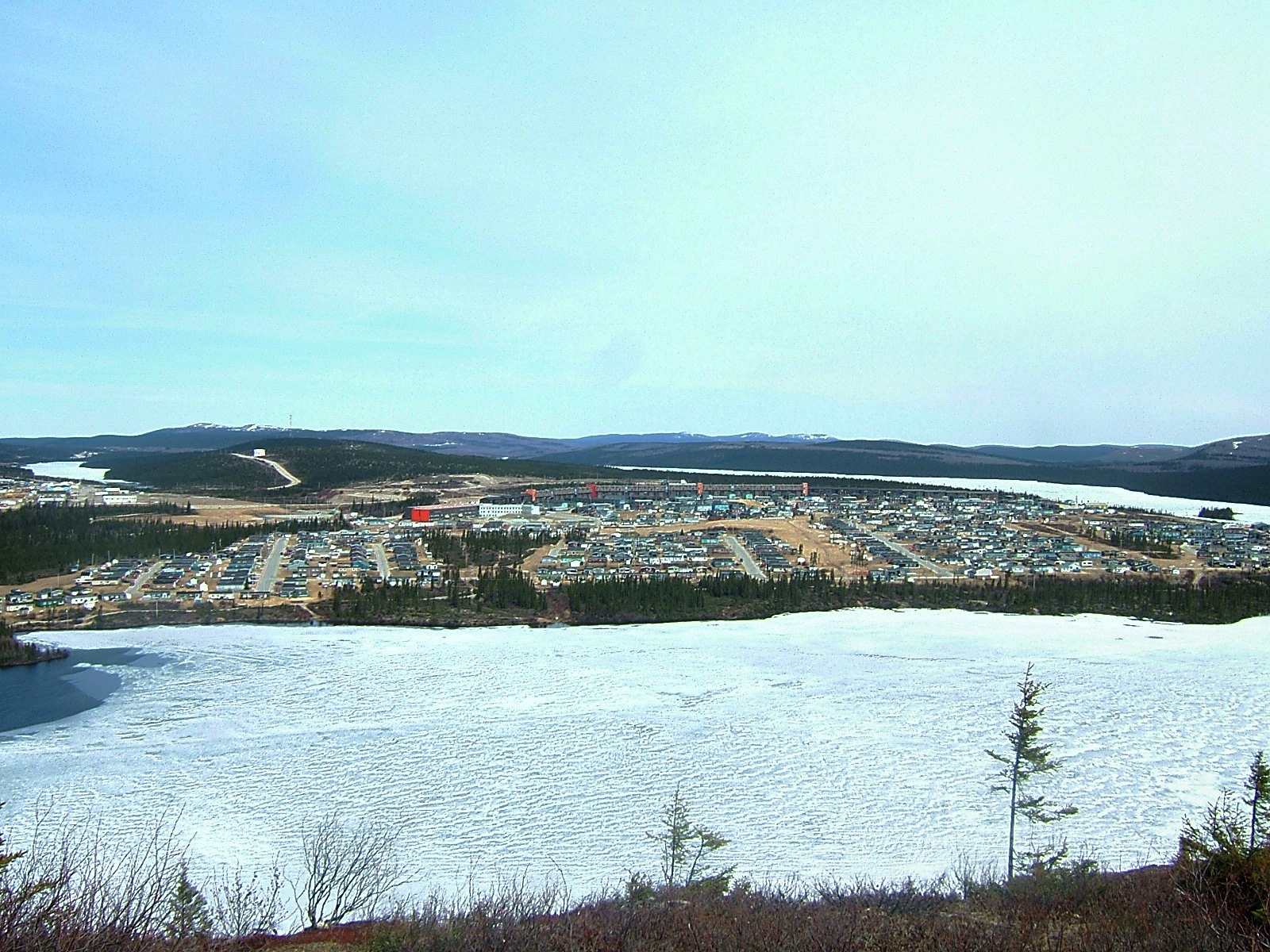
La ville minière de Fermont, Côte-Nord, au commencement de la route du fer.

L’abondance de ses ressources naturelles confère au Québec une position avantageuse sur le plan mondial. Le Québec se distingue notamment dans le secteur minier en se classant parmi les dix principaux producteurs mondiaux. Il se démarque également par l’exploitation de ses ressources forestières.
Le Québec est remarquable par les richesses naturelles de son vaste territoire. Il compte environ 30 mines, 158 entreprises d’exploration et une quinzaine d’industries de première transformation. Plusieurs minéraux métalliques y sont exploités, dont les principaux : l’or, le fer, le cuivre et le zinc. D'autres substances comprennent le titane, l’amiante, l’argent, le magnésium, le nickel ainsi que de nombreux autres métaux et minéraux industriels. Cependant, seul 40 % du potentiel minéral du sous-sol québécois est actuellement connu. En 2003, la valeur des expéditions minérales du Québec a atteint 3,7 milliards de dollars. Par ailleurs, en tant que pôle d'exploration majeur du diamant, le Québec a connu, depuis 2002, une recrudescence de la prospection minière, notamment dans le Nord-Ouest ainsi que dans les monts Otish et les monts Torngat.
L’immense majorité (90,5 %) des forêts du Québec est de propriété publique. Les forêts recouvrent plus de la moitié du territoire québécois, soit 761 100 km2. Le domaine forestier québécois s’étend sur sept degrés de latitude. En 2020, la foresterie représentait 8 % des exportations québécoises.
Le Québec recouvre plus d'un million de lacs et cours d'eau, occupant 21 % de la superficie totale de son territoire. Ce milieu aquatique est alors constitué de 12,1 % d'eaux douces et de 9,2 % d'eaux saumâtres et salées.

### Énergie

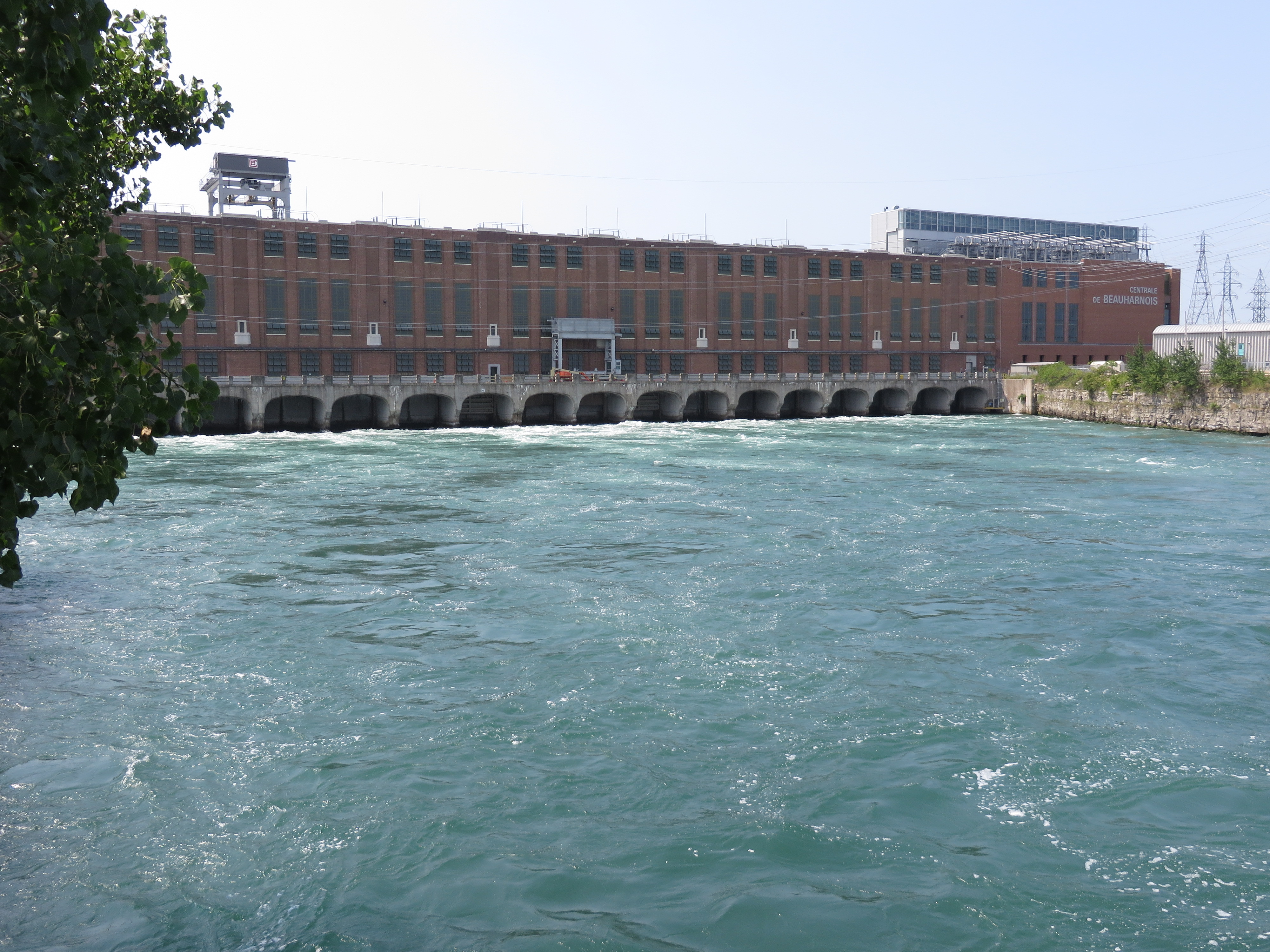
Située sur le fleuve Saint-Laurent au sud-ouest de Montréal, la centrale de Beauharnois est l'une des 63 centrales hydroélectriques exploitées par Hydro-Québec. Cet aménagement de 1900 MW a été mis en service entre 1932 et 1961.

Contrairement à la plupart des autres régions du monde, le Québec se distingue par l'importance des sources d'énergies renouvelables dans son bilan énergétique. En 2017, 47 % des approvisionnements en énergie provenaient de sources renouvelables exploitées sur le territoire.
Le Québec produit la majeure partie de l'hydroélectricité au Canada et constitue, à lui seul, l'un des principaux producteurs mondiaux, derrière la Chine, le Brésil et les États-Unis. En 2019, la production québécoise s'élevait à 214 terawatt-heure (TWh), dont 95 % provient de centrales hydroélectriques. L'énergie éolienne fournit 4,7 % des approvisionnements. La production d'électricité thermique est pratiquement absente, hormis quelques centrales exploitant la biomasse forestière ainsi que des génératrices diesel qui alimentent une vingtaine de communautés éloignées.
La société publique Hydro-Québec occupe une position dominante dans la production, le transport et la distribution de l'électricité. L'entreprise exploite 63 centrales hydroélectriques et 28 grands réservoirs qui garantissent un approvisionnement stable et modulable en fonction de la demande. Compte tenu de l'éloignement de ses principaux aménagements, situés à la baie James et sur la Côte-Nord, la division TransÉnergie exploite le plus vaste réseau de transport d'électricité en Amérique du Nord. Le réseau comprend 34 361 km de lignes et 17 interconnexions avec les marchés limitrophes, permettant l'exportation de 38,3 TWh en 2018.

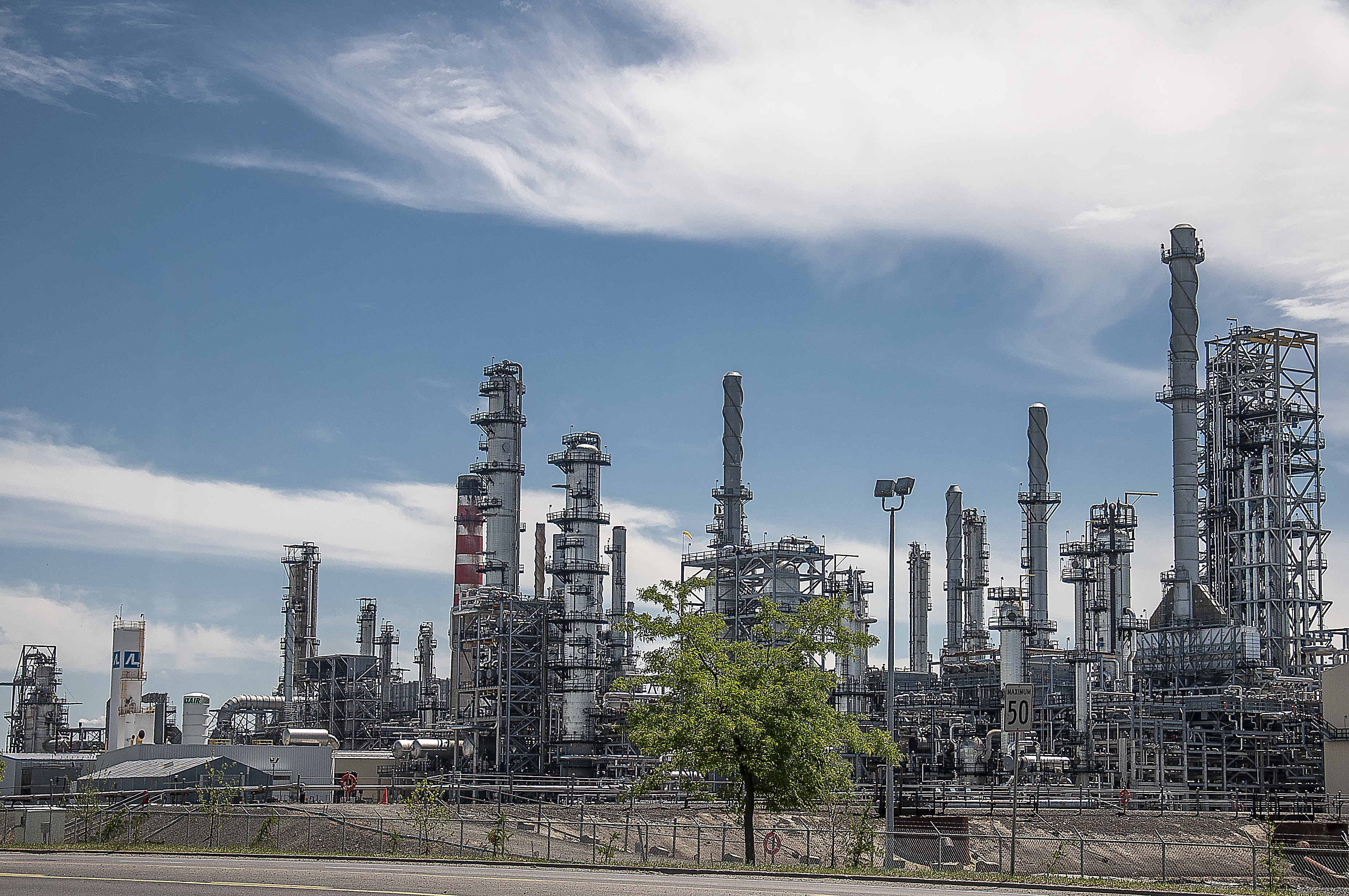
La raffinerie Valero de Lévis a une capacité de production de 265000 barils par jour.

Le Québec étant pratiquement exempt de gisements significatifs d'énergies fossiles, l'ensemble des hydrocarbures est importé. Les stratégies d'approvisionnement des raffineurs ont varié au fil du temps, en fonction des conditions de marché. Le Québec, qui achetait son pétrole de la Mer du Nord dans les années 1990, consomme presque exclusivement le brut produit dans les gisements de l'Ouest du Canada et des États-Unis depuis 2015. La production des deux raffineries en activité (la raffinerie Valero de Lévis et celle de Suncor à Montréal) ont une capacité totale (402 000 barils par jour) supérieures aux besoins locaux, qui s'élevaient à 365 000 barils par jour en 2018.
Le gaz naturel consommé au Québec arrive par le réseau de transport de TC Énergie. Le principal distributeur de gaz, la société Énergir, s'approvisionne depuis 2016 au point de réception Dawn dans le sud-ouest de l'Ontario, plutôt que du carrefour Empress, à la frontière de l'Alberta. Ce changement s'explique par l'accroissement de la production non traditionnelle des gaz de schiste, qui stimule la concurrence entre les différents bassins d'approvisionnement exploités à l'échelle du continent. En 2018, 86 % des volumes provenaient de Dawn et 12 % d'Empress. Le reste est constitué d'injections de gaz produits localement par la valorisation des matières résiduelles.
La politique énergétique du gouvernement, mise à jour en 2016 a comme vision de faire du Québec « un chef de file nord-américain dans les domaines de l'énergie renouvelable et de l'efficacité énergétique », afin de bâtir, d'ici 2030, une économie à faible empreinte carbone. La politique se donne notamment pour objectifs de réduire de 40 % la quantité de produits pétroliers consommés, d'augmenter de 25 % la production d'énergies renouvelables et de 50 % la production de bioénergies. Le gouvernement estime que ses cibles devraient permettre une réduction les émissions de gaz à effet de serre de 16 mégatonnes d'équivalent CO2 d'ici 2030.

### Transport
Le développement et la sûreté des transports au Québec sont assurés par le ministère des Transports du Québec. D'autres organismes, tels la Garde côtière canadienne et Nav Canada, assurent ce même service dans la navigation maritime et aérienne. La Commission des transports du Québec œuvre pour sa part auprès des transporteurs de marchandises et du transport en commun.
Le réseau routier québécois est administré par le ministère des Transports du Québec et comprend environ 185 000 km d’autoroutes et de routes nationales, régionales, locales, collectrices et forestières. En outre, le Québec compte près de 12 000 ponts, tunnels, murs de soutènement, ponceaux et autres constructions, tels le pont de Québec, le pont Pierre-Laporte, le pont Laviolette et le pont-tunnel Louis-Hippolyte-La Fontaine.

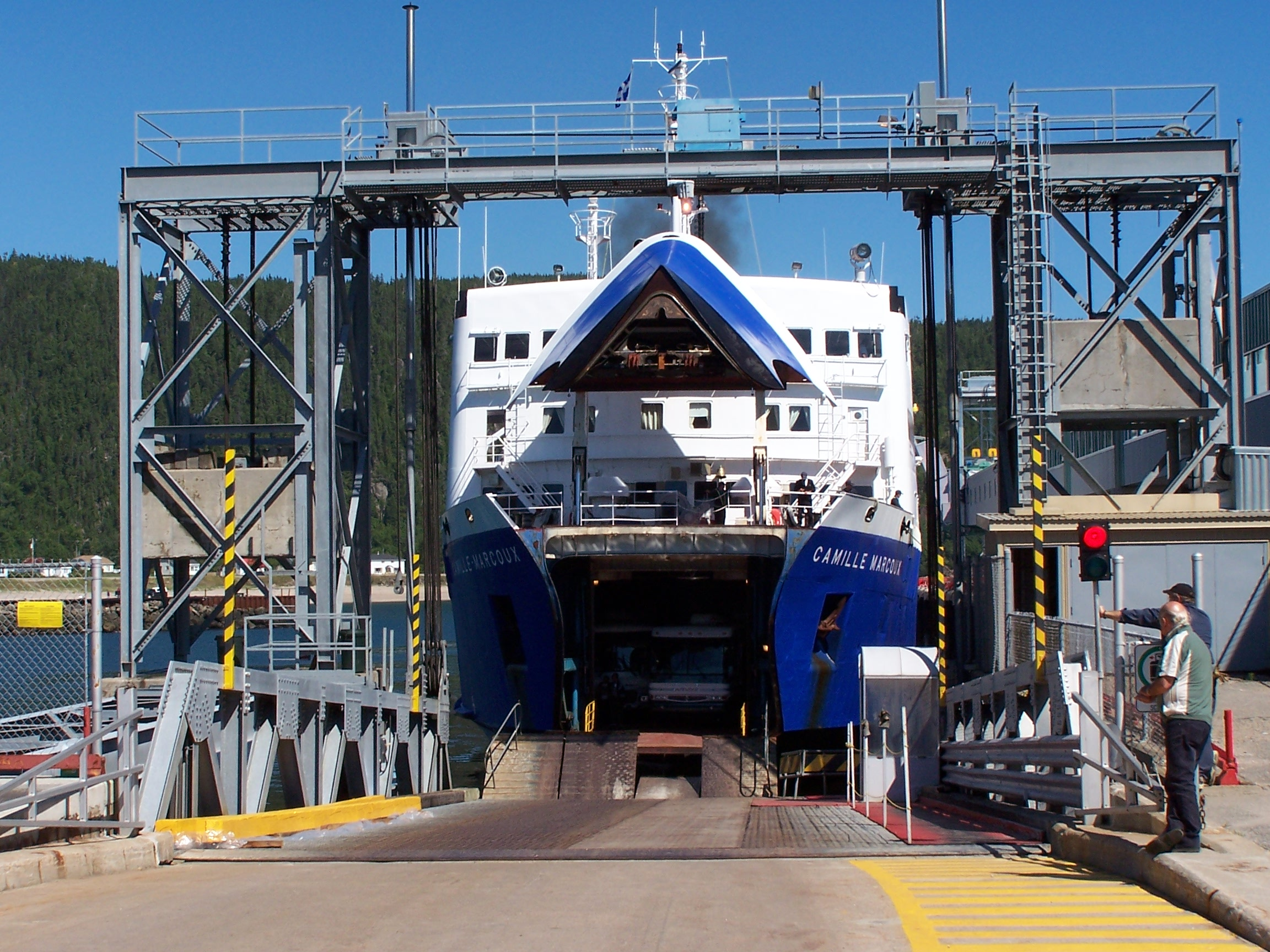
Le traversier N.M. Camille-Marcoux, de la Société des traversiers du Québec, assurant les liaisons Baie-Comeau–Matane et Godbout–Matane.

Dans les eaux du Saint-Laurent se trouvent huit ports en eau profonde destinés au transbordement des marchandises. En 2003, 3 886 cargos et 9,7 millions de tonnes de marchandises ont transité par la portion québécoise de la Voie maritime du Saint-Laurent. De plus, le service de la Société des traversiers du Québec assure la liaison des routes terrestres par voie maritime, principalement sur le fleuve Saint-Laurent. L'Institut maritime du Québec, à Rimouski, est le principal établissement veillant à la formation supérieure en navigation et construction maritime.
Quant au transport ferroviaire, le Québec dispose de 6 678 km de voies ferrées qui s’intègrent au grand réseau nord-américain. Bien que principalement destiné au transport des marchandises, notamment par le Canadien National (CN) et le Canadien Pacifique (CP), le réseau ferroviaire québécois tient compte du transport interurbain des voyageurs par l'intermédiaire de Via Rail Canada et d'Amtrak. Le transport ferroviaire régional est essentiellement limité aux tours opérateurs, alors que le territoire de la Communauté métropolitaine de Montréal est desservie par un réseau régional de trains de banlieue, administrée par Exo, anciennement l'Agence métropolitaine de transport (AMT). La formation supérieure en génie ferroviaire est assurée par l'École polytechnique de Montréal.
Le réseau aérien supérieur comprend 43 aéroports qui offrent des services réguliers sur une base quotidienne. De plus, le gouvernement québécois est propriétaire d'aéroports et héliports permettant l'accessibilité des services locaux aux communautés de la Basse-Côte-Nord et des régions nordiques. Alors que l'École nationale d'aérotechnique, à l'aéroport de Saint-Hubert, est spécialisée dans la construction et la maintenance d'aéronefs, le cégep de Chicoutimi est le seul établissement public du Québec offrant la formation supérieure en pilotage, en collaboration avec le Centre québécois de formation aéronautique (CQFA) de Saint-Honoré.
Divers autres réseaux de transport sillonnent le territoire québécois, dont les sentiers pédestres, les sentiers de motoneiges et les pistes cyclables; la route Verte étant la plus importante avec près de 4 000 kilomètres de longueur.

### Science et technologie

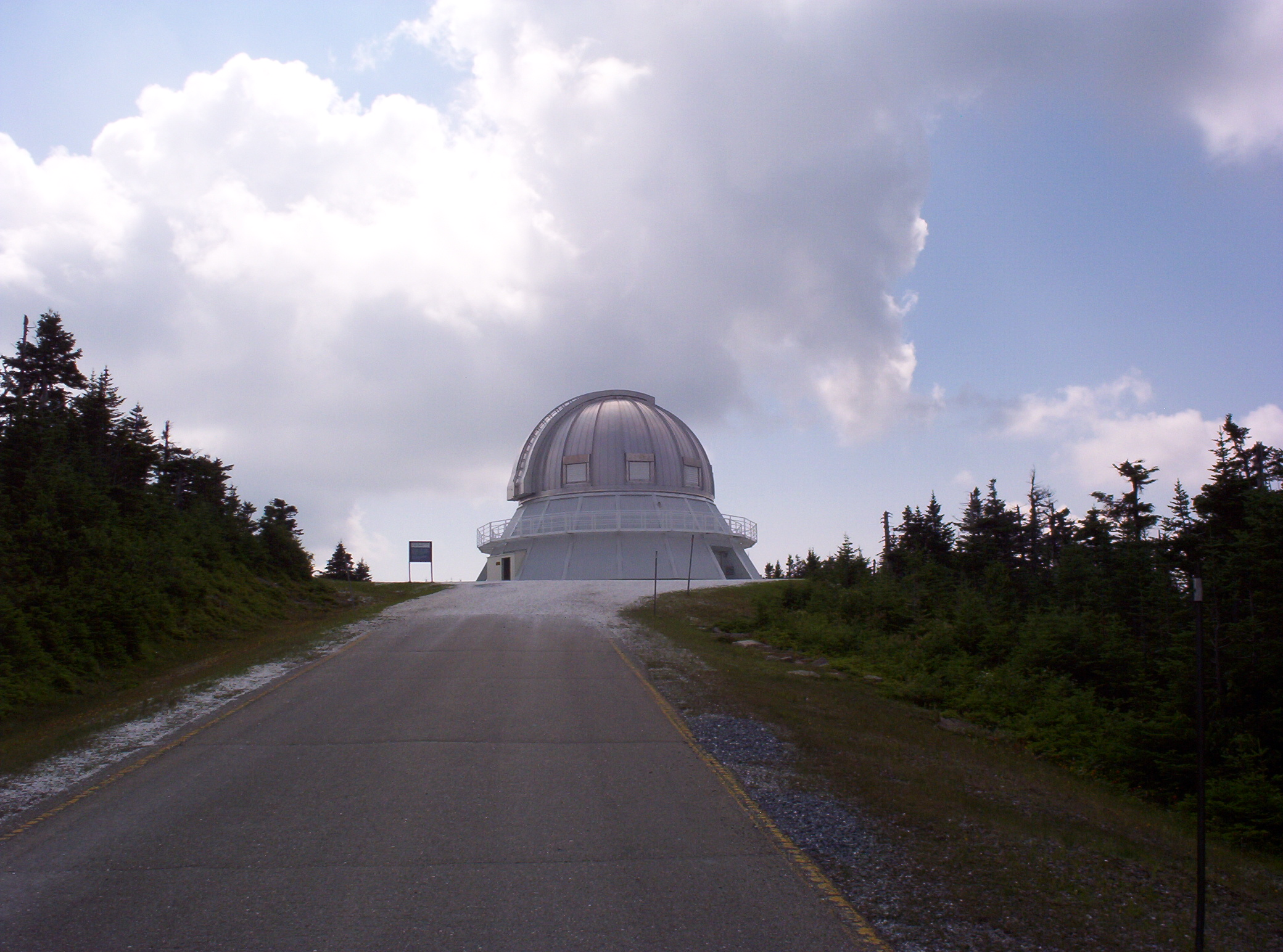
L'observatoire du Mont-Mégantic, en Estrie, appartient au Centre de recherche en astrophysique du Québec (CRAQ) et possède le plus gros télescope dans l'est de l'Amérique du Nord, avec un diamètre de 1.6 mètre.

La science et la technologie sont des facteurs déterminants dans le positionnement économique du Québec. Étant l’un des chefs de file mondiaux dans des secteurs de pointe tels que l’aérospatiale, les technologies de l’information, les biotechnologies et l’industrie pharmaceutique, le Québec joue un rôle significatif dans la communauté scientifique et technologique. Le Québec est également actif dans le développement de ses industries de l'énergie, y compris les énergies renouvelables comme l'hydroélectricité et énergie éolienne.
Plus de 1,1 million de Québécois exercent une profession scientifique et technique dans le secteur de la science et technologie. La recherche et développement (R&D) représente environ 2,6 % du PIB du Québec et est l'une des plus élevées des pays de la zone euro, des pays membres du G7 et de OECD,. D'ailleurs le Québec se classe au 11e rang mondial en termes d'investissement dans les secteurs technologiques et scientifiques.
L’industrie aérospatiale, un secteur clé de la technologie au Québec, est la cinquième au monde en importance avec des revenus annuels de 12,4 milliards de dollars et représente, à elle seule, 2 % du PIB et 12,5 % des exportations manufacturières du Québec,. Elle est ainsi supportée par le Consortium de recherche et d'innovation en aérospatiale au Québec (CRIAQ) qui regroupe, notamment, des constructeurs tels Bombardier Aéronautique, Lockheed Martin Canada et Héroux-Devtek, implantés principalement sur le territoire de la Communauté métropolitaine de Montréal. D'autres organisations d'envergure œuvrant dans l'industrie ont de même élu domicile au Québec, tel que Air Canada et l'Agence spatiale canadienne (ASC). Le Québec à lui seul représente 60 % de l'industrie aérospatiale du Canada.
Les sciences de la vie sont un autre secteur sur lequel le Québec mise énormément. Plus de 32 000 personnes travaillent actuellement dans le secteur de la santé au Québec dont plus de 13 000 chercheurs. Montréal, métropole du Québec, mise énormément sur ce secteur de l'économie en construisant le quartier de la santé qui comprend plus de 3 000 établissements et plus de 200 centres de recherche. En 2005, le Québec possédait plus de 68 % des brevets de médicaments, 42 % des investissements en recherche lié au secteur pharmaceutique et 41 % des investissements dans la biotechnologie au Canada alors que sa population ne représente que 23 % de la population canadienne. Le Québec compte plus de 450 compagnies dans les secteurs pharmaceutiques et biotechnologiques qui emploient 25 000 personnes et 10 000 chercheurs. La ville de Montréal se classe au 4e rang en Amérique du Nord pour le nombre d'emplois liés au secteur pharmaceutique.
Les industries des services informatiques et du logiciel ainsi que celle du multimédia sont deux autres secteurs importants liés à la technologie au Québec,. Particulièrement active à Montréal, l'industrie du jeu vidéo y est en plein développement. La revue britannique spécialisée Develop mentionne d'ailleurs en octobre 2006 que la métropole est l’endroit qui a connu le plus grand essor dans ce domaine au cours des 10 dernières années. Ce secteur a d'abord été développé par des pionniers tel que Softimage (fondée par Daniel Langlois en 1986) et Discreet Logic mais la présence du chef de file mondial dans ce domaine en particulier, Ubisoft (arrivée au Québec en 1997), Electronic Arts et Eidos ne sont pas étrangères à ce succès. Le secteur des services informatiques et du logiciel est aussi très développé au Québec et emploie près de 145 000 personnes,. Plusieurs entreprises québécoises comme OSF Global Services connaissent une forte expansion sur le plan international. On retrouve à Québec le deuxième pôle de la province en création multimédia et en jeux vidéo avec 1 630 emplois comptant le studio de création artistique multimédia Ex Machina de Robert Lepage et les studios de jeu vidéo Beenox (Activision), Ubisoft et Sarbakan, ainsi que la plus importante entreprise de jeux vidéo de propriété québécoise, Frima Studio.

### Tourisme

Québec, ville du Patrimoine mondial.

L’industrie touristique est un pilier économique majeur au Québec. Le ministère du Tourisme du Québec en assure le développement en opérant sous le nom commercial Québec Original. Dans la même veine, l'Institut de tourisme et d'hôtellerie du Québec œuvre dans la formation supérieure des professionnels du domaine.
En 2005, l’industrie touristique procurait des emplois directs à 133 271 travailleurs. Ces employés œuvrent dans plus de 29 000 entreprises touristiques québécoises. On estime qu’en 2007, le Québec a accueilli 25,8 millions de touristes. De ce nombre 76,1 % provenaient du Québec, 12,2 % du reste du Canada, 7,7 % des États-Unis et 4,1 % d’autres pays. Annuellement, les touristes dépensent plus de 6,7 milliards de dollars dans les différentes sphères de l’industrie touristique québécoise.
Le Québec compte 22 régions touristiques dont le développement est assuré par un réseau autonome d'associations touristiques régionales. De plus, des sociétés de développement économique veillent à la promotion du tourisme local de certaines municipalités constituées en zones touristiques (régions historiques ou culturelles). Sur une terre de contrastes et d'immensité, nombre d’activités et d'attraits s’offrent aux visiteurs sur les routes et circuits touristiques. De la vie urbaine à l'Archipel-de-Mingan, en passant par le Grand Nord et les Hautes-Gorges-de-la-Rivière-Malbaie, une panoplie de sites et plaisirs saisonniers font la satisfaction des touristes, sur l'eau, dans les montagnes ou dans les airs. Enfin, le Québec est le théâtre de nombreux événements d’envergure internationale, dont des compétitions sportives (Grand Prix automobile du Canada, coupe Rogers) et des festivals (Festival international de jazz de Montréal, Festival d’été international de Québec) ainsi que le plus important carnaval d'hiver au monde, le Carnaval de Québec.

### Place dans l'économie canadienne
Au xxie siècle, le Québec redevient une destination d’affaires et abrite une industrie technologique florissante. La province connaît également une augmentation importante de son taux d’emploi depuis les années 1990. Montréal demeure la deuxième métropole la plus importante au Canada et le deuxième centre économique du pays. De plus, comparé aux autres provinces canadiennes, le Québec :
- se place au troisième rang du classement canadien des endroits les plus attrayants pour l’investissement minier[282] ;
- se classe au deuxième rang au Canada en matière de services à la petite enfance[283] ;
- figure au premier rang des provinces pour le volume de lait produit et le nombre de fermes engagées dans cette production[284] ;
- est au premier rang pour le taux de présence syndicale[285] ;
- est au huitième rang des provinces quant à la performance globale de son système de santé[286] ;
- reçoit 21,4 % de toutes les dépenses touristiques pour l'année 2014[287] ;
- se classe au deuxième rang par rapport au montant reçu en péréquation par habitant[288] ;
- compte le plus grand nombre de véhicules électriques enregistrés par rapport à toutes les provinces canadiennes[289] ;
- est le plus grand producteur d'hydroélectricité, la Colombie-Britannique occupant le second rang[290],[291] ;
- l'Université McGill et l'Université de Montréal font partie des dix meilleures universités au Canada[292].

## Démographie
Au 1er juillet 2023, la population estimée du Québec est de 8 831 257 habitants. Elle se compare ainsi à celle de pays comme la Suisse et la Sierra Leone. La densité de population est d'environ 5,5 habitants par kilomètre carré, 80 % de sa population est principalement répartie au sud, près des rives du fleuve Saint-Laurent. Ainsi, en 2009, 1 906 693 personnes étaient comptabilisées dans les 498 km2 de l’île de Montréal (pour une densité de 3 861,6 hab./km2). En revanche, seulement 41 129 Québécois habitaient la région du Nord-du-Québec, laquelle compte pour 43 % du territoire.
| 1  | Montréal       | Montréal                | 2 004 265 |
| 2  | Québec         | Capitale-Nationale      | 588 777   |
| 3  | Laval          | Laval                   | 438 366   |
| 4  | Gatineau       | Outaouais               | 291 041   |
| 5  | Longueuil      | Montérégie              | 254 483   |
| 6  | Sherbrooke     | Estrie                  | 172 950   |
| 7  | Saguenay       | Saguenay–Lac-Saint-Jean | 144 723   |
| 8  | Lévis          | Chaudière-Appalaches    | 149 683   |
| 9  | Trois-Rivières | Mauricie                | 139 163   |
| 10 | Terrebonne     | Lanaudière              | 119 944   |

| Recensement de 2016                           | Recensement de 2016                           | Population | % de la population totale |
| --------------------------------------------- | --------------------------------------------- | ---------- | ------------------------- |
| Minorités visibles                            | Noirs                                         | 319 230    | 3,9 %                     |
| Minorités visibles                            | Arabes                                        | 213 740    | 2,6 %                     |
| Minorités visibles                            | Latinos                                       | 113 920    | 1,4 %                     |
| Minorités visibles                            | Chinois                                       | 99 505     | 1,2 %                     |
| Minorités visibles                            | Asie du Sud                                   | 90 335     | 1,1 %                     |
| Minorités visibles                            | Autre minorité visible                        | 195 635    | 2,4 %                     |
| Total de la population des minorités visibles | Total de la population des minorités visibles | 1 032 365  | 12,6 %                    |
| Autochtones                                   | Premières Nations                             | 92 655     | 1,1 %                     |
| Autochtones                                   | Métis                                         | 69 365     | 0,8 %                     |
| Autochtones                                   | Inuits                                        | 13 940     | 0,2 %                     |
| Total population autochtone                   | Total population autochtone                   | 182 885    | 2,2 %                     |
| Canadiens européens                           | Canadiens européens                           | 7 102 611  | 87 %                      |
| Total population                              | Total population                              | 8 164 361  | 100,00                    |

Les Québécois membres des minorités visibles forment environ 11 % de la population et sont concentrés principalement dans la ville de Montréal. Jusqu’aux années 1960, les immigrants provenaient surtout de pays européens (notamment des Italiens, des Juifs d’Europe centrale, puis des Grecs). À partir des années 1960-1970, l’immigration s’est toutefois diversifiée, entre autres avec l’arrivée importante d’Haïtiens, de Latino-Américains, de Vietnamiens, etc. Les immigrants actuels proviennent surtout de France, de Chine, de Belgique, d’Europe de l'Est et de différents pays en développement, spécialement les pays francophones d’Afrique du Nord, mais aussi d’Amérique latine.

### Autochtones

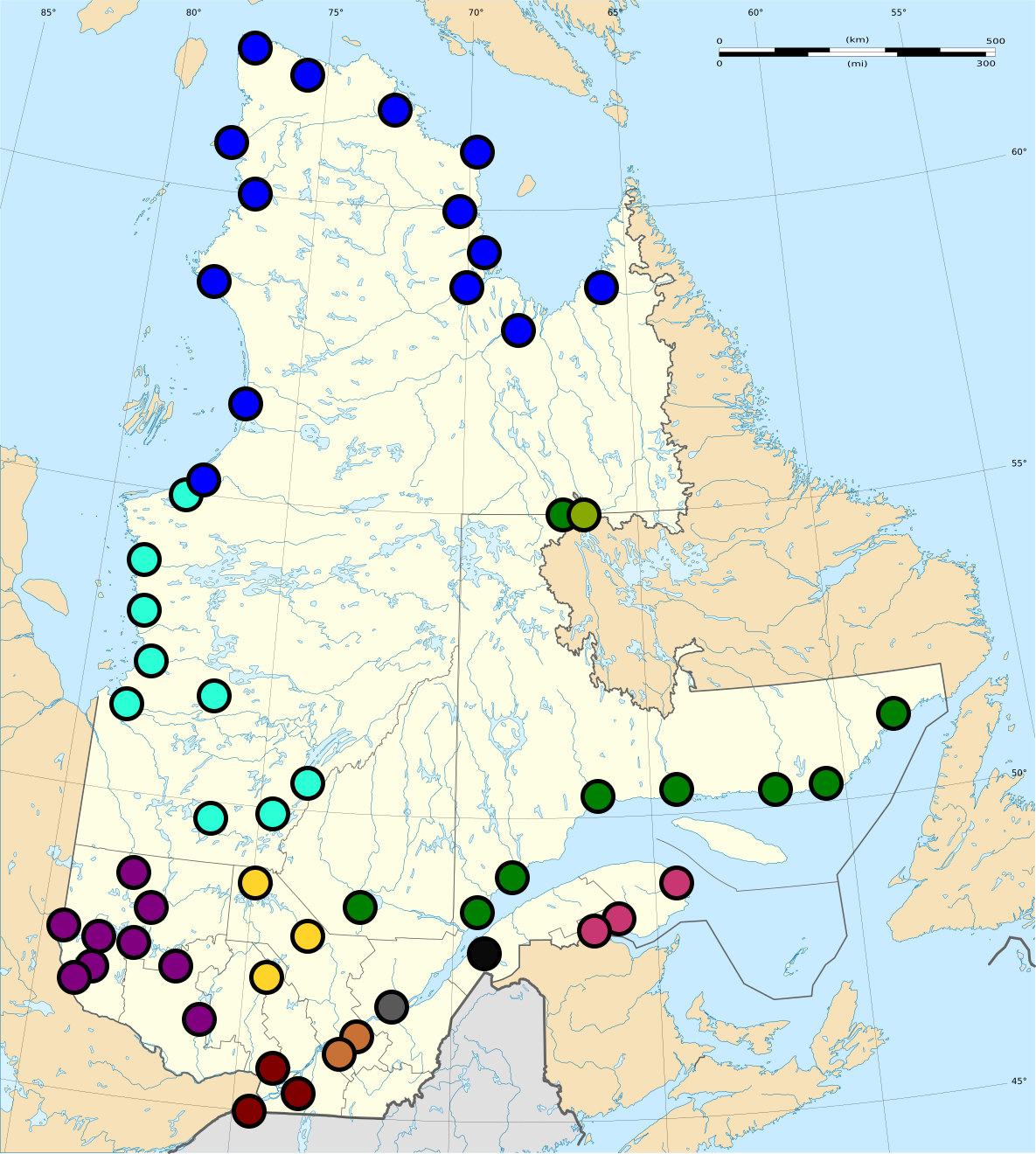
Carte des communautés autochtones au Québec, incluant les réserves, les établissements et les villages nordiques.

Les Autochtones habitent le territoire québécois depuis plusieurs millénaires. Chaque communauté possède sa propre structure sociale, culture et entité territoriale. En 2003, la population autochtone du Québec comptait 159 905 personnes. Cependant, comme la loi fédérale n’a reconnu que les enfants de père autochtone jusque dans les années 1980, il est possible que leur nombre soit plus élevé, en plus des Métis.
Toutes les ethnies vivant principalement au sud du 55e parallèle sont collectivement appelés « Amérindiens », « Indiens », « Premières nations » ou, de façon obsolète, « Peaux rouges ». Les dix groupes ethniques amérindiens du Québec se rattachent à deux groupes linguistiques. La famille algonquienne regroupe huit ethnies : les Abénaquis, les Algonquins, les Attikameks, les Cris, les Wolastoqiyik, les Micmacs, les Innus et les Naskapis. Ces deux derniers étaient considérés jusqu'en 1978 comme formant une seule et même ethnie : les Innus. La famille iroquoienne est composée des Hurons-Wendats et des Mohawks. Cependant, seuls ces derniers composent la confédération iroquoise (Haudenosaunee) avec cinq autres groupes autochtones de l'État de New York et de l'Ontario. Le onzième groupe ethnique autochtone du Québec, les Inuits (ou, de façon obsolète, les Esquimaux), appartient quant à elle à la famille inuit-aléoute. Les Inuits vivent principalement au Nouveau-Québec (Nunavik) et composent la majorité de la population vivant au nord du 55e parallèle.
De ces peuples autochtones, coexistent des tribus dites « nomades », précisément les tribus de cultures algonquiennes (ex.: les Algonquins, les Cris et les Innus) de celles plus « sédentaires », précisément les tribus de traditions iroquoiennes (ex.: les Iroquois et les Hurons-Wendat). Ces dernières ont développé des formes d’organisation sociale plus importante. Les tribus de tradition nomades suivent la migration des troupeaux d’animaux qui leur servent de proie, comme le bison, l’orignal ou le phoque. Le mode de vie des tribus algonquiennes et inuites sont dictés par les obligations liées à la chasse et la pêche. Les traditions des tribus iroquoiennes, productrices des Trois sœurs: maïs, haricots et courges, sont plutôt développées autour d'une structure matriarcale dérivée de la « cabane longue », ou longue maison (une traduction littérale de l’expression longhouse), qui regroupe plusieurs familles sous l’autorité d’une doyenne,[réf. incomplète].

#### Relations avec les Québécois

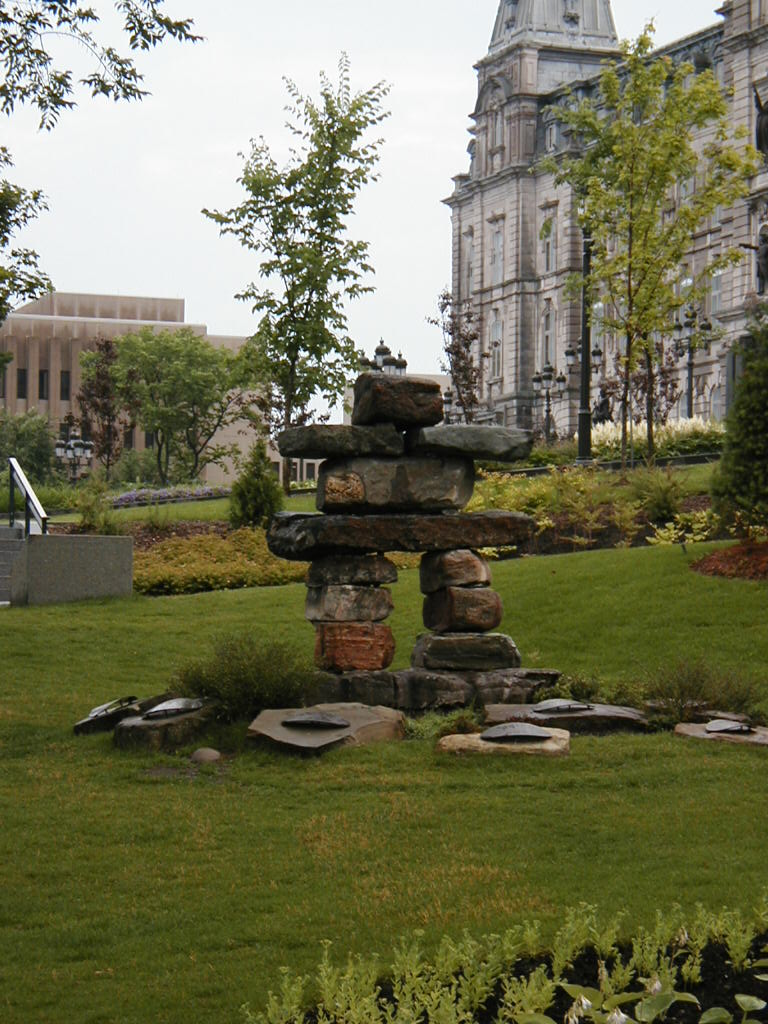
Un inuksuk inuit sur la place de l'Assemblée-Nationale à Québec.

Bien qu’ils représentent aujourd’hui – approximativement – 3 % de la population québécoise, les Autochtones ont beaucoup apporté à la société québécoise grâce, principalement à leurs idéaux de respect de la faune et de la flore, de la nature et de l'environnement, à leurs valeurs d'hospitalité de générosité et de partage. Économiquement grâce à la traite des fourrures et au développement de relations avec les colons, dont les coureurs des bois, marchands, cartographes et pères jésuites. En plus de contribuer à la toponymie québécoise, leurs apports résident, par exemple, dans leurs connaissances plus avancées dans les domaines suivants : la médecine holistique, le fonctionnement de la biologie humaine, les remèdes soignant plusieurs maladies, dont principalement le scorbut à l'arrivée des colons (faits de gomme blanche à base de plantes indigènes : sapin, cèdre blanc ou anneda, selon les théories), les vêtements d'hiver (tannage de la fourrure), l'architecture des habitations (isolation contre le froid), les moyens de transport sur neige (raquette à neige et traîneau à chiens) et sur l'eau (canoës, kayaks et rabaskas), l'acériculture, les sports (crosse et pêche blanche), la chasse à l'orignal et au caribou, le trappage, le territoire et ses composantes, les bassins versants et leurs cours d'eau, les ressources naturelles, etc.
Lors de l'arrivée des Européens en Amérique au XVIe siècle, les peuples de langues algonquiennes et les Iroquoiens du Saint-Laurent se firent alliés des colons français dans un but de commerce. La première relation se fit à l'arrivée de Jacques Cartier lorsqu'il mit pied à Gaspé et rencontra Donnacona, chef du village de Stadaconé (aujourd'hui, la ville de Québec), en 1534. La légende du Royaume de Saguenay incita, par ailleurs, le roi François Ier à financer de nouveaux voyages vers le Nouveau Monde.

« Plutôt que par la conquête et par la force, c'est en favorisant des alliances commerciales et militaires, en concluant de nombreux traités de paix et d'amitié que les relations entre les deux peuples se sont solidifiées. »

#### Droit des peuples autochtones

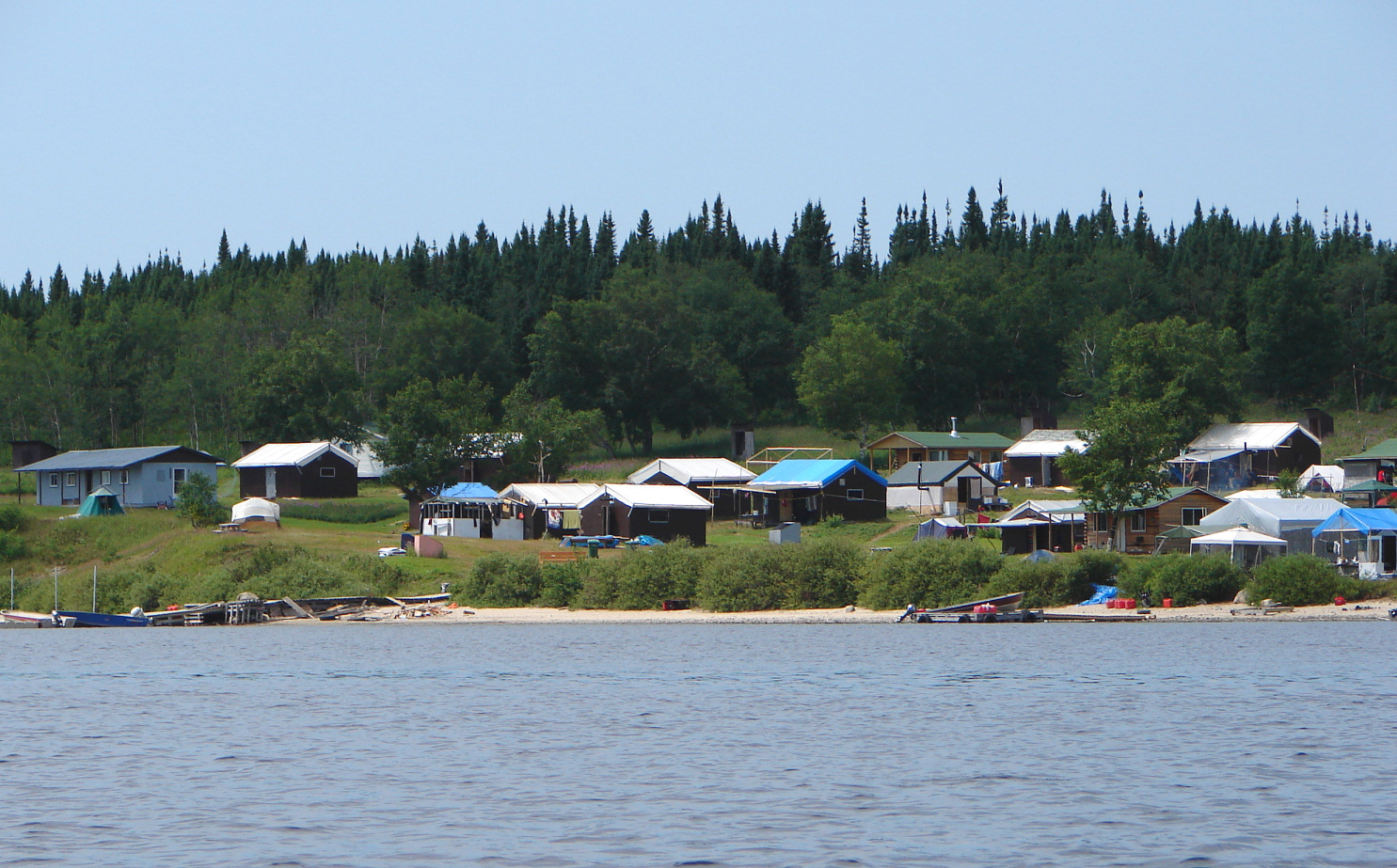
Nemiscau : village du Nord-du-Québec où siège le Grand Conseil des Cris.

Lors de la proclamation royale de 1763, un droit incontestable est confirmé aux autochtones sur leurs terres. Cependant, par suite de cette même proclamation, après les traités de paix et d'amitié conclus en Nouvelle-France, la Couronne britanniques instituera les traités territoriaux, par lesquels les autorités britanniques procéderont à l'extinction totale des titres fonciers des groupes autochtones. « En visualisant la carte des traités territoriaux ratifiés à la fin du XIXe siècle et au début du XXe siècle, nous constatons que rien de tel n'a été conclu sur le territoire du Québec ».
Entièrement sous tutelle fédérale, les droits autochtones sont énoncés par la Loi sur les Indiens, adoptée à la fin du XIXe siècle. Celle-ci les circonscrit à l'intérieur des réserves indiennes créées à cet effet.
En 1975, les cris, inuits et le gouvernement québécois sont convenus d'une entente qui élargissait les droits autochtones au-delà des réserves, soit sur plus des deux tiers du territoire, et qui fut instituée par la Convention de la Baie-James et du Nord québécois. En 1978, les Naskapis se joignent à l'entente lors de la signature de la Convention du Nord-Est québécois. De ce fait, ces trois ethnies ont pu se détacher de leur assujettissement à la Loi sur les Indiens. Des pourparlers sont en cours depuis quelques années avec les Montagnais de la Côte-Nord et du Saguenay–Lac-Saint-Jean pour la création d'une autonomie similaire sur deux territoires distincts, l'Innu Assi et le Nitassinan. D'ailleurs en janvier 2010, une entente conclue entre Québec et les Montagnais accordait au Conseil de bande de Mashteuiatsh la planification du concept d'aire innue d'aménagement et de développement dans toute la réserve faunique Ashuapmushuan, laquelle est située sur le Nitassinan de la communauté des Pekuakamiulnuatsh,.

##### Institutions politiques
- L'Assemblée des Premières Nations du Québec et du Labrador[307]
- Le Grand Conseil des Cris et le Gouvernement de la nation crie[308]
- La Société Makivik[309]

### Acadiens

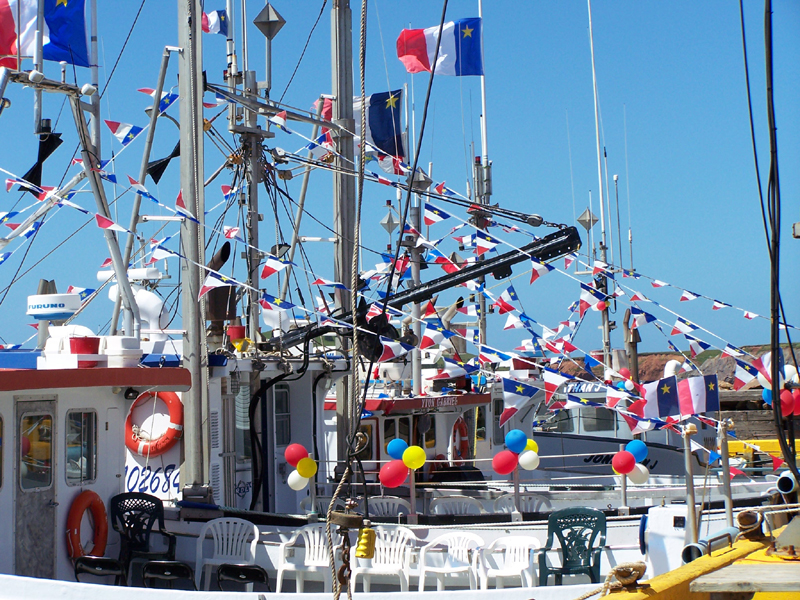
La marina de l'Anse-à-la-Cabane, à Bassin (Îles-de-la-Madeleine), décorée de drapeaux acadiens.

Plus d’un million de Québécois sont d'ascendance acadienne,,,. Plusieurs s'étaient réfugiés au Québec après la déportation des Acadiens. Ces derniers habitent surtout aux îles de la Madeleine et en Gaspésie. Mais une trentaine d’autres communautés sont présentes ailleurs au Québec, en particulier sur la Côte-Nord et dans le Centre-du-Québec. Une communauté acadienne du Québec peut être appelée une « Cadie » ou « Petite Cadie », alors que plusieurs villes utilisent le gentilé « Cadien ». En fait, entre membres de l'Acadie ou de la diaspora acadienne, l'appartenance de certaines communautés du Québec est sujet à débat,.
Le Festival acadien des Îles-de-la-Madeleine est organisé chaque année au mois d’août, en souvenir des fondateurs des premiers villages de ces îles. Le festival se tient à Havre-Aubert, pendant environ deux semaines, où Québécois et Acadiens de tous les coins du Québec et d’autres terres voisines se mêlent aux Madelinots pour célébrer la culture acadienne. Il y a un musée de la culture acadienne dans la ville de Bonaventure, en Gaspésie. Le musée acadien propose l’exposition permanente intitulée, une Acadie Québécoise, qui permet de mieux comprendre l’importance et les particularités de la présence acadienne au Québec. Le 15 août 2002, jour de la Fête nationale de l'Acadie, la Commission de la capitale nationale du Québec a dévoilé le monument aux Acadiens à l’extrémité de la promenade du même nom dans le parc de l’Amérique française, dans la ville de Québec. Intitulé « Vers la lumière », le monument représente un phare surmonté des couleurs et de l’étoile du drapeau acadien. Symbolisant ainsi le rôle prédominant que les Acadiens et leurs descendants ont joué dans l’histoire du Québec. Le premier ministre du Québec, Bernard Landry, y avait alors déclaré : « Entre le peuple québécois et le peuple acadien, il y a plus que de l’amitié, il y a de la parenté ».

### Langues

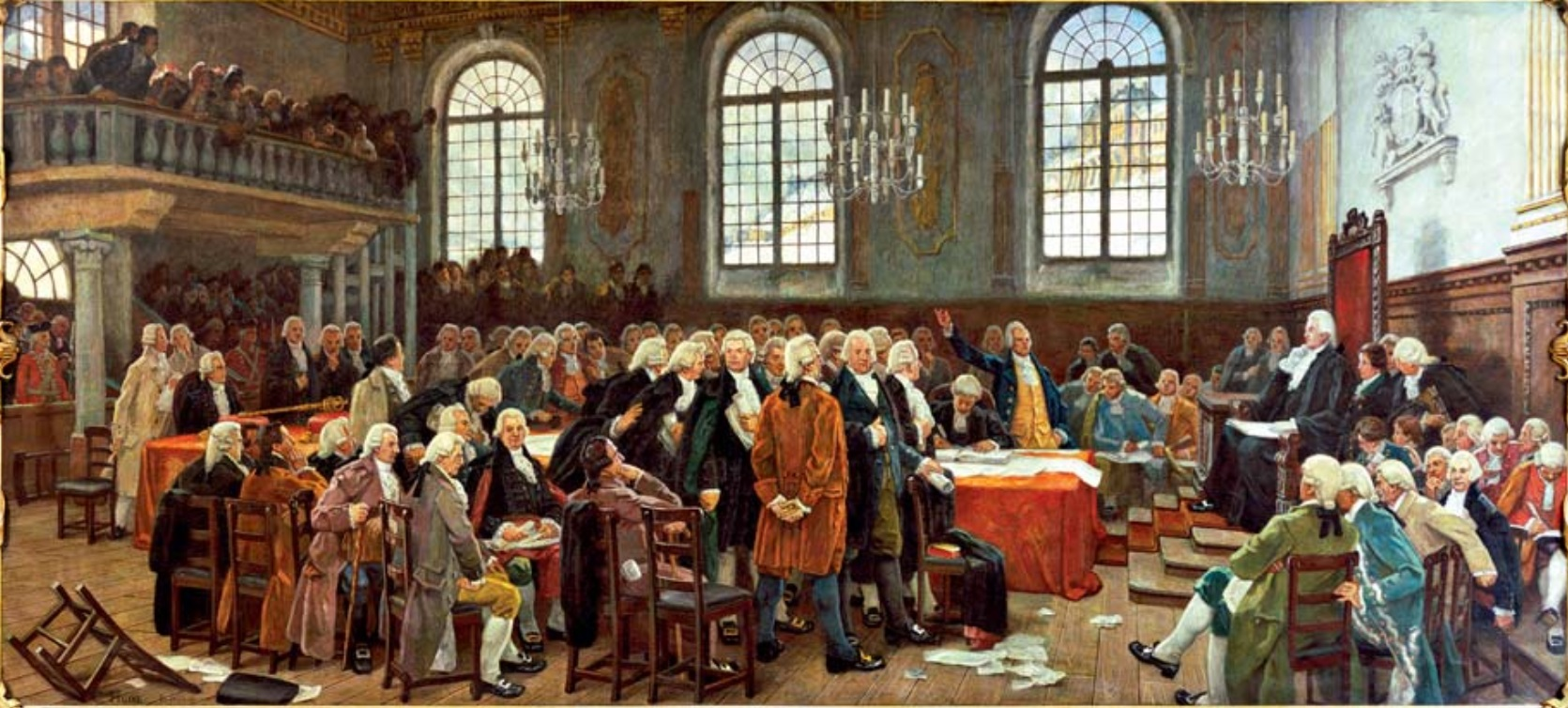
Cette œuvre de Charles Huot représente le débat sur les langues à l'assemblée législative du Bas-Canada (aujourd’hui la province de Québec) en 1793.

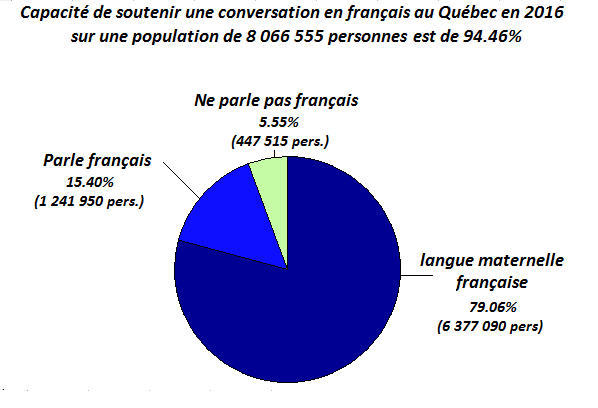
Capacité de soutenir une conversation en français au Québec en 2016.

Le Québec se distingue des autres provinces canadiennes par le fait que le français y est la seule langue officielle,, alors que l’anglais prédomine dans le reste du Canada. Le français est la langue commune, comprise et parlée par 94,46 % de la population,. En 2016, quelque 79,06 % des Québécois ont le français pour la langue maternelle (77,1 % ont le français pour langue maternelle unique et 2 % ont plusieurs langues maternelles dont le français). En nette croissance démographique, l’anglais était en 2011 la langue maternelle de 8,3 % de la population québécoise. 71 % des Anglo-Québécois se considèrent bilingues, c’est-à-dire qu’ils ont une maîtrise suffisante du français pour soutenir une conversation. De plus, onze nations autochtones font partie du Québec.
Les Québécois défendent la francophonie face à la prépondérance nord-américaine de la langue anglaise. Dans cette optique, le rapport de la Commission Gendron établit, en 1968, les fondements du Livre blanc pour la politique linguistique du gouvernement du Québec. Tributaire des commissions d'enquête, cet énoncé de politique accompagne la Charte de la langue française – la « loi 101 » – depuis 1977. « La campagne de désinformation systématique menée par les journaux de langue anglaise au sujet du Québec a pris naissance avec la Charte et n'a cessé de s'alimenter de la Charte ; elle a suscité des préjugés tenaces et entretenu une méconnaissance profonde de la réalité québécoise ».

#### Français
Le français est la langue officielle du Québec. Le français québécois y est la variante de français la plus utilisée. L'Office québécois de la langue française (OQLF) veille à l'application de la politique linguistique conjointement avec le Conseil supérieur de la langue française et la Commission de toponymie du Québec. Leurs recommandations s'intègrent alors au débat sur la norme du français québécois et sont représentées dans Le Grand Dictionnaire terminologique (GDT), la Banque de dépannage linguistique et les divers ouvrages. Par ses recommandations linguistiques, le GDT lutte contre l’invasion du franglais dans la langue française. Depuis les années 1970, la recherche scientifique est de même assurée par des organisations universitaires, dont le Trésor de la langue française au Québec et le groupe Franqus.
Les colons français qui s'établirent en Nouvelle-France provenaient en grande partie des provinces françaises de l’Ouest et du Nord. Ils parlaient généralement des langues régionales [citation nécessaire] de la famille des langues d'oïl (à différencier des langues d’oc, parlées au Sud). Ainsi, la nécessité de compréhension amena les colons à « unifier leurs patois », si bien que le français québécois devint une langue véhiculaire (ou koinè) particulièrement proche du gallo, du normand, du picard, du poitevin et du saintongeais [citation nécessaire].
La proximité des dialectes amérindiens, surtout de la famille linguistique algonquienne, avec le lexique des colons suscita l'adaptation de la langue française aux réalités du Nouveau Monde (ex. : géographie, température, faune et flore) alors inconnues du Vieux Continent. Ensuite, le français québécois évolua sur les bases de la cour de France, du fait de l’arrivée des filles du Roy, majoritairement orphelines et éduquées dans les couvents qui inculquaient le français du roy.
Dans son Mémoire sur l’état de la Nouvelle-France de 1757, Bougainville écrit : « Les Canadiens ont de l’esprit naturellement; ils parlent avec aisance, ils ne savent pas écrire, leur accent est aussi bon qu’à Paris, leur diction est remplie de phrases vicieuses, empruntées de la langue des Sauvages ou des termes de marine, appliquées dans le style ordinaire. »
La conquête britannique de 1759 bouleversa l’évolution du français parlé au Québec et en Amérique du Nord. En coupant les liens avec la France, le français parlé au Québec se sépara définitivement du français parlé en métropole. Le français québécois naissait véritablement, conservant les particularités des anciennes langues d'oïl presque éteintes en France d’une part, et créant une terminologie propre d’autre part, influencée et menacée par la langue des nouveaux conquérants anglais. Les nouvelles influences et les parlures existantes se mêlèrent alors à l'éloignement et aux réalités régionales, suscitant l'avènement de nouvelles variétés de français, tels le beauceron, le chaouin, le gaspésien, le jeannois, le joual, le magoua, l'outaouais, le saguenéen, etc.

##### Fragilité historique du français
Dès l'époque de la Nouvelle-France on note une décroissance démographique entre les anglophones et les francophones en Amérique du Nord soit dans une démographie qui donne pour 250 000 Anglais une population de 16 500 Français en 1700.
Après la conquête de 1759 cette réalité est devenue plus brutale pour le Québec qui devait alors éviter l'assimilation et survivre culturellement et donc linguistiquement aussi.
Ainsi, encore aujourd’hui, après des baisses démographiques sans cesse croissante, le Québec fait encore face à la menace assimilatrice de la langue anglaise en Amérique du Nord. De plus, il est à noter que la population de langue maternelle française pour l’Île de Montréal, la métropole québécoise, est passée sous le cap des 50 % depuis 2011 avec seulement 49 % de la population qui est de langue française, à cause d’une forte augmentation de la population allophone (dont la langue maternelle n’est ni le français ni l'anglais).
Le 28 avril 2024, le gouvernement du Québec annonce qu'il allait investir 603 millions de dollars sur cinq ans pour freiner le déclin du français. La majorité du budget sera consacrée à la francisation des travailleurs étrangers temporaires et des demandeurs d'asile.

##### Sauvegarde du français

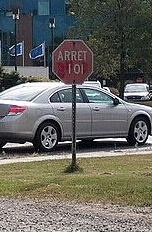
La Charte de la langue française au Québec suscite des réactions protectionnistes chez les francophones québécois. Ici cet acte de vandalisme réclame le mot arrêt plutôt que stop sur ce panneau routier, et fait référence à la loi 101.

La participation du Québec à la Organisation internationale de la francophonie depuis 1971, l'immigration française au Québec et la Charte de la langue française (la loi 101) représentent quelques-uns des outils développés afin de sauvegarder le français au Québec.

#### Anglais

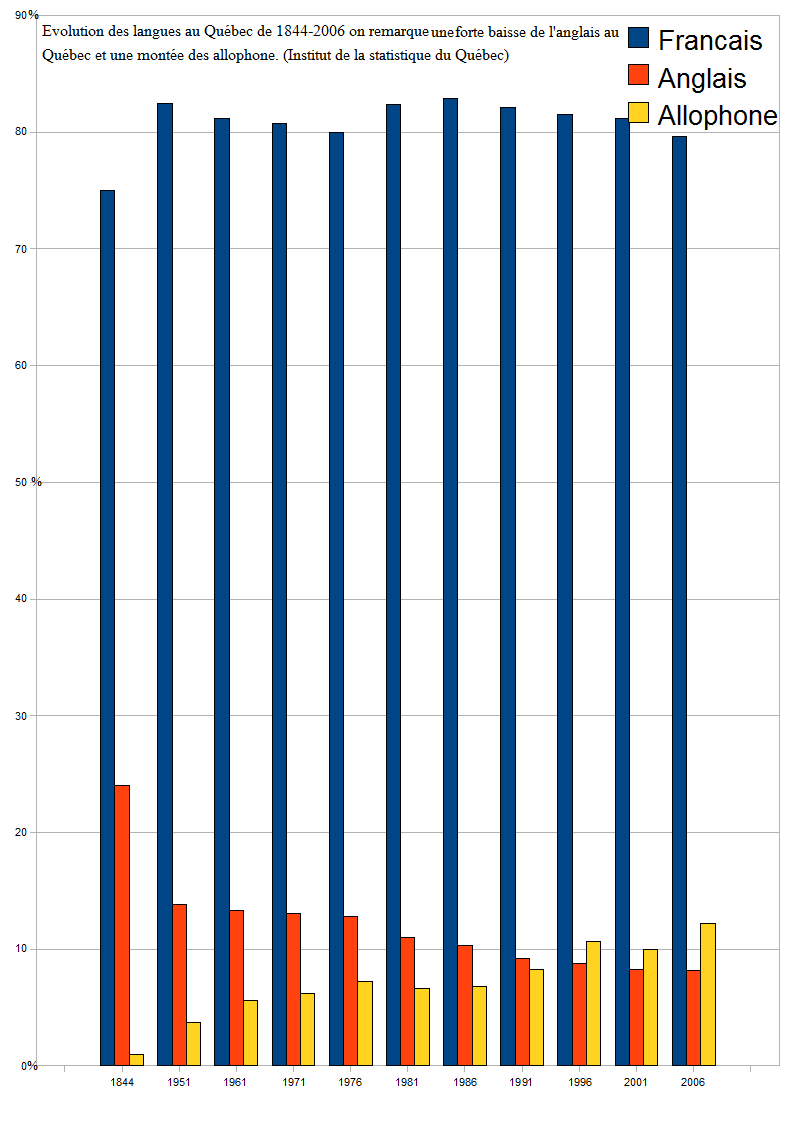
La situation linguistique au Québec de 1844 à 2006 : forte baisse de l'anglais jusqu'en 2006 et une montée des allophones.

L’anglais est la langue maternelle de près de 650 000 Québécois (8,3 % de la population). Ces derniers, appelés Anglo-Québécois, constituent le deuxième groupe linguistique en importance au Québec. Par ailleurs, 50 000 personnes (0,7 % de la population) considèrent à la fois le français et l’anglais comme leur langue maternelle,. D'après les derniers recensements de 2001, 2006, 2011 et 2016, le pourcentage d'anglophones au Québec s'est plus ou moins stabilisé, mais en nombre absolu ils augmentent constamment. Les allophones par contre augmentent fortement autant en nombre absolu qu'en pourcentage. Selon le recensement de 2016, il y a 49,1 % de personnes habitant au Québec qui disent pouvoir soutenir une conversation en anglais (anglais comme langue maternelle ou langue seconde). Pour ce qui est du bilinguisme français-anglais, il y a 44,5 % de gens bilingues au Québec, c'est-à-dire des personnes qui ont répondu avoir la capacité de soutenir une conversation autant en français qu'en anglais.
L’anglais fit son apparition sur le territoire québécois à partir de 1760, année de la conquête britannique. À cette époque, les premiers marchands anglais et écossais vinrent s’installer dans les villes de Québec et de Montréal. Dès 1784, les loyalistes de l'Empire-Uni firent augmenter considérablement le nombre d’anglophones sur le territoire québécois, par suite de leur expulsion à la guerre d'indépendance des États-Unis. Ces loyalistes, évitant la campagne francophone et catholique, s’établirent principalement dans des régions alors peu développées, constituant ainsi les Cantons de l’Est et l’Outaouais. Dès la proclamation de l'Acte d'Union de 1840, une immigration massive des îles Britanniques se décela sur le territoire québécois avec l'avènement des langues celtiques insulaires. L'influence de l'anglais et les tentatives répétées d'assimilation linguistique eurent alors un impact considérable sur la culture de langue française au Québec. Aujourd'hui, les Anglo-Québécois résident principalement dans l’ouest de l’île de Montréal (West Island), le centre-ville de Montréal et le Pontiac.
Les anglophones du Québec possèdent plusieurs infrastructures. Au travers de la province, 94 municipalités et arrondissements possèdent le statut bilingue français-anglais. Au niveau éducatif, ils bénéficient de plusieurs commissions scolaires regroupées dans l'Association des commissions scolaires anglophones du Québec. Au niveau des médias, ils possèdent, entre autres, le quotidien The Gazette à Montréal et le Chronicle-Telegraph à Québec, le plus vieux journal en Amérique du Nord. D'autres organisations telles la Quebec Writers' Federation, un regroupement des auteurs québécois de langue anglaise ou la Voice of English-speaking Québec, représentant les intérêts de la communauté anglophone de la région de Québec, font partie du paysage des anglophones de la province.

#### Langues tierces (allophones)
On utilise le terme « allophone » pour référer aux personnes dont la langue maternelle n'est ni le français, ni l'anglais. On peut distinguer deux groupes d'allophones : les personnes qui parlent des langues autochtones, et celles qui parlent des langues dites immigrantes.
Lors du recensement de 2016, le Québec comprenait 1 171 045 personnes dont la langue maternelle (ou l'une des langues maternelles, puisqu'il est possible d'en déclarer plusieurs) n'était ni le français, ni l'anglais, représentant 14,5 % de la population totale. De ce nombre, 47 025 (0,6 % de la population) ont déclaré comme langue maternelle une langue autochtone, alors que 1 124 020 (13,9 % de la population) ont déclaré une langue dite immigrante. Au total, ce sont 1 060 830 personnes (13,2 % de la population) qui n'ont déclaré ni le français, ni l'anglais comme langue maternelle (excluant donc les personnes plurilingues ayant déclaré le français ou l'anglais parmi leurs langues maternelles).

##### Langues autochtones
Trois familles de langues autochtones existent au Québec. Celles-ci regroupent les langues communes à tous les membres d'une même ethnie. Ces langues, à l'origine de plusieurs dénominations québécoises, sont parfois sous-divisées en différents dialectes dans les communautés.
- Famille des langues algonquiennes

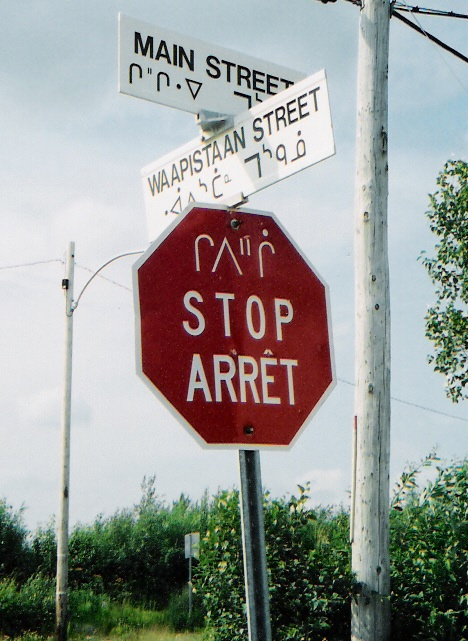
Panneau de signalisation routière multilingue : cri, anglais et français, à Mistissini.

  - l'abénaqui (parlé par les Abénakis du Centre-du-Québec) ;
  - l'algonquin (parlé par les Algonquins de l'Abitibi-Témiscamingue et de l'Outaouais) ;
  - le continuum linguistique :
    - l'atikamekw (parlé par les Attikameks de Lanaudière et de la Mauricie) ;
    - le cri (parlé par les Cris du Nord-du-Québec) ;
    - l'innu-aimun (parlé par les Innus-Montagnais de la Côte-Nord et du Saguenay-Lac-Saint-Jean) ;
    - le naskapi (parlé par les Innus-Naskapis de la Côte-Nord) ;

  - le malécite-passamaquoddy (parlé par les Malécites du Bas-Saint-Laurent) ;
  - le micmac (parlé par les Micmacs de la Gaspésie et des Îles-de-la-Madeleine),
- Famille des langues inuit-aléoutes
  - le nunavimmiutitut (dialecte inuktitut parlé par les Inuits du Nord-du-Québec),
- Famille des langues iroquoiennes
  - le mohawk, aussi connu sous le nom « agnier » (parlé par les Iroquois-Mohawks de la Montérégie et des Laurentides) ;
  - le wendat (parlé par les Hurons-Wendat de la Capitale-Nationale).

Lors du recensement de 2016, 50 895 personnes au Québec disaient connaître au moins une langue autochtone. Ce sont 45 570 personnes qui déclaraient avoir une langue autochtone comme langue maternelle. Pour 38 995 d'entre elles, il s'agissait de la langue la plus fréquemment parlée à la maison, tout comme pour 1 195 personnes additionnelles qui n'avaient pas une langue autochtone comme langue maternelle.
La plupart des langues autochtones se transmettent actuellement relativement bien d'une génération à l'autre au Québec, avec un taux de rétention de la langue maternelle de 92 %.

##### Langues immigrantes
Lors du recensement de 2016, ce sont 1 124 020 personnes qui ont déclaré avoir une langue immigrante comme langue maternelle au Québec. Les langues les plus déclarées sont l'arabe (2,5 % de la population totale), l'espagnol (1,9 %), l'italien (1,4 %), les langues créoles (principalement le créole haïtien) (0,8 %) et le mandarin (0,6 %).
Tant le nombre que la proportion de locuteurs de langues tierces sont en progression constante au Québec, et ce depuis le recensement de 1951.
En 2015, la grande majorité (89 %) des jeunes élèves allophones du Québec fréquentaient des écoles francophones,.

## Culture

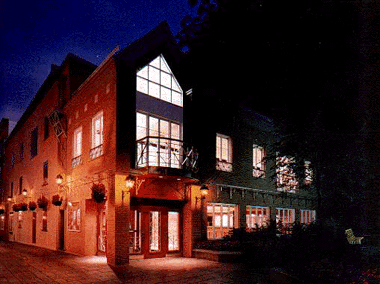
Théâtre Petit Champlain à Québec.

Le Québec est la principale société d'Amérique française. Symbole de son identité nationale, sa culture, d'une part, conjugue ses racines historiques françaises au patrimoine autochtone et, d'autre part, reçoit l'influence de l'Amérique anglo-saxonne.
Propulsés par la Prohibition au début des années 1920, les cabarets montréalais ont transformé radicalement la scène artistique et grandement influencé l'industrie actuelle du spectacle québécois. Le quartier Latin de Montréal et le Vieux-Québec sont deux hauts lieux de rencontre pour les artistes du Québec. La vie de cafés et de terrasses y témoignent l'héritage latin de la culture québécoise avec pour attrait principal le théâtre Saint-Denis à Montréal et le théâtre Capitole à Québec.
Le Conseil des arts et des lettres du Québec est un organisme du ministère de la Culture et des Communications qui soutient la création, l'expérimentation, la production et le rayonnement à l'étranger pour l'ensemble des domaines culturels québécois. La Société de développement des entreprises culturelles (SODEC) agit à titre de promoteur et de bailleur de fonds pour les personnalités œuvrant dans l'industrie culturelle. Les prix du Québec sont décernés par le gouvernement et constituent la plus haute distinction honorifique pour les personnalités s'étant démarquées dans leur domaine culturel respectif.

### Musique et danse
L'Association québécoise de l'industrie du disque, du spectacle et de la vidéo (ADISQ) fut créée en 1978 afin de promouvoir l'industrie de la musique au Québec.
Du répertoire musical québécois, la chanson À la claire fontaine fut l'hymne national de la Nouvelle-France, des Patriotes et des Canadiens français, puis remplacée par le Ô Canada. À l'heure actuelle, la chanson Gens du pays , de Gilles Vigneault, est de loin adorée par nombre de Québécois et considérée comme l'hymne national de facto du Québec. Présenté en 1968, L'Osstidcho révolutionna le monde du spectacle québécois en présentant une jeunesse avide de changements. Ce scandale religieux donna vite à la langue populaire, son droit de cité dans la chanson québécoise.
Depuis La Bolduc dans les années 1920-1930 jusqu’aux artistes contemporains comme Robert Charlebois, la chanson québécoise a fait connaître de multiples auteurs-compositeurs-interprètes, chanteurs de variétés, chanteurs de charme (crooners) et groupes de musique dans la francophonie et même au-delà. Parmi eux figure la chanteuse Céline Dion, dont le succès planétaire en fait une des plus grandes vendeuses de disques de l'histoire de l'industrie musicale.

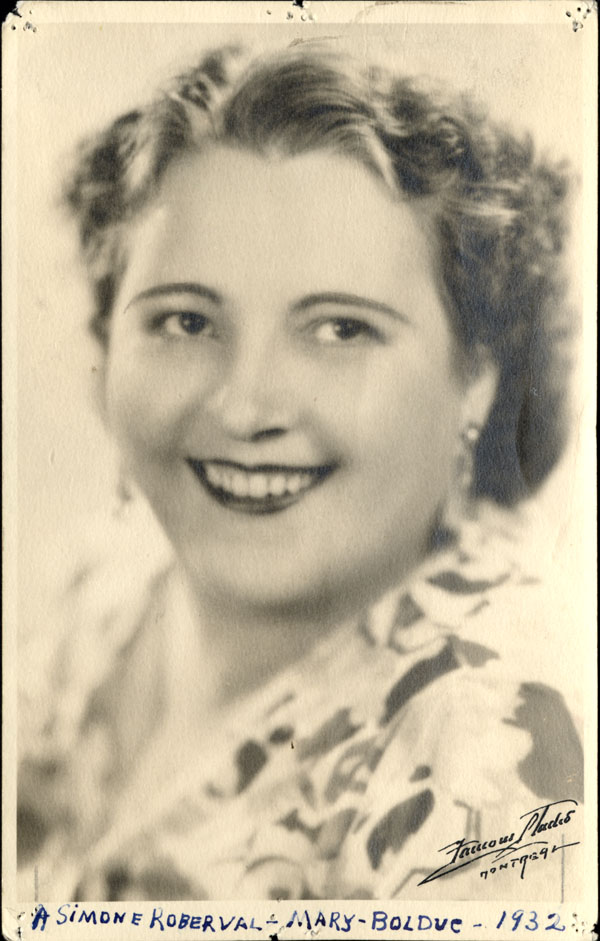
La Bolduc.
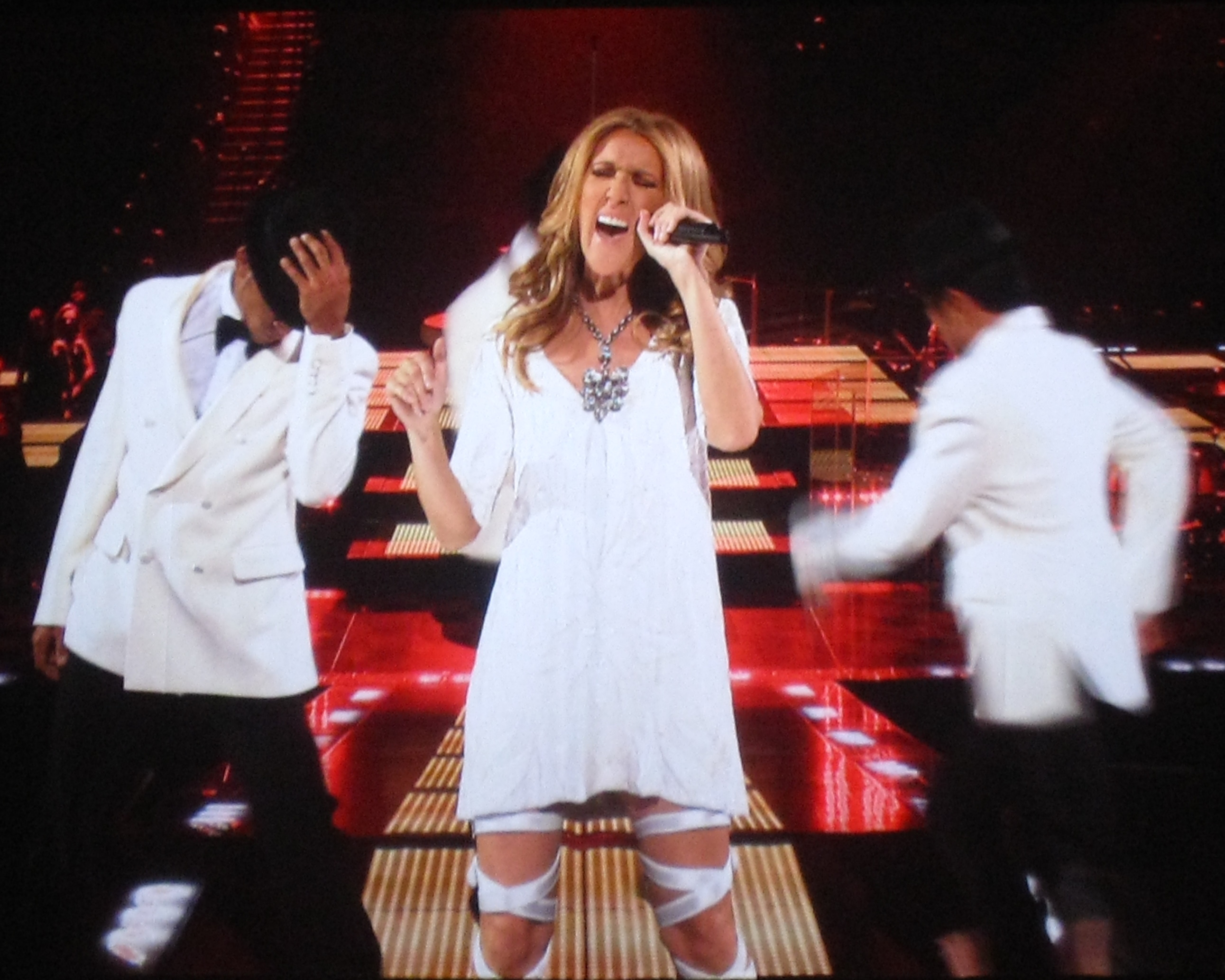
Céline Dion en 2008.

L’Orchestre symphonique de Québec et l’Orchestre symphonique de Montréal sont respectivement associés à l’Opéra de Québec et l’Opéra de Montréal dont les prestations sont présentées au Grand Théâtre de Québec et à la Place-des-Arts. Les Ballets Jazz de Montréal, les Grands Ballets et La La La Human Steps sont des troupes professionnelles de danse contemporaine. Il existe aussi l'Orchestre Métropolitain de Montréal, l’Orchestre symphonique de Laval (OSL) et l’Orchestre symphonique de Longueuil.
Divers événements musicaux se déroulent à travers le Québec, tels que le Festival de musique émergente de Rouyn-Noranda, le Festival en chanson de Petite-Vallée, le Festival international de jazz de Montréal, le Festival international de la chanson de Granby, le Festival international des Rythmes du monde du Saguenay, le Festival western de Saint-Tite, les Francos de Montréal, le Mondial des Cultures de Drummondville, les Nuits blanches de l'Anse de Roche, Woodstock en Beauce, etc. Alors que d'autres festivals joignent la musique aux spectacles pyrotechniques, tels les Grand Feux Loto-Québec aux chutes Montmorency, à Québec, l'International des Feux Loto-Québec au parc d'attractions La Ronde, à Montréal, et les Grands Feux du Casino dans le parc du Lac-Leamy, à Gatineau.
La musique traditionnelle est empreinte de nombreuses danses, telles que la gigue, le quadrille, le reel et la danses en ligne, qui se sont développées dans les fêtes populaires depuis les débuts de la colonisation. Divers instruments : harmonica (musique-à-bouche ou ruine-babine), violon, cuillères, guimbarde et accordéon. La podorythmie est une caractéristique propre à la musique traditionnelle québécoise, qui est à l'heure actuelle, assurée par divers groupes contemporains qui animent particulièrement le temps du Jour de l'an, la Fête nationale du Québec, le festival Innu Nikamu qui se déroule à Mani-Utenam ou mois d'août et de nombreux festivals d'ici et d'ailleurs.

### Littérature et théâtre

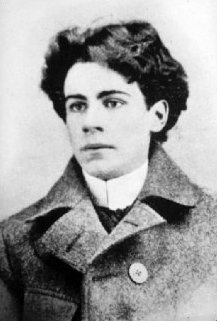
Émile Nelligan, poète québécois, célèbre pour son poème Soir d'hiver.

Depuis la Nouvelle-France, la littérature québécoise s'est tout d'abord développée dans les récits de voyages des explorateurs tels Jacques Cartier, Jean de Brébeuf, le baron de La Hontan et Nicolas Perrot, décrivant leurs relations avec les peuples autochtones. Le Moulin à Paroles retrace les grands textes qui ont façonné l'histoire du Québec depuis ses fondements en 1534 jusqu'à l'ère de la modernité.
François-Xavier Garneau est considéré comme le premier auteur à produire une véritable synthèse historique qui met au premier plan l'expérience du peuple canadien-français, accablé par la déroute de la rébellion des Patriotes de 1837-1838 et l'injustice de l'Acte d'Union. Publiés entre 1845 et 1852, les quatre tomes de l'Histoire du Canada ont le mérite aux yeux de ses contemporain « de structurer leur mémoire sociale en un roman national, afin de raconter leur expérience historique comme un combat incessant, sinon pour se gouverner eux-mêmes, au moins pour être respectés ».

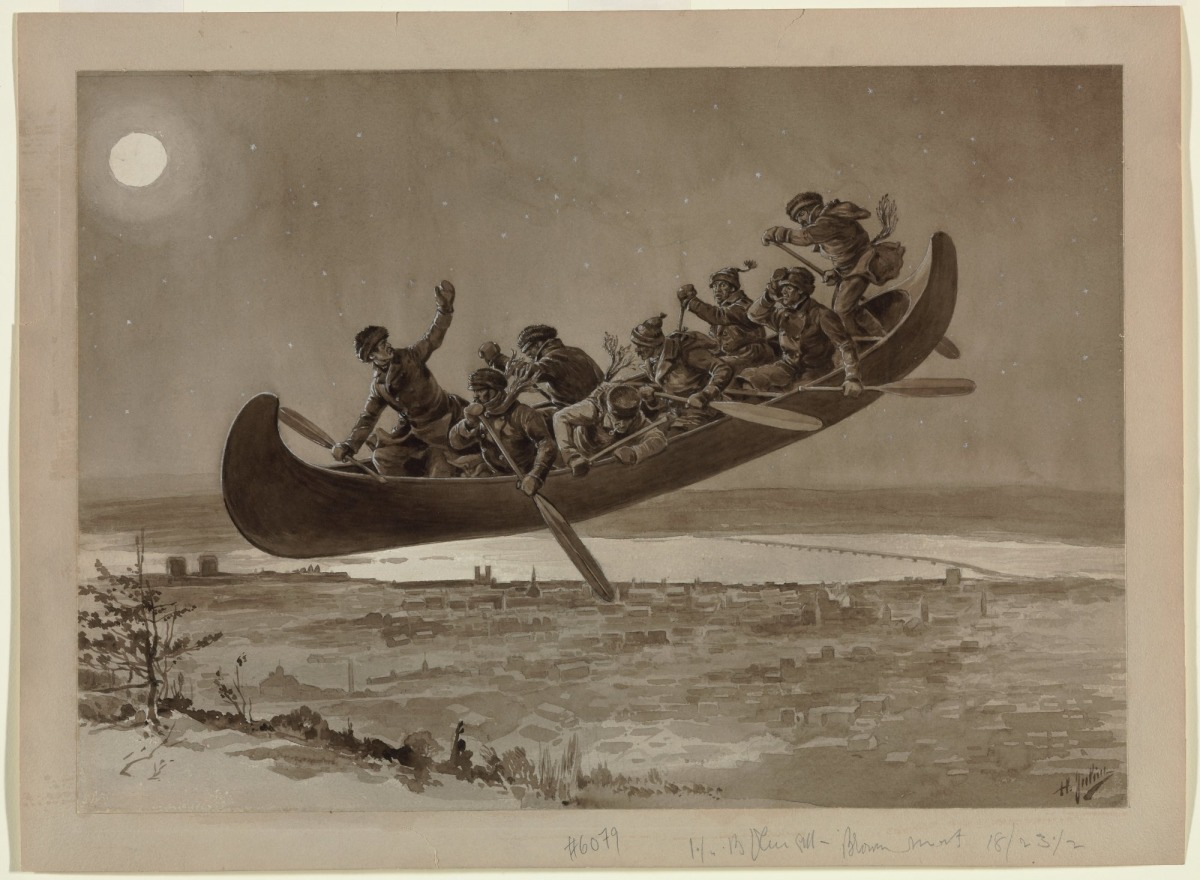
Henri Julien, La Chasse-galerie.

Divers contes et récits sont racontés par la tradition orale, tels les légendes du Bonhomme Sept Heures, de la Chasse-galerie, du Cheval noir des Trois-Pistoles, de la Complainte de Cadieux, de La Corriveau, du Diable qui danse à Saint-Ambroise, du Géant Beaupré, des monstres des lacs Pohénégamook et Memphrémagog, du Pont de Québec (alias, le pont du diable), du Rocher Percé, de Rose Latulipe, par exemple. Hermine Lanctôt, considérée comme l'une des premières écrivaines du Canada français, publie en 1899 Fleurs enfantines qui réunit des portraits d'enfants, des contes et des nouvelles.

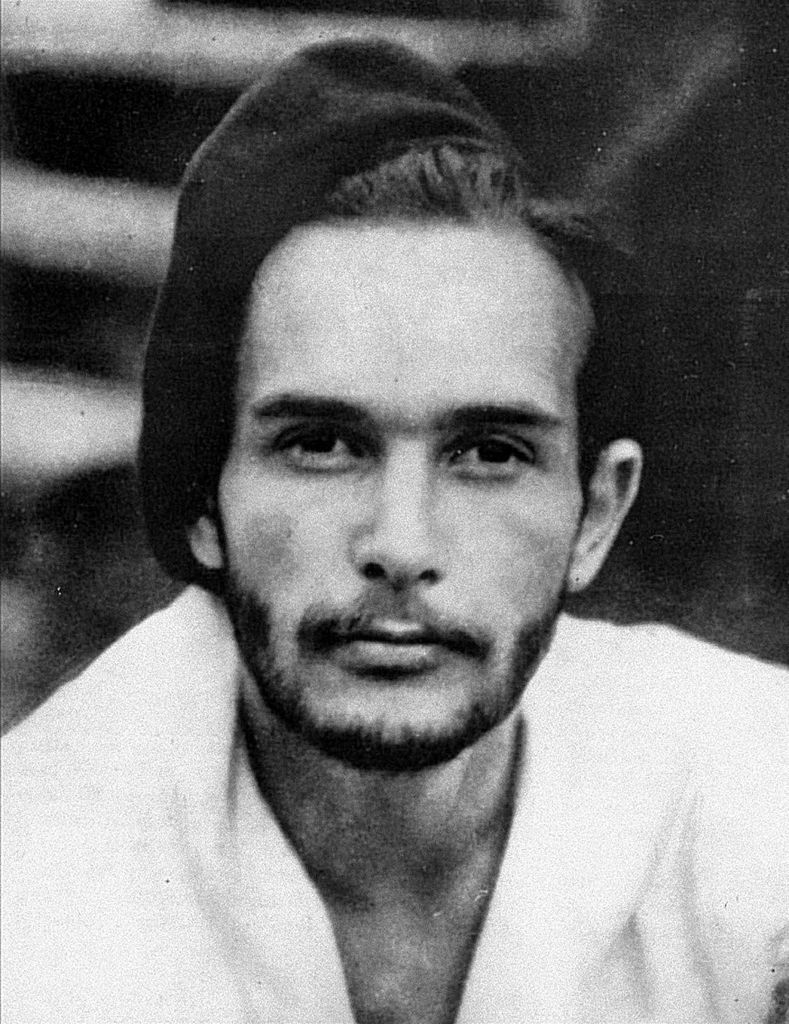
Hector de Saint-Denys Garneau, précurseur de la renaissance littéraire québécoise.

 Des poètes québécois et auteurs éminents marquèrent leur époque et demeurent aujourd'hui ancrés dans l'imaginaire collectif, tels Philippe Aubert de Gaspé, Octave Crémazie, Honoré Beaugrand, Émile Nelligan, Lionel Groulx, Gabrielle Roy, Hubert Aquin, Anne Hébert, Hector de Saint-Denys Garneau – premier poète moderne du Québec, Félix Leclerc, Gaston Miron, Michel Tremblay, ou Fred Pellerin.
Le roman du terroir est une tradition littéraire québécoise qui remonte au milieu XIXe siècle; il sera en vogue jusqu'à la Seconde Guerre mondiale. Ce genre aborde trois thèmes principaux : l'établissement des colons dans des régions alors neuves et inexplorées, la succession de la terre paternelle et la défense du mode de vie agricole qui assure la survie socio-économique de la « race canadienne française ». Des œuvres comme Maria Chapdelaine de Louis Hémon, Trente arpents de Ringuet et Le Survenant de Germaine Guèvremont sont représentatives de ce courant.
Des pièces de théâtre connaissent de même leur succès, telles Les Belles-sœurs et Broue. Parmi les troupes de théâtre se trouvent le Théâtre du Nouveau Monde, le Théâtre du Trident, la Compagnie Jean-Duceppe, le Théâtre La Rubrique, le Théâtre Le Grenier, etc. En plus du réseau des centres culturels du Québec, les salles de spectacles incluent le Monument-National, le Théâtre de Quat'Sous et le théâtre du Rideau vert à Montréal, le théâtre du Trident à Québec, etc. L'École nationale de théâtre du Canada et le Conservatoire de musique et d'art dramatique du Québec forment les futurs acteurs.
Le théâtre d'été est un véritable symbole de la littérature québécoise,. Alors présenté en saison estivale, il offre divers amusements, souvent des comédies musicales ou des drames humoristiques, parfois en plein-air, dans les régions rurales et semi-rurales du Québec, tel qu'au théâtre de la Dame de Cœur à Upton, Montérégie, au théâtre des Grands Chênes à Kingsey Falls, Centre-du-Québec, au théâtre de la Marjolaine à Eastman, Estrie, etc.
L'Académie québécoise du théâtre et l’Association québécoise des auteurs dramatiques (AQAD) sont les principaux organismes de promotion de la littérature et du théâtre québécois. Alors que les prix littéraires du Québec, dont la médaille de l'Académie des lettres du Québec, et la Soirée des Masques en récompensent les personnalités.

### Beaux-arts

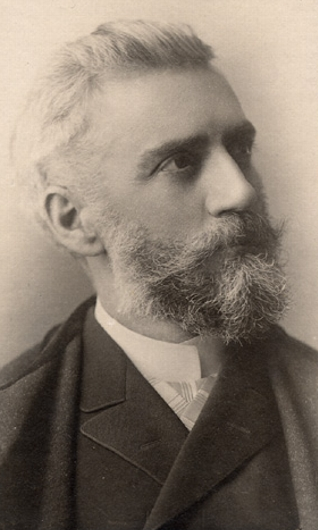
Charles Huot est un peintre québécois du XIXe siècle et du XXe siècle.

D’abord influencé, depuis l’époque de la Nouvelle-France, par le culte religieux du catholicisme, avec des œuvres notamment du frère Luc et plus récemment d’Ozias Leduc et de Guido Nincheri, l’art du Québec s'est développé autour des caractéristiques propres à ses paysages et représentations culturelles, historiques, sociales et politiques.
Ainsi, le développement des chefs-d’œuvre québécois en peinture, gravure et sculpture est marqué par la contribution d’artistes tels : Joseph Légaré, Louis-Philippe Hébert, Cornelius Krieghoff, Alfred Laliberté, Marc-Aurèle Fortin, Marc-Aurèle de Foy Suzor-Coté, Jean Paul Lemieux, Clarence Gagnon, Adrien Dufresne, Alfred Pellan, Jean-Philippe Dallaire, Charles Daudelin, Arthur Villeneuve, Jean-Paul Riopelle, Paul-Émile Borduas, et Marcelle Ferron.
Les créations d'artistes du Québec sont exposées au Musée national des beaux-arts du Québec, au Musée d'art contemporain de Montréal, au Musée des beaux-arts de Montréal et dans des galeries d’art. Alors que plusieurs œuvres ornent les espaces publics du Québec, d'autres sont exposées à l’étranger, telles la sculpture Embâcle de Charles Daudelin sur la place du Québec à Paris et la statue Québec libre ! d’Armand Vaillancourt à San Francisco. L’UQAM et l'Université Concordia offrent des programmes en arts visuels.

### Architecture
Divers édifices témoignent du patrimoine architectural qui caractérise le Québec, tels les édifices à vocation religieuse, les hôtels de ville, les maisons de seigneuries, etc.
Quand les colons français arrivent en Nouvelle-France, ils construisent les maisons de la même manière qu’en France, mais ils adaptent l'architecture pour se protéger du froid, du gel et du vent. Les maisons de bois, plus pauvres, sont construites avec des fondations, les fentes sont bouchées avec de l’argile et les murs extérieurs sont recouverts de chaux. Les maisons de pierre, plus riches, ont des murs recouverts de chaux blanche pour prévenir l’effritement de la maçonnerie. En général, les ouvertures des maisons sont disposées dans le sens contraire du vent et ont des volets. Les toits plus pointus empêchent la neige de s’accumuler, puis la corniche allongée abrite une galerie. On installe de grandes cheminées. Plusieurs se chauffent avec des poêles en fer. La maison montréalaise est courte, massive, profonde, construite de gros cailloux noirs noyés dans un épais mortier blanc. Ce style de maison vient directement de la Bretagne.

### Cinéma, télévision et radio
La Cinémathèque québécoise a pour mandat la promotion du patrimoine cinématographique et télévisuel du Québec. De même, l'Office national du film du Canada (ONF), société d'État fédérale, pourvoit à cette même mission au Québec.
De la même manière, l'Association des producteurs de films et de télévision du Québec (APFTQ) promeut « la production indépendante en cinéma et télévision ». Alors que l'Association des réalisateurs et réalisatrices du Québec (ARRQ) représente les professionnels de la réalisation cinématographique et télévisuelle, l'Association des radiodiffuseurs communautaires du Québec (ARCQ) représente les radios indépendantes.
Plusieurs salles de cinémas à travers le Québec veillent à la diffusion du cinéma québécois.
Avec ses installations cinématographiques, telles la Cité du cinéma et les studios Mel's, la ville de Montréal accueille les tournages de diverses productions.
Les Rendez-vous Québec Cinéma sont un festival entourant la cérémonie de la Soirée des Jutra qui récompense les œuvres et personnalités du cinéma québécois. Le Festival regard sur le court métrage au Saguenay, le Festival des films du monde et le Festival du nouveau cinéma, à Montréal, le Festival du cinéma international en Abitibi-Témiscamingue ainsi que le Festival du documenteur de Rouyn-Noranda, sont d'autres évènements annuels entourant l'industrie cinématographique au Québec.
La société d'État Télé-Québec, la société d'État fédérale Radio-Canada, les chaînes privées, généralistes et spécialisées, les réseaux radiophoniques ainsi que les stations indépendantes et communautaires diffusent les divers téléromans québécois, émissions d'informations nationales et régionales, programmations interactives et parlées, etc.,.
Le Gala Artis et le gala des prix Gémeaux récompensent les personnalités de l'industrie télévisuelle et radiophonique du Québec et de la francophonie canadienne.

### Humour et émissions jeunesse

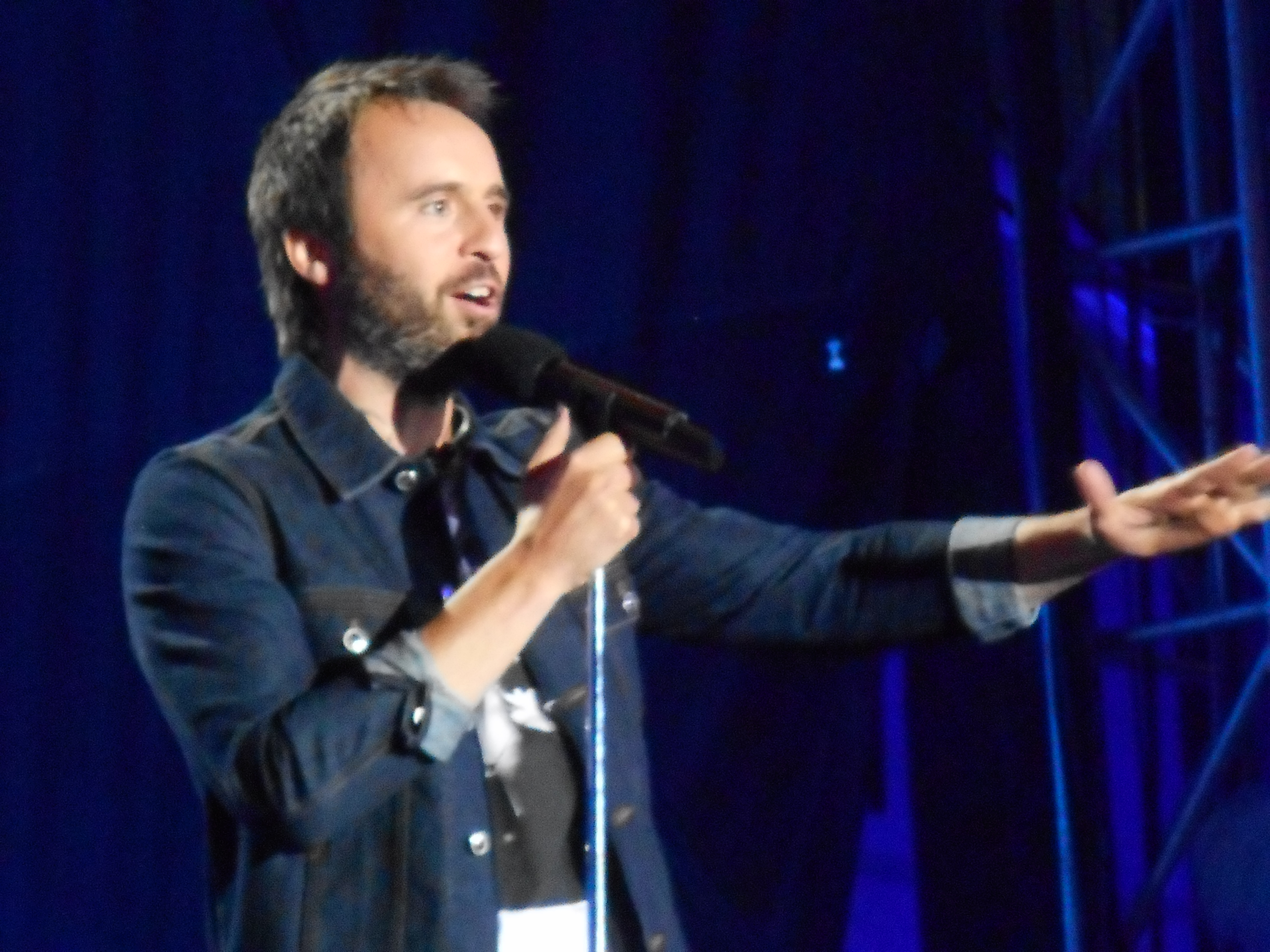
Louis-José Houde est un humoriste, animateur et acteur québécois.

Plusieurs festivals d'humour furent créés au Québec, dont le festival Juste pour rire de Montréal, qui jouit d'une réputation internationale en marge du scandale relatif à des comportements sexuels inappropriés de son fondateur Gilbert Rozon, ainsi que les festivals Grand Rire de Québec, Gatineau et Sherbrooke.
D'éminents artistes et groupes de l'humour sont connus, tels Rose Ouellette (dite La Poune), Juliette Petrie, Stéphane Rousseau, Roméo Pérusse, Gilles Latulippe, Yvon Deschamps, Anthony Kavanagh, Marc Favreau (célèbre pour son personnage de Sol, un clown clochard), Michel Noël (et son personnage du Capitaine Bonhomme), Jacques Desrosiers (interprète du célèbre clown Patof), Ding et Dong, Les Grandes Gueules, Lise Dion, François Pérusse avec Les 2 Minutes du peuple, Jean-Michel Anctil, Martin Matte, Louis-José Houde, Rock et Belles Oreilles, Cathy Gauthier, etc.
Plusieurs émissions ont leur popularité, telles Cré Basile, Le zoo du Capitaine Bonhomme, Lundi des Ha! Ha!, Démons du midi, La petite vie, Les Bougon, Le sketch show, etc.
La Ligue nationale d'improvisation (LNI), créée en 1977, fait valoir nombre de comédiens et humoristes en joignant l'humour au théâtre d'improvisation.
L'École nationale de l'humour fut créée en 1988 afin de former les futurs humoristes du Québec.
L'Association des professionnels de l'industrie de l'humour (APIH) est le principal organisme de promotion et de développement du secteur culturel de l'humour au Québec.
Le Gala Les Olivier, en l'honneur de l'ancien humoriste Olivier Guimond, récompense les personnalités de l'humour québécois.
De leur côté, les enfants ont aussi leurs comédies et dessins animés, tels La boîte à surprise, Bobino, Le pirate Maboule, Fanfreluche, La Ribouldingue, Les 100 Tours de Centour, Patofville, Passe-Partout, Robin et Stella, Iniminimagimo, Vazimolo, Télé-Pirate, Bibi et Geneviève, Watatatow, Caillou, Cornemuse, Macaroni tout garni, Toc toc toc, Ramdam, Tactik, etc..

### Arts du cirque et de la rue

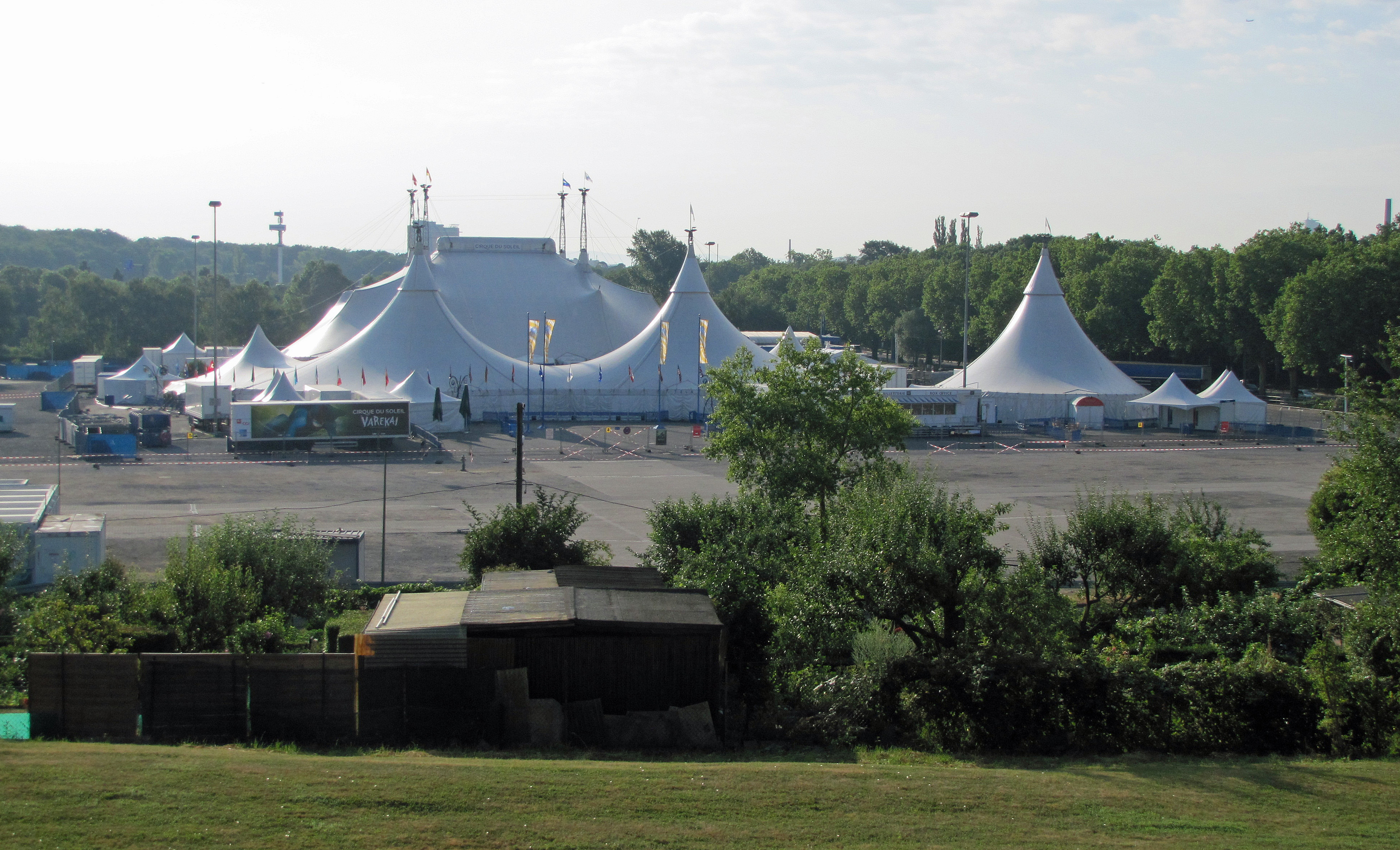
Le Cirque du Soleil en Allemagne en 2010.

Plusieurs troupes de cirque furent créés dans les dernières décennies, dont la plus importante : le Cirque du Soleil. Parmi ces troupes se trouvent des cirques contemporains, ambulants et à cheval, tels le Cirque Éloize, Cavalia, Kosmogonia, Saka, Cirque Akya, etc.
Présenté en plein-air, sous un chapiteau ou dans des salles de spectacles semblables à celles du Casino de Montréal, elles attirent de nombreuses foules autant au Québec qu'à l'étranger.
L'École nationale de cirque et l'École de cirque de Québec furent créées afin de former les futurs artistes du cirque contemporain. De son côté, TOHU fut fondé en 2004 afin de diffuser les arts du cirque.

À la manière des troupes itinérantes de la Renaissance, les saltimbanques (amuseurs de rue), clowns et masques se promènent, de ville en ville, afin de jouer leur comédie. Bien qu'ils puissent apparaître de façon ponctuelle, en tout temps, ils sont particulièrement visibles lors des événements culturels, tels au Bal de neige de Gatineau, au Carnaval de Québec, au Festival de montgolfières de Gatineau, au Festival d'été de Québec, au festival Juste pour rire de Montréal, aux Fêtes de la Nouvelle-France de Québec, ainsi que dans les nombreuses foires agricoles et commerciales à travers le Québec, etc. 

### Mode et décoration
Des vêtements traditionnels à la haute couture, la mode québécoise s'est d'abord développée autour des conditions de vie et du climat québécois. Ainsi, en Nouvelle-France, les nobles et les bourgeois suivaient la mode vestimentaire de la France. Ils étaient en retard sur la mode de Paris de seulement une année, le temps qu’arrive le vaisseau du roi. Les habitants (seigneurs et censitaires) avaient une mode vestimentaire différente. Ils adaptaient leurs vêtements aux coutumes des Autochtones : les femmes portaient des jupes plus courtes et se couvraient les épaules d’un châle; les hommes portaient des mitasses, des mocassins et des tuques de laine. Les Canadiens avaient une grande liberté vestimentaire. Plusieurs femmes plus pauvres se peignaient les cheveux le dimanche de manière sophistiquée. Les administrateurs de la colonie n’étaient pas d’accord, car ils disaient que cette façon de se peigner les cheveux était réservée aux bourgeois et aux nobles. Aussi, certaines femmes portaient des vêtements jugés indécents. C'est ainsi qu'à la fin du XVIIe siècle, la mode veut que les femmes aient les seins à peu près découverts. C’est une mode que Jean-Baptiste de La Croix de Chevrières de Saint-Vallier va dénoncer dans son rituel. Il va même ordonner aux curés de : « refuser les sacrements, surtout celui du mariage, aux personnes du sexe qui seront immodestement habillées, qui n’auront pas la tête voilée, qui auront le sein découvert ou seulement couvert d’une toile transparente ».
La mode québécoise se fait aujourd'hui valoir grâce à des stylistes, tels Marie Saint-Pierre, Marie-Claude Guay, Philippe Dubuc, Léo Chevalier et John Warden, ainsi qu'à des boutiques et magasins, tels La Maison Simons, Ogilvy's, Holt Renfrew, Les Ailes de la Mode, le Château, etc. Les grands couturiers de renom international qui font affaire au Québec sont, par ailleurs, principalement concentrés aux Cours Mont-Royal.
Alors que La Grande Braderie expose les principales œuvres de la mode québécoise, le gala de la Griffe d'or en récompense les créateurs.
De son côté, la décoration intérieure est assurée par des créateurs de renom québécois, tels Signature Maurice Tanguay, Germain Larivière, De Lacroix Design, etc. Alors que d'autres créateurs se spécialisent dans le prêt-à-monter, tels les Industries Dorel, Mobilier Déco Design, etc.

### Patrimoine et traditions culturelles

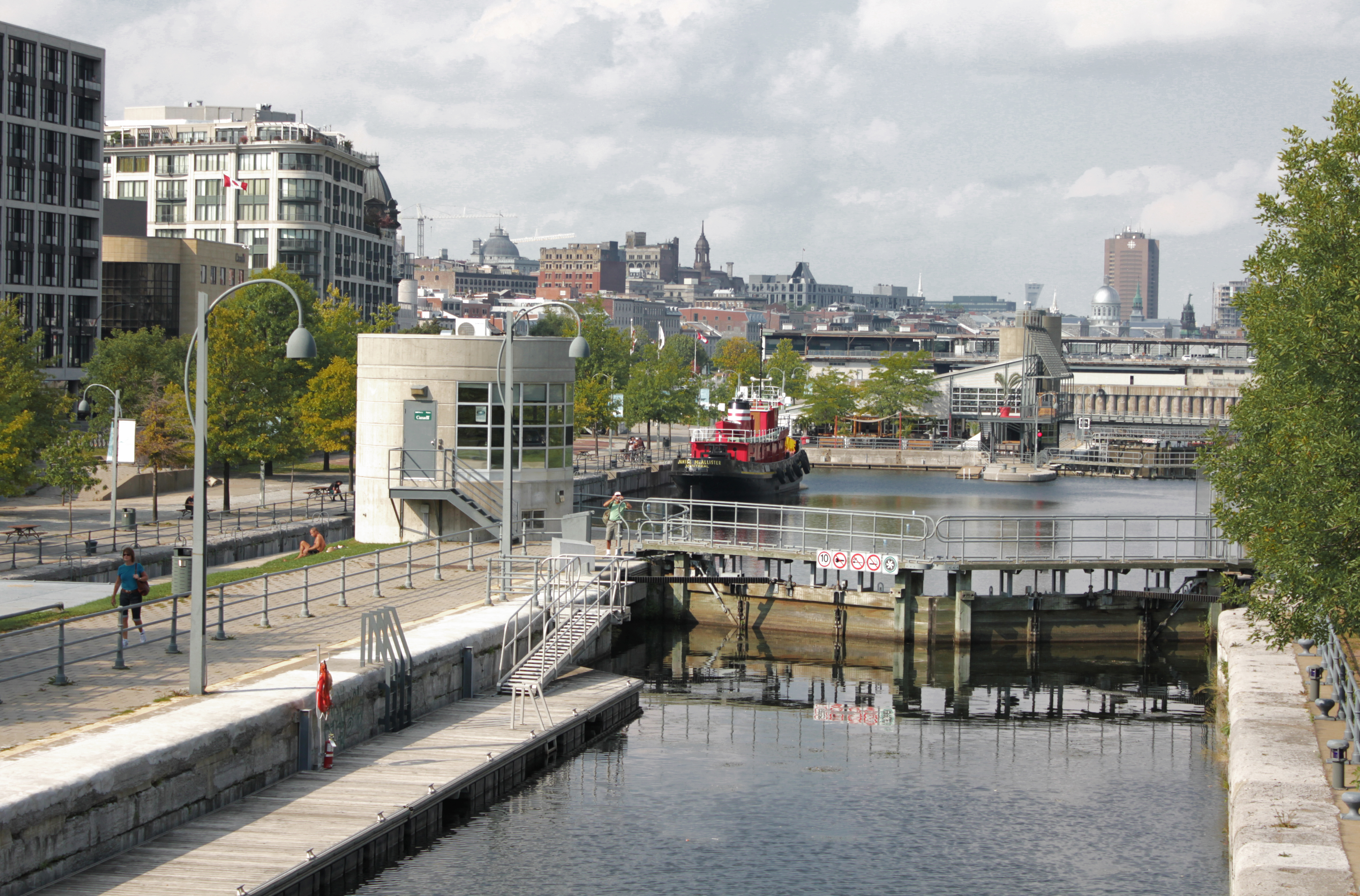
Le canal de Lachine.

Le Fonds du patrimoine culturel québécois est un programme du gouvernement du Québec visant la conservation et la mise en valeur du patrimoine québécois, conjointement avec diverses lois. Plusieurs organismes veillent à cette même mission, autant dans les traditions culturelles que dans les paysages et édifices patrimoniaux, dont le Conseil du patrimoine culturel du Québec, le Centre de conservation du Québec, le Conseil québécois du patrimoine vivant, Action patrimoine (la Fondation québécoise du patrimoine), Archéo-Québec, le Centre de valorisation du patrimoine vivant, EspaceTrad, l'Association québécoise d'interprétation du patrimoine, etc.
Fortement marquée par la présence de l'Église catholique, la mise en valeur de l'histoire religieuse du Québec est assurée par des organismes tels le Conseil du patrimoine religieux du Québec. Depuis 2007, le gouvernement favorise, avec les divers acteurs du milieu, la conclusion d'ententes sur l'utilisation des biens appartenant aux fabriques et corporations épiscopales afin d'établir des « partenariats dans le financement de la restauration et de la rénovation du bâti religieux ».
Plusieurs sites, maisons et ouvrages historiques témoignent du patrimoine culturel québécois, tels le village québécois d'antan, le village historique de Val-Jalbert, le fort Chambly, la maison nationale des Patriotes, la pulperie de Chicoutimi, le canal de Lachine, le pont Victoria, etc.
Alors que les artéfacts en font de même, divers musées racontent l'histoire culturelle du Québec, tels le Musée de la civilisation, le Musée de l'Amérique francophone (Cité du Séminaire), le Musée McCord Stewart, Pointe-à-Callière (Cité d'archéologie et d'histoire de Montréal), etc.
Diverses œuvres littéraires reproduisent la vie quotidienne d'autrefois, se fondant ainsi dans la tradition sociale et culturelle des téléromans québécois à l'ancienne, tels la trilogie de Pierre Gauvreau (Le Temps d'une paix, Cormoran et Le Volcan tranquille) ainsi que La Famille Plouffe, Les Belles Histoires des pays d'en haut, La Petite Patrie, Entre chien et loup, Les Filles de Caleb, Blanche, Au nom du père et du fils, Marguerite Volant, Nos étés, Musée Éden, etc.
Le Répertoire du patrimoine culturel du Québec permet d'avoir accès à des renseignements détaillés sur les éléments qui composent le patrimoine du Québec, dans tous les types de patrimoine reconnus par la Loi sur la conservation du patrimoine du Québec (immobilier, immatériel, mobilier, événement, personnages historiques, etc.).

### Sport

#### Hockey sur glace
Le hockey sur glace occupe une place privilégiée dans la vie de nombreux Québécois, en tant que sport national du Canada.
Les Canadiens de Montréal forment un club professionnel faisant partie de la Ligue nationale de hockey (LNH). Ce club, fondé en 1909, joue ses parties locales au Centre Bell de Montréal, dont la capacité est la plus grande de la LNH avec 21 273 sièges. Le club a participé 34 fois à une finale de la coupe Stanley et l'a remportée 24 fois, ce qui constitue un record de la ligue.
De leur côté, les Nordiques de Québec sont un ancien club de la LNH, qui jouaient au Colisée de Québec (dont la capacité est de 15 399 sièges). Cette équipe a marqué l’histoire et la culture sportive du Québec, et contribué à la rivalité naturelle Québec-Montréal, avant de déménager en 1995 au Colorado (États-Unis). Aujourd'hui, l'espoir de retrouver une équipe en LNH est toujours présent, la ville ayant même construit une toute nouvelle aréna de 18 259 places, le Centre Vidéotron.
De plus, la Ligue de hockey junior Maritimes Québec au niveau junior majeur est omniprésente à travers le Québec avec 12 équipes sur 17.
L'équipe de la Victoire de Montréal de la Ligue professionnelle de hockey féminin est une équipe existant depuis 2023. Auparavant l'équipe des Canadiennes de Montréal étaient présente.

#### Football
Depuis 1996, les Alouettes de Montréal évoluent dans la Ligue canadienne de football (LCF). Le club a été fondé en 1946, mais après plusieurs années difficiles, l’équipe est dissoute en 1987. En 1996, les Stallions de Baltimore sont déménagés à Montréal, au Stade Percival-Molson, et renommés « Alouettes ».
Le football universitaire canadien est davantage présent au Québec depuis 1995 avec les équipes du Rouge et Or, des Carabins de l'Université de Montréal, Vert & Or de l'Université de Sherbrooke, des Redbirds de l'Université McGill, Stingers de l'Université Concordia.

#### Baseball
Jusqu’en 2004, les Expos de Montréal évoluaient au sein de la Ligue majeure de baseball (LMB). Créée en 1968, l’équipe avait élu domicile au Stade olympique de Montréal (capacité de 43 739 places en mode baseball). Franchisée le 27 mai 1968, elle devait son nom à l’Exposition universelle de Montréal (Terre des Hommes), qui avait eu lieu l’année précédente. Au terme de la saison 2004, l’équipe est déménagée à Washington.
Les équipes professionnelles de baseball au Québec sont maintenant les Capitales de Québec depuis 1999. Maintenant dans la Ligue Frontière, elle a remporté 10 championnats dans son histoire parmi les ligues Ligue Can-Am et Frontière.
Depuis 2013, les Aigles de Trois-Rivières existent et font aussi partie de la Ligue Frontière. En 2015, ils ont remporté le championnat de la Ligue Cam-Am.

#### Formule 1
Le Grand Prix automobile du Canada, une course de Formule 1, a lieu au Québec depuis 1978 sur le Circuit Gilles-Villeneuve, tracé sur l'île Notre-Dame de Montréal. Le pilote d'origine québécoise Gilles Villeneuve y avait remporté la première édition sur Ferrari en 1978. Il est mort en 1982 à la suite d’un accident au dernier tour de qualification pour le Grand Prix de Belgique, sans avoir pu emporter un titre de Champion du Monde. C'est son fils Jacques qui réalisera ce rêve en 1997.

#### Soccer
L'Impact de Montréal, qui évolue au stade Saputo de Montréal depuis 2008, est l'équipe de soccer la plus importante du Québec. Fondée en 1992, l'équipe a remporté trois titres de champion de la United Soccer Leagues (USL) et a représenté le Canada dans la ligue des champions de la CONCACAF en 2008, en 2013 et en 2014, où l'équipe Montréalaise a atteint une finale historique.
La pratique sportive des Québécoises est attestée par plusieurs équipes féminines de haut-niveau : les Comètes de Laval et l'Amiral SC de Québec au soccer.

#### Sports d'hiver
La saison hivernale au Québec s’étend sur près de la moitié de l’année, de novembre à avril, avec des conditions de neige exceptionnelles (de 3 à 15 mètres de neige par hiver selon les régions). Les principaux centres de ski alpin du Québec sont situés en Estrie, dans les Laurentides, dans la Capitale-Nationale et en Gaspésie.
La motoneige est une autre activité hivernale populaire. En 2008, la Fédération des clubs de motoneigistes du Québec regroupait près de 90 000 adhérents. Ceux-ci empruntent 33 500 km de sentiers aménagés et patrouillés par la police et des bénévoles provenant des 208 clubs locaux,.
Lors des Jeux olympiques d'hiver de PyeongChang 2018, les athlètes du Québec ont enregistré une performance exceptionnelle, remportant à eux seuls presque la moitié de toutes les médailles du Canada (un record de 12 sur 29); le Québec étant l'un des états de la fédération canadienne. Aux Jeux d'hiver 2010 de Vancouver, les athlètes québécois avaient remporté 9 des 26 médailles canadiennes. Aux Jeux de Sotchi en 2014 ils en avaient remporté 10 sur 25.

### Gastronomie
Les premiers colons en Nouvelle-France préparaient des repas consistants pour mieux affronter les rigueurs du climat et du labeur quotidien. Selon les témoignages des voyageurs qui ont visité la Nouvelle-France, la condition physique du Canadien semble meilleure que celle du paysan de France de l’époque. C'est ainsi qu'on mangeait de la tourtière, des œufs, du poisson, de la viande d’élevage ou de chasse, des framboises, des bleuets, de la citrouille, des baies sauvages, des fraises. Alors qu'en France le blé d'Inde était inconnu, on en consommait beaucoup en Nouvelle-France; on consommait également plus de viande mais moins de pain.
Une cuisine familiale, basée sur la tradition française, s’est développée au fil des siècles, intégrant poisson, gibier, légumes et fruits frais. La tourtière, le cipaille, les fèves au lard, la soupe aux pois, le rôti de porc, les cretons, la tarte au sucre et les galettes de sarrasin sont quelques exemples de ces mets traditionnels. Certains demeurent au menu de restaurants alors que d’autres sont servis en de grandes occasions, comme les repas traditionnels de la période des Fêtes. Au printemps, ces plats peuvent être servis dans les cabanes à sucre. Les recettes traditionnelles sont également réinterprétées au goût du jour par les chefs des grands restaurants québécois, qui proposent également une foule de produits fins du Québec, comme le foie gras, le magret de canard, le caviar de corégone (un poisson des eaux de l’Abitibi), le cidre de glace et le vin de glace.
En matière de restauration rapide, la guédille et la poutine sont des mets typiquement québécois, généralement servis dans les cantines du coin. La poutine est un mets constitué de frites et de fromage en grains (cheddar frais) que l’on recouvre généralement d'une sauce brune. Son origine n'est pas connue précisément et il en existe de nombreuses variantes : différentes sauces, fromages, ajout d'autres ingrédients, etc. (ou, stands à patates frites).
Le Québec compte également pour 80 % de la production mondiale de sirop d’érable,. Issue de traditions autochtone adaptées et modifiées par les colons de la Nouvelle-France, l’acériculture consiste en un premier temps à entailler les érables à sucre au moment du dégel printanier. La sève recueillie est ensuite réduite par évaporation jusqu’à l’obtention d’un délicieux sirop sucré, idéal pour accompagner crêpes, gaufres, pain perdu (dit pain doré), ainsi qu’une multitude de plats.
En 2007, le Devoir identifiait le pâté chinois, un mets typique du Québec, comme « plat national des québécois ». Un panel de personnalités interrogées à ce sujet mentionnant que ce plat possède plusieurs atouts tel que son côté familial et réconfortant, son faible coût et ses racines historiques liés aux crises économiques. À l'origine c'était un plat simple préparé à partir de « restes de viande et de légumes bon marché », qui est de plus en plus l'objet de « remodelage et entre dans le monde de la gastronomie ». Il faut tout de même mentionner que l'on partage cet aspect avec le Canada où au moment de la construction du chemin de fer est - ouest au pays , l'on servait dans tout le Canada ce plat aux ouvriers qui se composaient aussi d'une main-d'œuvre immigrante chinoise nombreuse d'où l'appellation de pâté chinois.

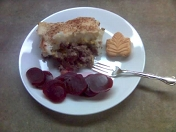
Le pâté chinois fait partie de la gastronomie du Québec.
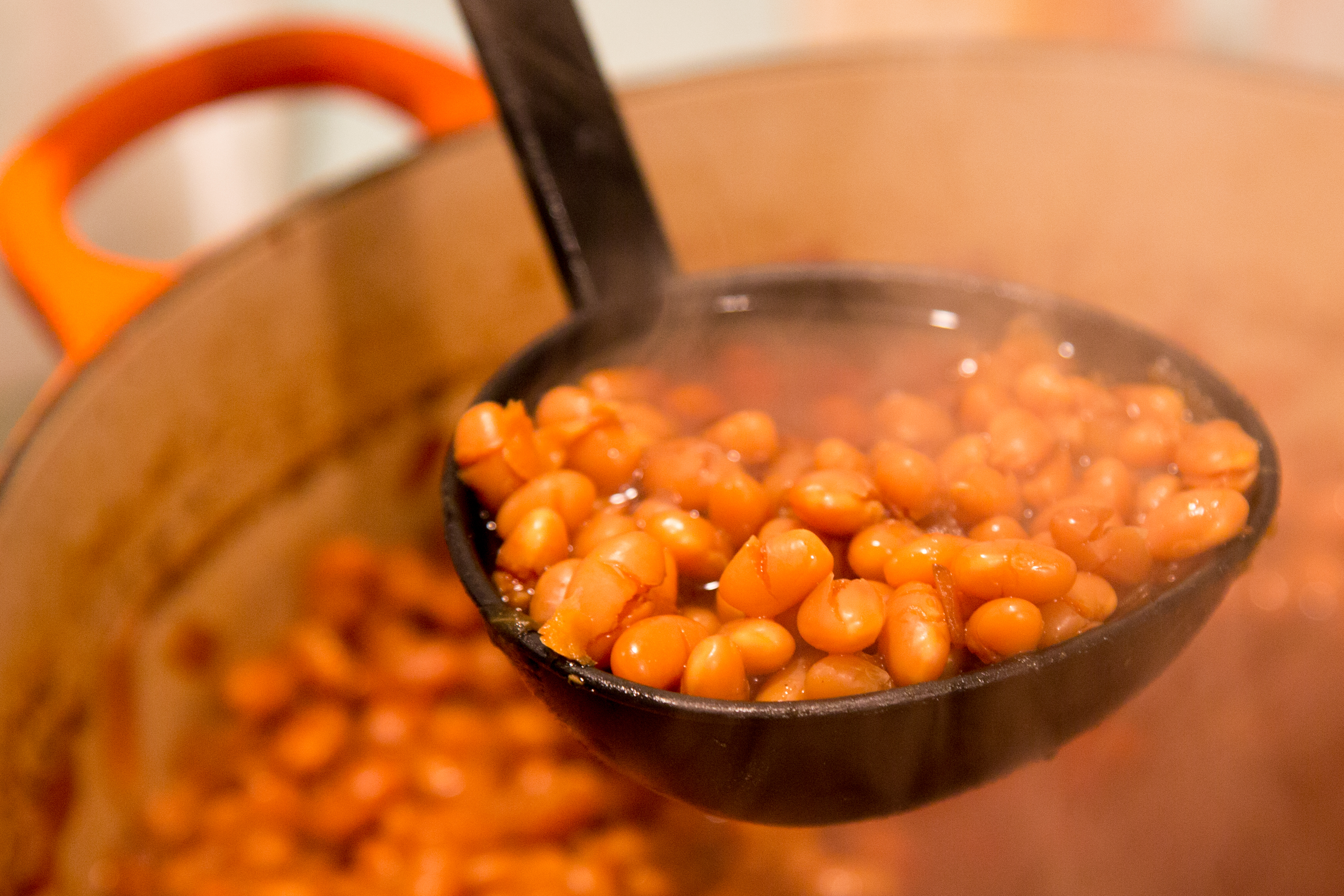
Les fèves au lard, également appelées bines, sont typiques du Québec.
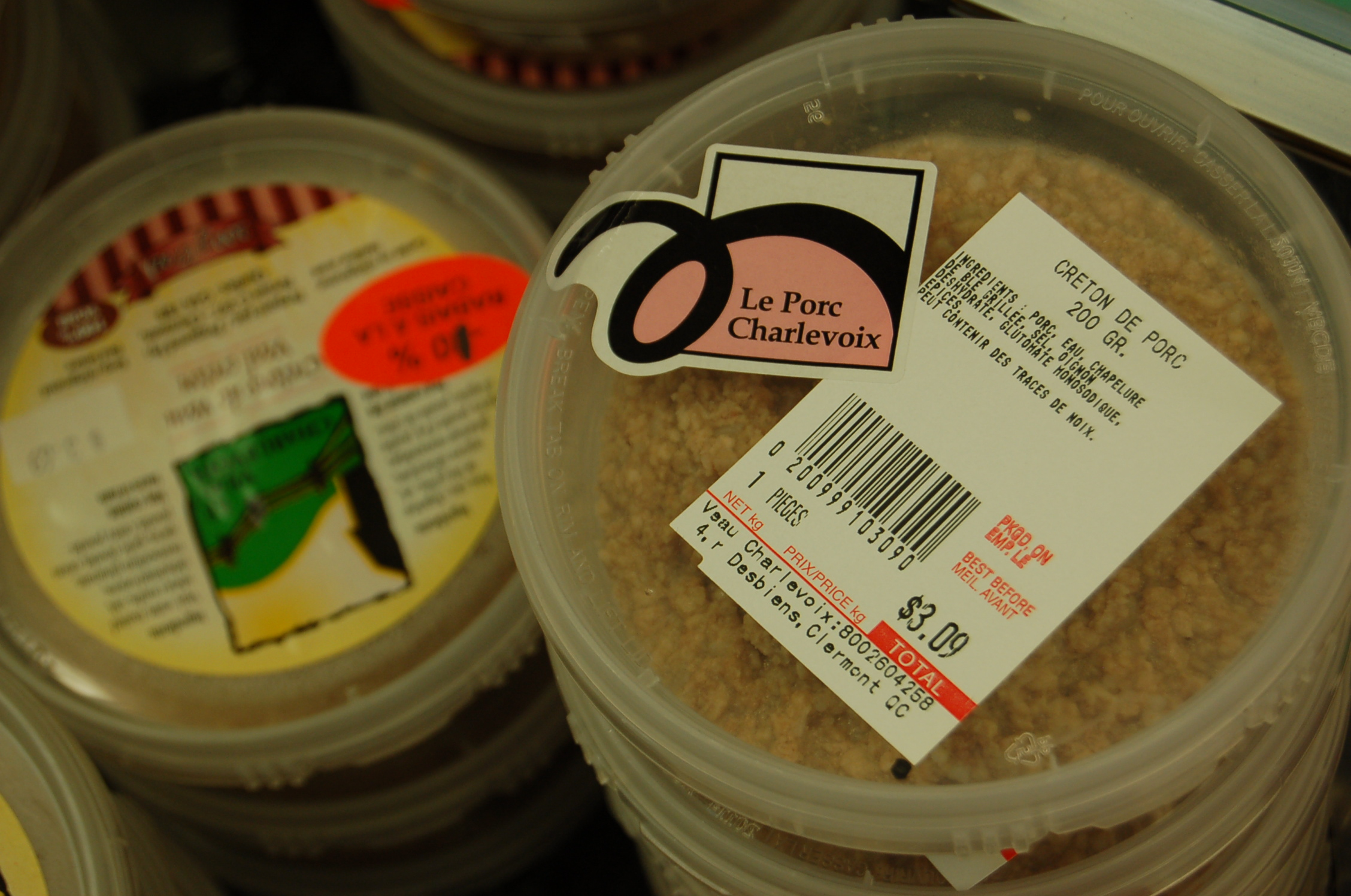
Les cretons intègrent aussi les habitudes alimentaires des québécois.

### Identité québécoise

#### Identité québécoise nationaliste
Cette facette de la culture québécoise se compose de nombreux éléments. On peut en noter certains tels : l'identification culturelle à la Métropole française remarquable à de nombreuses réalités telles l'Association Québec-France ou France -Québec qui dynamisent les échanges culturels entre les deux entités,, la présence du Centre de la Francophonie des Amériques au Québec qui a été commandité par la France ou encore l'implication de TV5 monde dans des activités culturelles québécoises comme la Saint-Jean-Baptiste par exemple. De plus Haïti en tant que bassin américain francophone est aussi un volet de l'identité québécoise qui se remarque à la présence d'une communauté haïtienne significative à Montréal. Enfin de façon plus générale on peut énoncer que toute l'Amérique française façonne l'identité nationale au Québec.

#### Identité canadienne au Québec

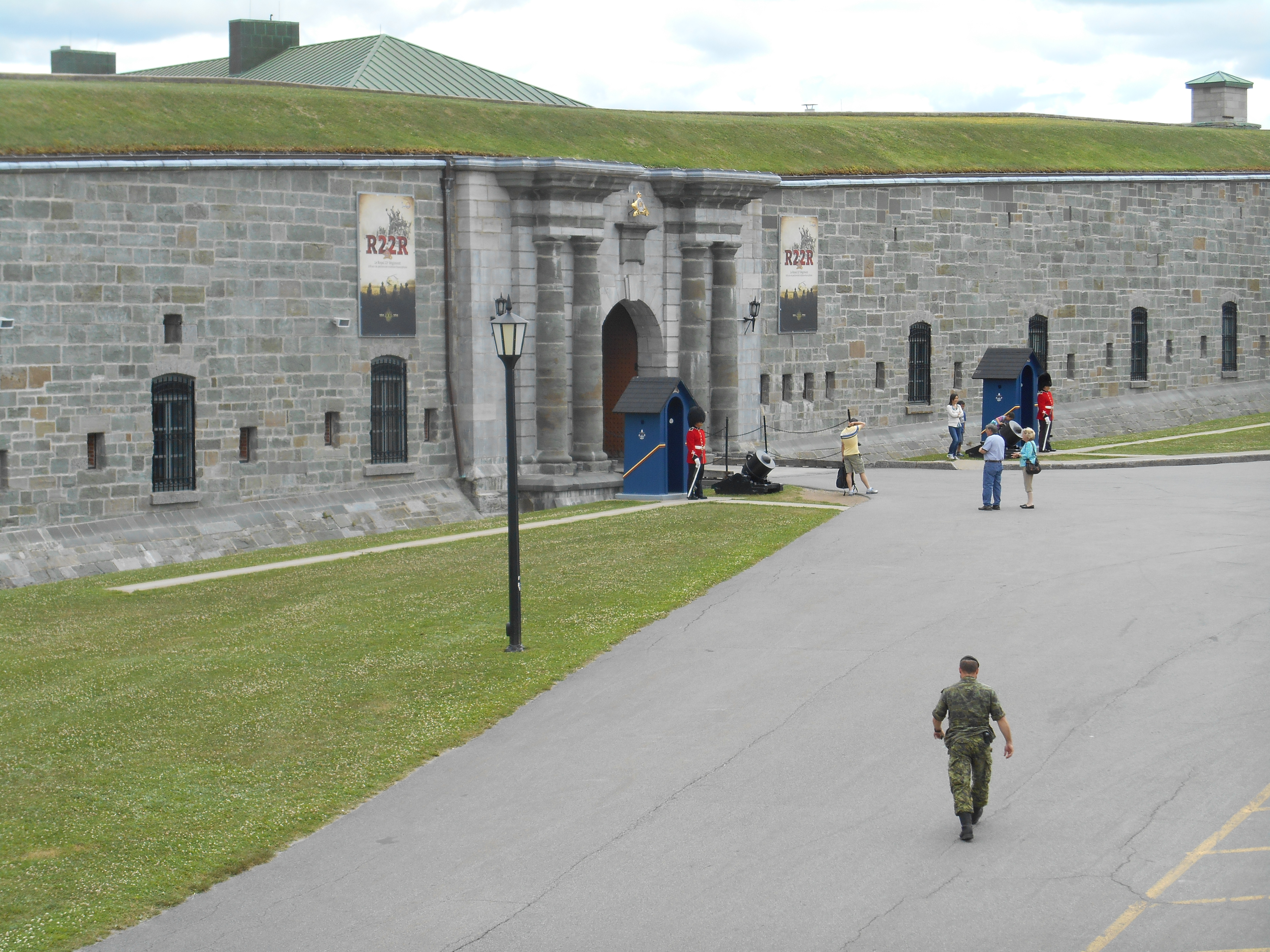
L'entrée de la Citadelle de Québec gardée par des soldats habillés à l’anglaise.

La participation du Québec à la création du Canada fut un élément majeur pour la nation canadienne. Qui plus est, on note le lien qui unit le Québec avec la couronne britannique. Effectivement, le lieutenant-gouverneur du Québec est le représentant de Charles III au Québec (le souverain du Royaume-Uni et du Canada). La présence d'une citadelle anglaise dans la capitale nationale de la province de Québec est un exemple de l'influence britannique sur le territoire québécois, influence qui participe, comme celle française, de l’identité canadienne au Québec. Ainsi, le Québec allie culture française majoritaire et culture britannique, ce qui contribue à sa singularité au sein de la fédération canadienne et participe à son intérêt historique et touristique.[réf. nécessaire]

## Religion

### Catholicisme
Avec un taux d'adhésion de 75 % de la population québécoise, le catholicisme est la principale religion au Québec, quoique la pratique traditionnelle soit suivie par 10 % des croyants québécois. Dès le début de la colonie, puis au cours de l'histoire canadienne-française, l’Église catholique a joué un rôle prépondérant dans le développement social et politique du Québec.
La première messe fut célébrée par le prêtre accompagnant Jacques Cartier lors de son voyage en 1535. Mais, l’évangélisation des Autochtones par les missionnaires catholiques précéda la fondation des paroisses. Puis, en 1627, le cardinal de Richelieu décréta une proclamation royale, suivant laquelle Louis XIII bannissait tous les non-catholiques, y compris les huguenots, de la Nouvelle-France. Le vicariat apostolique fut fondé en 1658, suivi du diocèse de Québec en 1674. D'ailleurs, l'évêque de Québec qui, aujourd'hui, est d'office le primat de l'Église catholique du Canada, était membre du Conseil souverain pour le gouvernement de la Nouvelle-France.
La puissance extraordinaire qu’avait autrefois l’Église catholique est reflétée dans tous les domaines culturels, de la langue jusqu’aux beaux-arts, en passant par le théâtre, la littérature et le cinéma. L’âge d’or pour les ecclésiastiques arrivera au milieu du XIXe siècle (vers 1840), période pendant laquelle l’Église, influencée par l'ultramontanisme, concrétise son influence (voir Cléricalisme au Québec).
En 1872 est créé sur le fleuve Saint-Laurent le diocèse d'Ogdensburg, eu égard au nombre croissant d'immigrants catholiques à New York et à la forte présence catholique au Québec voisin. Le premier évêque Edgar Wadhams recrute des prêtres au Québec. Le deuxième évêque Henry Gabriëls, d'origine belge, parle français et anglais, et entretient les relations avec le Canada et le Québec. Le troisième évêque Joseph Henry Conroy a fait ses études à Montréal, Québec, et à Toronto, Ontario.
Mais cent ans plus tard, l'influence catholique s'essouffle. Après les abus de la Grande Noirceur, la société québécoise est traversée, et profondément transformée, par la Révolution tranquille. Créée en 1966, l'Assemblée des évêques catholiques du Québec traite des questions d'actualité concernant les valeurs éthiques et morales (ex. : mariage homosexuel, euthanasie, avortement, etc.).
Outre les autres Saints, Bienheureux et Vénérables reconnus pour leur action en Amérique française, le Frère André devint le premier saint homme d'origine québécoise lors de la célébration de canonisation, le 17 octobre 2010, à Rome, présidée par le pape Benoît XVI.

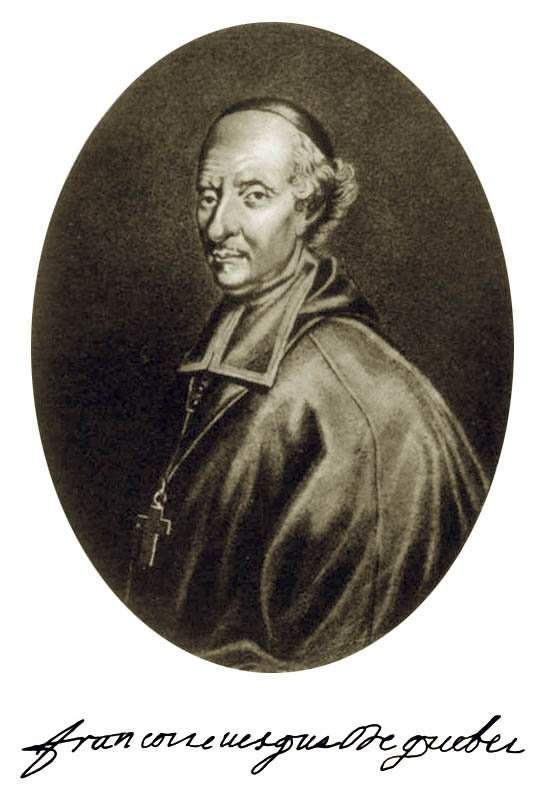
François de Laval, fondateur du séminaire de Québec et du vicariat apostolique de la Nouvelle-France.
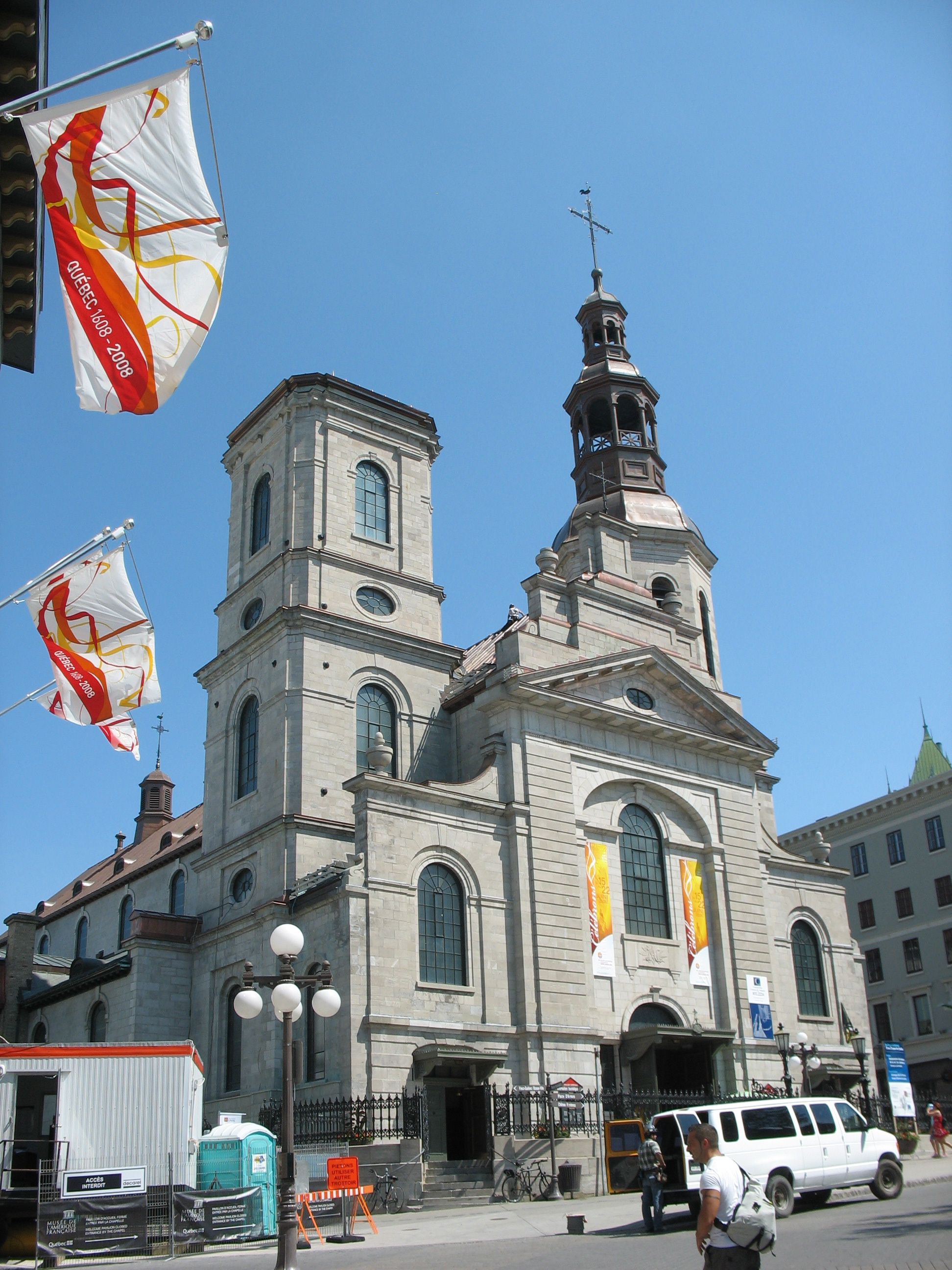
Symbole catholique, la Basilique-cathédrale Notre-Dame de Québec.

### Protestantisme

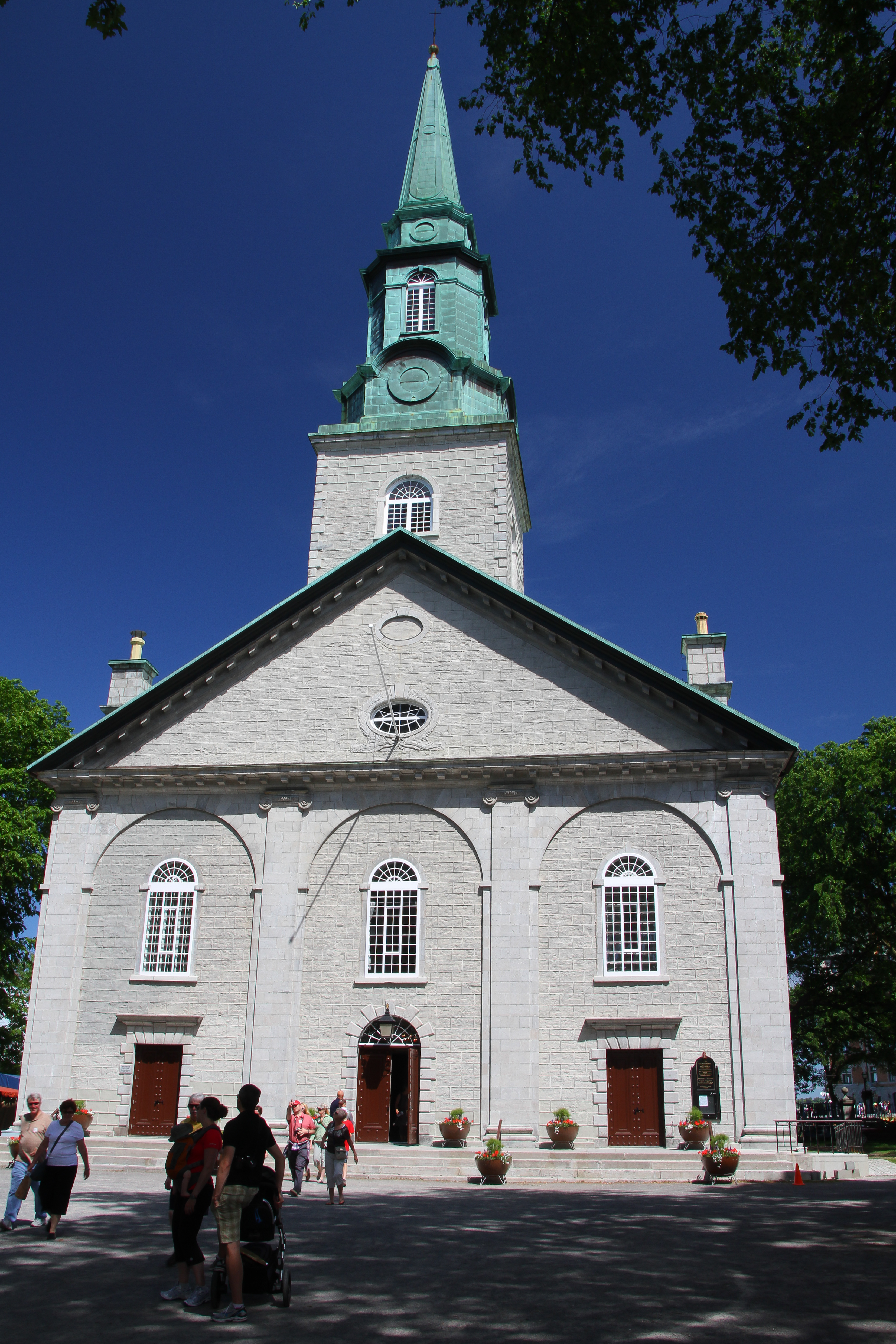
La cathédrale de la Sainte-Trinité de Québec est un symbole important de la religion protestante au Québec.

Cette pratique du catholicisme réformé était présente dès les débuts de l'histoire du Québec à l'époque de la Nouvelle-France.
En effet, dès le tout début du Canada, plusieurs huguenots de religion calviniste seront présents sur le territoire. La pratique du protestantisme sera tolérée en Nouvelle-France jusqu'en 1627. On a recensé des huguenots dans à peu près toutes les classes de la société, tant colons, pêcheurs que filles du roy et on peut même compter parmi eux quelques personnages marquants de l'histoire de la colonie, nommés plus haut. Par contre, la très grande majorité ont été forcés de cacher leur foi et de vivre en tant que catholiques. Finalement, durant le Régime français, on estima le nombre d'immigrants de religion protestante dans la colonie à hauteur de 1 450 personnes.
Depuis le régime britannique, la religion protestante et plus particulièrement la confession anglicane qui en est la branche royaliste, est devenue une religion tolérée sur le territoire québécois, encouragée entre autres par des anglophones protestants qui viennent s’établir dans certaines régions du Québec.

### Autres religions
Les religions amérindiennes du Québec précédèrent le catholicisme sur le territoire.
Dès 1777, une première synagogue fut implantée à Montréal, mais c’est surtout à partir de la fin du XIXe siècle et au début du XXe siècle que des groupes relativement importants de Juifs se joignirent à la communauté montréalaise. La communauté juive, établie principalement sur l'île de Montréal, compte maintenant plus de 120 000 personnes. En 2010, cette communauté est composée de 26,1 % de juifs traditionalistes, de 24,3 % d'orthodoxes, de 15,2 % de conservatives-Massorti, de 9 % de juifs reconstructionnistes et réformés, et 25,4 % des juifs montréalais se disent sans aucune affiliation religieuse.
Au cours du XIXe siècle, plusieurs familles canadiennes-françaises intégrèrent les églises protestantes de langue anglaise. Puis, au XXe siècle, des vagues successives d’immigrants venant d’Afrique, d'Asie, de Grèce, d'Irlande, d’Italie s’établirent à Montréal, apportant leurs coutumes culturelles et religieuses. Certaines communautés religieuses, tels que les chrétiens orientaux, établirent alors des lieux de culte.

### Lieux de culte

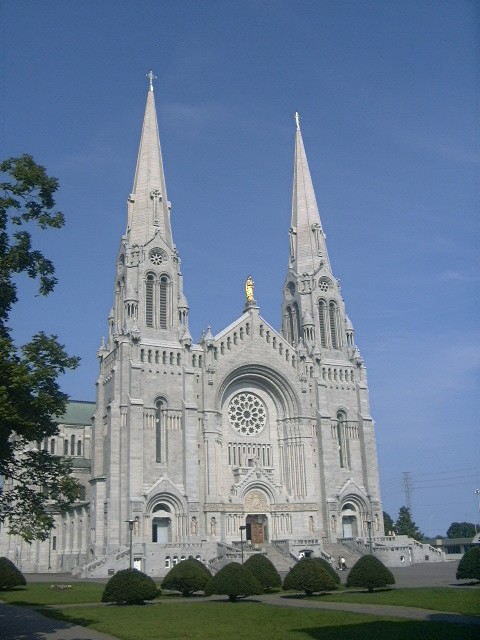
La basilique Sainte-Anne-de-Beaupré.

En 1664, la basilique-cathédrale Notre-Dame de Québec devint la première église paroissiale en Amérique du Nord. Sa construction remonte à 1647 et, fut alors nommée sous le vocable Notre-Dame-de-la-Paix. Sa première messe y fut célébrée par le père Vimont le 24 décembre 1650. Elle obtint le statut de cathédrale en 1674, lorsque François de Laval devint évêque de Québec, et son statut de basilique mineure en 1874. Cette cathédrale est le siège du primat catholique du Canada. Elle a été reconstruite à deux reprises après le siège de Québec de 1759 et l’incendie de 1922.
Le lieu de culte le plus fréquenté du Québec est la basilique Sainte-Anne-de-Beaupré[réf. nécessaire], dans la municipalité du même nom, près de Québec. Cette basilique catholique accueille des millions de visiteurs chaque année, et surtout pendant la neuvaine de Sainte-Anne, qui culmine le 26 juillet. Elle est reconnue pour ses miracles (les milliers de béquilles à l’entrée en faisant foi) et par le fait que la statue de Sainte-Anne a survécu à deux incendies majeurs,.
L’oratoire Saint-Joseph, à Montréal, est le plus grand lieu de culte au monde dédié à saint Joseph. Situé sur le flanc du Mont Royal, on le connaît pour ses 283 marches, que les pèlerins viennent chaque année monter à genoux, récitant une prière sur chacune des marches.
Nombre de pèlerinages incluent des lieux tels l'Abbaye Saint-Benoît-du-Lac, la Basilique Notre-Dame du Cap, la Basilique Notre-Dame de Montréal, la Basilique-cathédrale Marie-Reine-du-Monde de Montréal, la Basilique-cathédrale Saint-Michel de Sherbrooke, la Basilique Saint-Patrick de Montréal, etc.
Un autre lieu de culte important au Québec est la cathédrale anglicane Holy Trinity dans la ville de Québec qui fut érigée entre 1800 et 1804 . Il s’agit de la première Cathédrale anglicane en dehors des îles britanniques.
En 2000 fut érigé le premier temple de l'Église de Jésus-Christ des Saints des Derniers Jours (Les Mormons) du Québec sur le territoire de la ville de Longueuil, le troisième temple de la religion mormone au Canada sur les 6 actuellement en service.
En août 2019, la ministre de la Culture Nathalie Roy annonce l'allocation de 15 millions de dollars pour préserver le patrimoine culturel à caractère religieux et de 5 millions de dollars pour la requalification des lieux de culte.

### Saints du Québec

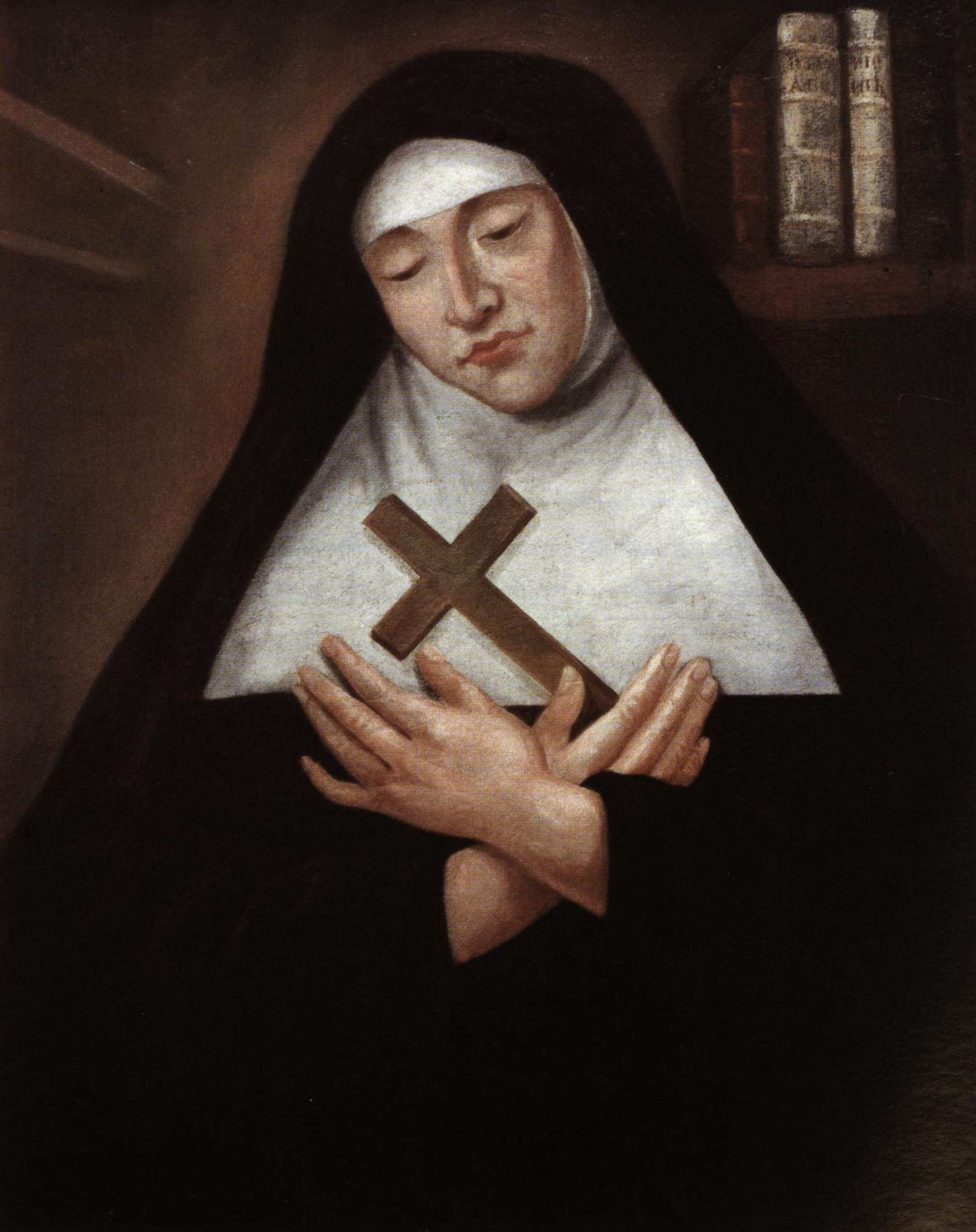
Sainte Marie de l'Incarnation.

Il y a plusieurs saints ayant vécu au Québec. Parmi les plus récentes canonisations on retrouve:
- Saint Frère André Bessette canonisé en 2010 par le pape Benoît XVI[422].
- Sainte Kateri Tekakwitha canonisée le 21 octobre 2012 par le pape Benoit XVI[423].
- Sainte Marie de l'Incarnation canonisée en 2014 par le pape François[424].
- Saint François de Laval canonisé en 2014 par le pape François[425].

## Symboles du Québec

### Drapeau
En termes vexillographiques, le drapeau du Québec est « d’azur à la croix d’argent cantonnée de quatre fleurs de lys du même » et désigné sous le nom de « Fleurdelisé ». Le Jour du drapeau est le 21 janvier, date à laquelle en 1948 lui fut accordé le statut de « drapeau officiel du Québec » par le gouvernement. Remarque : le drapeau français au XVIIIe siècle arborait la fleur de lys avant d'être modifié

### Armoiries
Les premières armoiries du Québec furent attribuées à l'État le 26 mai 1868 par acte de la reine Victoria du Royaume-Uni. Depuis 1939, elles sont : 

« Tiercé en fasce; d'azur, à trois fleurs-de-lis d'or; de gueules, à un léopard d'or, armé et lampassé d'azur; d'or, à une branche d'érable à sucre à triple feuille de sinople, aux nervures du champ. Timbré de la couronne royale. Sous l'écu, un listel d'argent bordé d'azur portant la devise JE ME SOUVIENS du même. »

### Devise
La devise nationale du Québec est le résultat de l’initiative d'Eugène-Étienne Taché – architecte de l’hôtel du Parlement. En 1883, ce dernier conçut l'épigraphe JE ME SOUVIENS qui surmonte depuis lors la porte principale de l'édifice.

### Emblèmes officiels

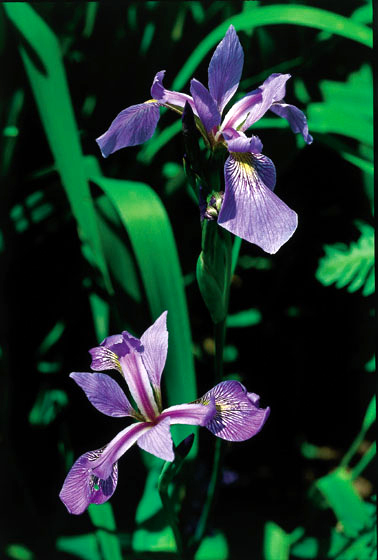
Iris versicolore.

En 1987, le harfang des neiges – rappelant la blancheur des hivers québécois, l’enracinement dans un climat semi-nordique et l’extension sur un vaste territoire – devint l’emblème aviaire du Québec,.
Le bouleau jaune (communément appelé merisier) est arbre-emblème en raison de son abondance dans les forêts québécoises et affectation simultanée à des fins artisanales et industrielles,.
En 1999, l'iris versicolore fut choisi comme fleur-emblème, en remplacement du lys blanc, qui est étranger au Québec. Outre sa ressemblance à l'iris des marais (image vivante de la fleur de lys), il symbolise – par l’harmonie de ses couleurs – la diversité de la société québécoise et – par son habitat – l’importance des milieux humides québécois. De plus, sa floraison se produit vers le 24 juin, jour de la Fête nationale du Québec,.
Le Grand Sceau du Québec, utilisé par le gouvernement pour authentifier les actes particulièrement importants, arbore plusieurs fleurs de lys.
Différents tartans sont attribués au Canada selon les provinces et territoires. Ces tissus, liés au Royaume-Uni, sont normalement adoptés officiellement pour toutes les provinces canadiennes. Au Québec, le tartan a été dessiné en 1965 par la même personne qui fit celui de l'Ontario, mais le tartan du Québec, encore en vigueur aujourd'hui, n'a jamais été adopté officiellement.

## Fêtes et traditions

### Fête nationale
Le 24 juin est date officielle de la Fête nationale du Québec – jour férié et chômé, marqué de diverses manifestations publiques et populaires (défilés, concerts, etc.).
Elle coïncide avec le jour de la Saint-Jean-Baptiste.

### Journée nationale des patriotes

Charles Alexander Smith, L'Assemblée des six-comtés, 1890.

Depuis 2003, la rébellion des Patriotes du Bas-Canada est commémorée à la Journée nationale des patriotes – le lundi précédant le 25 mai de chaque année.
Avant 2003, ce jour était officiellement désigné sous le nom de « Fête de Dollard » afin de souligner les exploits d'Adam Dollard des Ormeaux – héros de la Nouvelle-France à la bataille de Long Sault. Néanmoins, il coïncide dans les deux cas avec la Fête de la Reine depuis 1910.

### Journée nationale du déménagement
La journée nationale du déménagement, qui n'a rien d'officiel, témoigne d'une tradition qui remonte à 1974, année à laquelle ont été modifiées certaines dispositions du Code civil du Bas-Canada, aux fins de désigner la date du 1er juillet comme échéance normale des baux de logement. Un nombre élevé de déménagements a toujours lieu à cette date.

### Vacances de la construction
Depuis 1971, les vacances de la construction sont un congé estival pour la quasi-totalité des travailleurs de la construction, qui s'étend sur les deux dernières semaines civiles complètes de juillet. D'autres secteurs d'activité ont adopté cette mesure. Ainsi, environ le quart de la main-d'œuvre active québécoise est en vacances pendant cette période.

### Snowbirds
Les snowbirds sont des Québécois qui passent leurs vacances d'hiver en Floride – un phénomène existant depuis les années 1950. Les principaux sites de regroupement : les villes de l'Est de l'État, tels que Hallandale Beach, Pompano Beach, Hollywood et Fort Lauderdale. De plus, la culture des cabarets montréalais y subsiste et particulièrement sur l'avenue Collins à Miami Beach PQ.

## Relations extérieures

### Associations et diasporas

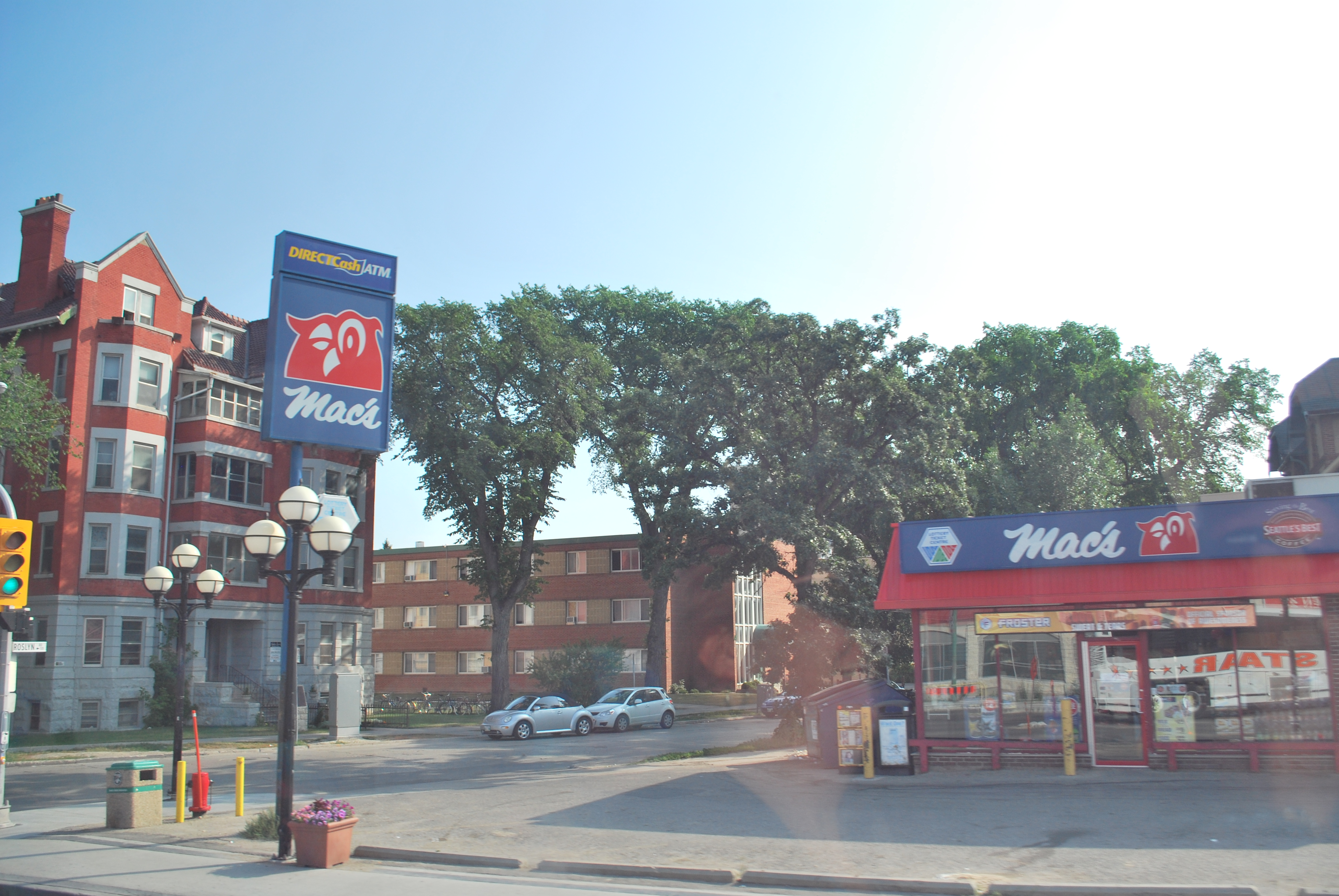
Alimentation Couche-Tard à Winnipeg.

Pour commencer, on retrouve une association du Québec en Allemagne. Une autre association la rejoint sur cette plateforme, la Fédération France-Québec / francophonie qui veille à entretenir et enrichir des relations entre le Québec et la France. De plus, à Paris, une place du Québec a été inaugurée en 1980 et rénovée en 2011.
La Banque de Montréal possède pour sa part un réseau mondial aux États-Unis et dans les autres provinces canadiennes par exemple. Hydro-Québec de son côté est une entreprise qui échange beaucoup avec le nord-est du continent. La valeur de ses exportations atteint actuellement environ 1 milliard de dollars par année. Bombardier, entreprise québécoise, est aussi présente dans de nombreux pays. À cela il faut ajouter le réseau mondial des entreprises Couche-Tard qui compte plus de 6 000 succursales sur la planète. De plus, dans l'État de la Floride aux États-Unis, de nombreux Québécois sont présents ou à l'année ou encore selon différentes périodes de l'année ; à titre d'infrastructures sur ce territoire, la communauté québécoise possède 3 succursales de la Caisse populaire Desjardins ce qui permet de répondre aux besoins de la communauté dans cette région. À ce sujet, Desjardins représentent un groupe mondial répandu un peu partout dans le monde.
Du point de vue de l'édition internationale, le groupe Québec Édition est un comité issu de l'Association nationale des éditeurs de livres qui se consacre au rayonnement international de l'édition francophone du Québec et du Canada.
Le monde de la chanson du Québec a une taille modeste sur la scène internationale et ce historiquement parlant. Par contre, le Québec est tout de même présent avec des vedettes internationales telles Alys Robi (1923 - 2011) ou Céline Dion (1968 -). En marge de cette question, l'émission de télévision Star Académie vient ouvrir le Québec à la Francophonie canadienne en mettant en lumière des participants francophones acadiens ou autres tels Jean-Marc Couture ou Wilfred LeBouthillier. Enfin, la ville de Québec est jumulée à la ville de Bordeaux en France ce qui stimule les échanges entre les deux villes.

### Francophonie
Le Québec entretient des relations avec la francophonie canadienne et internationale,. Par exemple ces relations auront amené en 1987 et en 2008 des Sommets de la francophonie au Québec. Le Centre de la francophonie des Amérique veut pour sa part faire la promotion et le lien des différents aspects de la langue française en Amérique. De plus, les Jeux de la francophonie canadienne, trisannuels, se sont tenus au Québec en 2014.

### Délégations générales
Finalement, le Québec compte des représentations diplomatiques à l'étranger. Le Québec possède 7 délégations générales : Bruxelles, Londres, Mexico, Munich, New York, Paris, Tokyo. Il possède aussi 5 délégations : Atlanta, Boston, Chicago, Los Angeles et Rome. Le Québec jouit aussi de 10 bureaux répartis un peu partout sur la planète : Barcelone, Pékin, Berlin, Hong Kong, Moscou, Mumbai, São Paulo, Shanghai, Stockholm et Washington. Il dispose aussi de 4 antennes : Milan, Santiago, Séoul et Taipei.
Enfin le Québec participe aussi à d'autres activités internationales grâce à ses 3 représentations en affaires multilatérales : une délégation aux affaires francophones et multilatérales, une représentation au sein de la délégation permanente du Canada à l'Unesco et pour conclure une participation particulière à l'Organisation des États américains.

### Représentations du Québec au Canada
Le Québec dispose d'un réseau de représentation au Canada composé de deux bureaux : un à Moncton et un en Ontario.
Le bureau de l'Ontario couvre les territoires à l'ouest du Canada et celui de Moncton toute la région atlantique du pays.
Un chef de poste dirige chacun des bureaux respectif.
Enfin le mandat de ces bureaux est d’assurer auprès des autres gouvernements du Canada une présence institutionnelle du gouvernement du Québec.

### Québec et Amérique française

Cette carte illustre la répartition du français en Amérique.

Historiquement le Québec est le plus grand foyer de diffusion de la culture française en Amérique en marge des autres communautés du Canada qui s'intègrent aussi à l'Amérique française,.
Ainsi, tous les peuplements francophones extérieurs au Québec (Vermont, New Hampshire, Maine, Louisiane, Nouveau-Brunswick, Nouvelle-Écosse…) sont liés, en théorie, à l'histoire de l'expansion du territoire de la province de Québec,.

#### Proximité de la Nouvelle-Angleterre
Compte tenu de la relation historique qu'entretient le Québec avec la Nouvelle-Angleterre, plusieurs Québécois se rendent dans cette région du Nord-Est des États-Unis pour les vacances estivales. Quelques lieux prisés : Old Orchard Beach et Ogunquit dans le Maine, Hampton Beach dans le New Hampshire et cap Cod dans le Massachusetts.
Que ce soit pour du magasinage ou, encore, pour prendre l'avion à Plattsburgh dans l'État de New York, d'aucunes municipalités, telles que Burlington dans le Vermont, adoptent des résolutions afin d'accroître la présence du français dans leur ville.